# Eredivisie 2016/17 (mannenvoetbal)/Wedstrijden
De wedstrijden van het Nederlandse Eredivisie voetbal uit het seizoen 2016/17 was het 61e seizoen van de hoogste Nederlandse voetbalcompetitie voor mannen. Aan de competitie namen achttien clubs deel. Het seizoen bestond uit 34 speelronden van elk negen wedstrijden, gevolgd door een play-off. De competitie werd op 5 augustus 2016 geopend met een wedstrijd tussen N.E.C. en PEC Zwolle. Het eerste doelpunt van het seizoen kwam op naam van PEC Zwolle-aanvaller Queensy Menig.

## Speelronde 1
|                       |           |         |            |                                                                                  |
| 5 augustus 2016 20:00 | N.E.C.    | 1 – 1   | PEC Zwolle | Stadion: Goffertstadion, Nijmegen Toeschouwers: 10.900 Scheidsrechter: Gözübüyük |
| 5 augustus 2016 20:00 | Ofosu 63' | Verslag | 32' Menig  | Stadion: Goffertstadion, Nijmegen Toeschouwers: 10.900 Scheidsrechter: Gözübüyük |
| 5 augustus 2016 20:00 |           |         |            | Stadion: Goffertstadion, Nijmegen Toeschouwers: 10.900 Scheidsrechter: Gözübüyük |
| 5 augustus 2016 20:00 |           |         |            | Stadion: Goffertstadion, Nijmegen Toeschouwers: 10.900 Scheidsrechter: Gözübüyük |
|                       |           |         |            |                                                                                  |

|                       |                                     |         |                 |                                                                                |
| 6 augustus 2016 18:30 | ADO Den Haag                        | 3 – 0   | Go Ahead Eagles | Stadion: Kyocera Stadion, Den Haag Toeschouwers: 10.168 Scheidsrechter: Higler |
| 6 augustus 2016 18:30 | Havenaar 16' (pen.), 70' Ebuehi 82' | Verslag |                 | Stadion: Kyocera Stadion, Den Haag Toeschouwers: 10.168 Scheidsrechter: Higler |
| 6 augustus 2016 18:30 |                                     |         |                 | Stadion: Kyocera Stadion, Den Haag Toeschouwers: 10.168 Scheidsrechter: Higler |
| 6 augustus 2016 18:30 |                                     |         |                 | Stadion: Kyocera Stadion, Den Haag Toeschouwers: 10.168 Scheidsrechter: Higler |
|                       |                                     |         |                 |                                                                                |

|                       |            |         |                         |                                                                                    |
| 6 augustus 2016 19:45 | FC Utrecht | 1 – 2   | PSV                     | Stadion: Stadion Galgenwaard, Utrecht Toeschouwers: 16.329 Scheidsrechter: Nijhuis |
| 6 augustus 2016 19:45 | Haller 16' | Verslag | 51' Pröpper 80' Pereiro | Stadion: Stadion Galgenwaard, Utrecht Toeschouwers: 16.329 Scheidsrechter: Nijhuis |
| 6 augustus 2016 19:45 |            |         |                         | Stadion: Stadion Galgenwaard, Utrecht Toeschouwers: 16.329 Scheidsrechter: Nijhuis |
| 6 augustus 2016 19:45 |            |         |                         | Stadion: Stadion Galgenwaard, Utrecht Toeschouwers: 16.329 Scheidsrechter: Nijhuis |
|                       |            |         |                         |                                                                                    |

|                       |                |         |                         |                                                                                    |
| 6 augustus 2016 19:45 | FC Twente      | 1 – 2   | Excelsior               | Stadion: De Grolsch Veste, Enschede Toeschouwers: 25.100 Scheidsrechter: S. Mulder |
| 6 augustus 2016 19:45 | Oosterwijk 82' | Verslag | 13' Vermeulen 61' Owusu | Stadion: De Grolsch Veste, Enschede Toeschouwers: 25.100 Scheidsrechter: S. Mulder |
| 6 augustus 2016 19:45 |                |         |                         | Stadion: De Grolsch Veste, Enschede Toeschouwers: 25.100 Scheidsrechter: S. Mulder |
| 6 augustus 2016 19:45 |                |         |                         | Stadion: De Grolsch Veste, Enschede Toeschouwers: 25.100 Scheidsrechter: S. Mulder |
|                       |                |         |                         |                                                                                    |

|                       |           |         |                                                     |                                                                                          |
| 6 augustus 2016 20:45 | Willem II | 1 – 4   | Vitesse                                             | Stadion: Koning Willem II-stadion, Tilburg Toeschouwers: 12.250 Scheidsrechter: Lindhout |
| 6 augustus 2016 20:45 | Sol 54'   | Verslag | 21' Van Wolfswinkel 30' Kazaisjvili 37', 39' Nathan | Stadion: Koning Willem II-stadion, Tilburg Toeschouwers: 12.250 Scheidsrechter: Lindhout |
| 6 augustus 2016 20:45 |           |         |                                                     | Stadion: Koning Willem II-stadion, Tilburg Toeschouwers: 12.250 Scheidsrechter: Lindhout |
| 6 augustus 2016 20:45 |           |         |                                                     | Stadion: Koning Willem II-stadion, Tilburg Toeschouwers: 12.250 Scheidsrechter: Lindhout |
|                       |           |         |                                                     |                                                                                          |

|                       |              |         |                                              |                                                                              |
| 7 augustus 2016 12:30 | FC Groningen | 0 – 5   | Feyenoord                                    | Stadion: Euroborg, Groningen Toeschouwers: 19.762 Scheidsrechter: Van Boekel |
| 7 augustus 2016 12:30 |              | Verslag | 19' Vilhena 36', 45', 56' Elia 83' Jørgensen | Stadion: Euroborg, Groningen Toeschouwers: 19.762 Scheidsrechter: Van Boekel |
| 7 augustus 2016 12:30 |              |         |                                              | Stadion: Euroborg, Groningen Toeschouwers: 19.762 Scheidsrechter: Van Boekel |
| 7 augustus 2016 12:30 |              |         |                                              | Stadion: Euroborg, Groningen Toeschouwers: 19.762 Scheidsrechter: Van Boekel |
|                       |              |         |                                              |                                                                              |

|                       |                                   |         |                                         |                                                                              |
| 7 augustus 2016 14:30 | AZ                                | 2 – 2   | sc Heerenveen                           | Stadion: AFAS Stadion, Alkmaar Toeschouwers: 14.377 Scheidsrechter: Makkelie |
| 7 augustus 2016 14:30 | Henriksen 33' Weghorst 52' (pen.) | Verslag | 40' Zeneli 68', 71' Huizing 82' Schaars | Stadion: AFAS Stadion, Alkmaar Toeschouwers: 14.377 Scheidsrechter: Makkelie |
| 7 augustus 2016 14:30 |                                   |         |                                         | Stadion: AFAS Stadion, Alkmaar Toeschouwers: 14.377 Scheidsrechter: Makkelie |
| 7 augustus 2016 14:30 |                                   |         |                                         | Stadion: AFAS Stadion, Alkmaar Toeschouwers: 14.377 Scheidsrechter: Makkelie |
|                       |                                   |         |                                         |                                                                              |

|                       |                  |         |                                                           |                                                                           |
| 7 augustus 2016 14:30 | Sparta Rotterdam | 1 – 3   | Ajax                                                      | Stadion: Het Kasteel, Rotterdam Toeschouwers: 10.599 Scheidsrechter: Blom |
| 7 augustus 2016 14:30 | Gudelj 8' (e.d.) | Verslag | 5' Klaassen 54' Sinkgraven 65' Cassierra 17', 84' Veltman | Stadion: Het Kasteel, Rotterdam Toeschouwers: 10.599 Scheidsrechter: Blom |
| 7 augustus 2016 14:30 |                  |         |                                                           | Stadion: Het Kasteel, Rotterdam Toeschouwers: 10.599 Scheidsrechter: Blom |
| 7 augustus 2016 14:30 |                  |         |                                                           | Stadion: Het Kasteel, Rotterdam Toeschouwers: 10.599 Scheidsrechter: Blom |
|                       |                  |         |                                                           |                                                                           |

|                       |                  |         |                 |                                                                                           |
| 7 augustus 2016 16:45 | Roda JC Kerkrade | 1 – 1   | Heracles Almelo | Stadion: Parkstad Limburg Stadion, Kerkrade Toeschouwers: 13.006 Scheidsrechter: Kamphuis |
| 7 augustus 2016 16:45 | Auassar 72'      | Verslag | 33' Navrátil    | Stadion: Parkstad Limburg Stadion, Kerkrade Toeschouwers: 13.006 Scheidsrechter: Kamphuis |
| 7 augustus 2016 16:45 |                  |         |                 | Stadion: Parkstad Limburg Stadion, Kerkrade Toeschouwers: 13.006 Scheidsrechter: Kamphuis |
| 7 augustus 2016 16:45 |                  |         |                 | Stadion: Parkstad Limburg Stadion, Kerkrade Toeschouwers: 13.006 Scheidsrechter: Kamphuis |
|                       |                  |         |                 |                                                                                           |

## Speelronde 2
|                        |                                 |         |                                 |                                                                                        |
| 12 augustus 2016 20:00 | sc Heerenveen                   | 2 – 2   | FC Utrecht                      | Stadion: Abe Lenstra Stadion, Heerenveen Toeschouwers: 20.850 Scheidsrechter: Manschot |
| 12 augustus 2016 20:00 | Slagveer 12' Ghoochannejhad 69' | Verslag | 33' (pen.) Haller 35' Ramselaar | Stadion: Abe Lenstra Stadion, Heerenveen Toeschouwers: 20.850 Scheidsrechter: Manschot |
| 12 augustus 2016 20:00 |                                 |         |                                 | Stadion: Abe Lenstra Stadion, Heerenveen Toeschouwers: 20.850 Scheidsrechter: Manschot |
| 12 augustus 2016 20:00 |                                 |         |                                 | Stadion: Abe Lenstra Stadion, Heerenveen Toeschouwers: 20.850 Scheidsrechter: Manschot |
|                        |                                 |         |                                 |                                                                                        |

|                        |                             |         |              |                                                                                      |
| 13 augustus 2016 18:30 | Excelsior                   | 2 – 0   | FC Groningen | Stadion: Stadion Woudestein, Rotterdam Toeschouwers: 3.200 Scheidsrechter: Gözübüyük |
| 13 augustus 2016 18:30 | Mattheij 2' Vermeulen 90+3' | Verslag |              | Stadion: Stadion Woudestein, Rotterdam Toeschouwers: 3.200 Scheidsrechter: Gözübüyük |
| 13 augustus 2016 18:30 |                             |         |              | Stadion: Stadion Woudestein, Rotterdam Toeschouwers: 3.200 Scheidsrechter: Gözübüyük |
| 13 augustus 2016 18:30 |                             |         |              | Stadion: Stadion Woudestein, Rotterdam Toeschouwers: 3.200 Scheidsrechter: Gözübüyük |
|                        |                             |         |              |                                                                                      |

|                        |                 |         |                                               |                                                                                  |
| 13 augustus 2016 19:45 | Ajax            | 2 – 2   | Roda JC Kerkrade                              | Stadion: Amsterdam ArenA, Amsterdam Toeschouwers: 48.343 Scheidsrechter: Nijhuis |
| 13 augustus 2016 19:45 | Dolberg 8', 44' | Verslag | 17' Auassar 90+1' Van Hyfte 49', 90+4' Ananou | Stadion: Amsterdam ArenA, Amsterdam Toeschouwers: 48.343 Scheidsrechter: Nijhuis |
| 13 augustus 2016 19:45 |                 |         |                                               | Stadion: Amsterdam ArenA, Amsterdam Toeschouwers: 48.343 Scheidsrechter: Nijhuis |
| 13 augustus 2016 19:45 |                 |         |                                               | Stadion: Amsterdam ArenA, Amsterdam Toeschouwers: 48.343 Scheidsrechter: Nijhuis |
|                        |                 |         |                                               |                                                                                  |

|                        |                     |         |                    |                                                                      |
| 13 augustus 2016 19:45 | Vitesse             | 1 – 2   | ADO Den Haag       | Stadion: GelreDome, Arnhem Toeschouwers: 11.615 Scheidsrechter: Blom |
| 13 augustus 2016 19:45 | Van Wolfswinkel 22' | Verslag | 31', 61' Kastaneer | Stadion: GelreDome, Arnhem Toeschouwers: 11.615 Scheidsrechter: Blom |
| 13 augustus 2016 19:45 |                     |         |                    | Stadion: GelreDome, Arnhem Toeschouwers: 11.615 Scheidsrechter: Blom |
| 13 augustus 2016 19:45 |                     |         |                    | Stadion: GelreDome, Arnhem Toeschouwers: 11.615 Scheidsrechter: Blom |
|                        |                     |         |                    |                                                                      |

|                        |            |         |                             |                                                                                 |
| 13 augustus 2016 20:45 | PEC Zwolle | 0 – 3   | Sparta Rotterdam            | Stadion: MAC³PARK stadion, Zwolle Toeschouwers: 12.800 Scheidsrechter: Kamphuis |
| 13 augustus 2016 20:45 |            | Verslag | 40', 87' Brogno 58' Goodwin | Stadion: MAC³PARK stadion, Zwolle Toeschouwers: 12.800 Scheidsrechter: Kamphuis |
| 13 augustus 2016 20:45 |            |         |                             | Stadion: MAC³PARK stadion, Zwolle Toeschouwers: 12.800 Scheidsrechter: Kamphuis |
| 13 augustus 2016 20:45 |            |         |                             | Stadion: MAC³PARK stadion, Zwolle Toeschouwers: 12.800 Scheidsrechter: Kamphuis |
|                        |            |         |                             |                                                                                 |

|                        |                                 |         |                |                                                                                  |
| 14 augustus 2016 12:30 | Heracles Almelo                 | 3 – 1   | Willem II      | Stadion: Polman Stadion, Almelo Toeschouwers: 10.475 Scheidsrechter: Wiedemeijer |
| 14 augustus 2016 12:30 | Bel Hassani 26' Gladon 59', 63' | Verslag | 82' Falkenburg | Stadion: Polman Stadion, Almelo Toeschouwers: 10.475 Scheidsrechter: Wiedemeijer |
| 14 augustus 2016 12:30 |                                 |         |                | Stadion: Polman Stadion, Almelo Toeschouwers: 10.475 Scheidsrechter: Wiedemeijer |
| 14 augustus 2016 12:30 |                                 |         |                | Stadion: Polman Stadion, Almelo Toeschouwers: 10.475 Scheidsrechter: Wiedemeijer |
|                        |                                 |         |                |                                                                                  |

|                        |                      |         |               |                                                                                         |
| 14 augustus 2016 14:30 | Go Ahead Eagles      | 2 – 2   | N.E.C.        | Stadion: De Adelaarshorst, Deventer Toeschouwers: 9.123 Scheidsrechter: Van den Kerkhof |
| 14 augustus 2016 14:30 | Duits 49' Ojamaa 58' | Verslag | 34', 66' Mayi | Stadion: De Adelaarshorst, Deventer Toeschouwers: 9.123 Scheidsrechter: Van den Kerkhof |
| 14 augustus 2016 14:30 |                      |         |               | Stadion: De Adelaarshorst, Deventer Toeschouwers: 9.123 Scheidsrechter: Van den Kerkhof |
| 14 augustus 2016 14:30 |                      |         |               | Stadion: De Adelaarshorst, Deventer Toeschouwers: 9.123 Scheidsrechter: Van den Kerkhof |
|                        |                      |         |               |                                                                                         |

|                        |                             |         |           |                                                                                      |
| 14 augustus 2016 14:30 | Feyenoord                   | 2 – 0   | FC Twente | Stadion: Stadion Feijenoord, Rotterdam Toeschouwers: 47.500 Scheidsrechter: Makkelie |
| 14 augustus 2016 14:30 | Toornstra 23' Jørgensen 80' | Verslag |           | Stadion: Stadion Feijenoord, Rotterdam Toeschouwers: 47.500 Scheidsrechter: Makkelie |
| 14 augustus 2016 14:30 |                             |         |           | Stadion: Stadion Feijenoord, Rotterdam Toeschouwers: 47.500 Scheidsrechter: Makkelie |
| 14 augustus 2016 14:30 |                             |         |           | Stadion: Stadion Feijenoord, Rotterdam Toeschouwers: 47.500 Scheidsrechter: Makkelie |
|                        |                             |         |           |                                                                                      |

|                        |            |         |    |                                                                                  |
| 14 augustus 2016 16:45 | PSV        | 1 – 0   | AZ | Stadion: Philips Stadion, Eindhoven Toeschouwers: 34.000 Scheidsrechter: Kuipers |
| 14 augustus 2016 16:45 | Moreno 52' | Verslag |    | Stadion: Philips Stadion, Eindhoven Toeschouwers: 34.000 Scheidsrechter: Kuipers |
| 14 augustus 2016 16:45 |            |         |    | Stadion: Philips Stadion, Eindhoven Toeschouwers: 34.000 Scheidsrechter: Kuipers |
| 14 augustus 2016 16:45 |            |         |    | Stadion: Philips Stadion, Eindhoven Toeschouwers: 34.000 Scheidsrechter: Kuipers |
|                        |            |         |    |                                                                                  |

## Speelronde 3
|                        |             |         |                               |                                                                                    |
| 19 augustus 2016 20:00 | Excelsior   | 1 – 2   | ADO Den Haag                  | Stadion: Stadion Woudestein, Rotterdam Toeschouwers: 4.123 Scheidsrechter: Nijhuis |
| 19 augustus 2016 20:00 | Mattheij 8' | Verslag | 25' Kastaneer 68' Beugelsdijk | Stadion: Stadion Woudestein, Rotterdam Toeschouwers: 4.123 Scheidsrechter: Nijhuis |
| 19 augustus 2016 20:00 |             |         |                               | Stadion: Stadion Woudestein, Rotterdam Toeschouwers: 4.123 Scheidsrechter: Nijhuis |
| 19 augustus 2016 20:00 |             |         |                               | Stadion: Stadion Woudestein, Rotterdam Toeschouwers: 4.123 Scheidsrechter: Nijhuis |
|                        |             |         |                               |                                                                                    |

|                        |                  |         |           |                                                                                           |
| 20 augustus 2016 18:30 | Roda JC Kerkrade | 0 – 1   | Vitesse   | Stadion: Parkstad Limburg Stadion, Kerkrade Toeschouwers: 13.030 Scheidsrechter: Makkelie |
| 20 augustus 2016 18:30 |                  | Verslag | 22' Baker | Stadion: Parkstad Limburg Stadion, Kerkrade Toeschouwers: 13.030 Scheidsrechter: Makkelie |
| 20 augustus 2016 18:30 |                  |         |           | Stadion: Parkstad Limburg Stadion, Kerkrade Toeschouwers: 13.030 Scheidsrechter: Makkelie |
| 20 augustus 2016 18:30 |                  |         |           | Stadion: Parkstad Limburg Stadion, Kerkrade Toeschouwers: 13.030 Scheidsrechter: Makkelie |
|                        |                  |         |           |                                                                                           |

|                        |             |         |                        |                                                                                 |
| 20 augustus 2016 19:45 | Ajax        | 1 – 2   | Willem II              | Stadion: Amsterdam ArenA, Amsterdam Toeschouwers: 45.405 Scheidsrechter: Higler |
| 20 augustus 2016 19:45 | Klaassen 1' | Verslag | 28' Falkenburg 31' Sol | Stadion: Amsterdam ArenA, Amsterdam Toeschouwers: 45.405 Scheidsrechter: Higler |
| 20 augustus 2016 19:45 |             |         |                        | Stadion: Amsterdam ArenA, Amsterdam Toeschouwers: 45.405 Scheidsrechter: Higler |
| 20 augustus 2016 19:45 |             |         |                        | Stadion: Amsterdam ArenA, Amsterdam Toeschouwers: 45.405 Scheidsrechter: Higler |
|                        |             |         |                        |                                                                                 |

|                        |            |         |                                                       |                                                                                   |
| 20 augustus 2016 19:45 | PEC Zwolle | 0 – 4   | PSV                                                   | Stadion: MAC³PARK stadion, Zwolle Toeschouwers: 12.700 Scheidsrechter: Van Boekel |
| 20 augustus 2016 19:45 |            | Verslag | 22' Isimat-Mirin 35' Hendrix 86' De Jong 89' Bergwijn | Stadion: MAC³PARK stadion, Zwolle Toeschouwers: 12.700 Scheidsrechter: Van Boekel |
| 20 augustus 2016 19:45 |            |         |                                                       | Stadion: MAC³PARK stadion, Zwolle Toeschouwers: 12.700 Scheidsrechter: Van Boekel |
| 20 augustus 2016 19:45 |            |         |                                                       | Stadion: MAC³PARK stadion, Zwolle Toeschouwers: 12.700 Scheidsrechter: Van Boekel |
|                        |            |         |                                                       |                                                                                   |

|                        |                     |         |                    |                                                                                    |
| 20 augustus 2016 20:45 | N.E.C.              | 2 – 1   | sc Heerenveen      | Stadion: Goffertstadion, Nijmegen Toeschouwers: 9.500 Scheidsrechter: Van de Graaf |
| 20 augustus 2016 20:45 | Đumić 32' Ofosu 58' | Verslag | 36' Van Amersfoort | Stadion: Goffertstadion, Nijmegen Toeschouwers: 9.500 Scheidsrechter: Van de Graaf |
| 20 augustus 2016 20:45 |                     |         |                    | Stadion: Goffertstadion, Nijmegen Toeschouwers: 9.500 Scheidsrechter: Van de Graaf |
| 20 augustus 2016 20:45 |                     |         |                    | Stadion: Goffertstadion, Nijmegen Toeschouwers: 9.500 Scheidsrechter: Van de Graaf |
|                        |                     |         |                    |                                                                                    |

|                        |                                 |         |                                     |                                                                        |
| 21 augustus 2016 12:30 | FC Groningen                    | 3 – 4   | FC Twente                           | Stadion: Euroborg, Groningen Toeschouwers: 18.051 Scheidsrechter: Blom |
| 21 augustus 2016 12:30 | Mahi 52' Idrissi 69' Hoesen 84' | Verslag | 23', 36', 39' Ünal 90+2' Oosterwijk | Stadion: Euroborg, Groningen Toeschouwers: 18.051 Scheidsrechter: Blom |
| 21 augustus 2016 12:30 |                                 |         |                                     | Stadion: Euroborg, Groningen Toeschouwers: 18.051 Scheidsrechter: Blom |
| 21 augustus 2016 12:30 |                                 |         |                                     | Stadion: Euroborg, Groningen Toeschouwers: 18.051 Scheidsrechter: Blom |
|                        |                                 |         |                                     |                                                                        |

|                        |             |         |                               |                                                                                     |
| 21 augustus 2016 14:30 | FC Utrecht  | 1 – 2   | AZ                            | Stadion: Stadion Galgenwaard, Utrecht Toeschouwers: 15.570 Scheidsrechter: Liesveld |
| 21 augustus 2016 14:30 | Joosten 53' | Verslag | 25' Henriksen 84' Jahanbakhsh | Stadion: Stadion Galgenwaard, Utrecht Toeschouwers: 15.570 Scheidsrechter: Liesveld |
| 21 augustus 2016 14:30 |             |         |                               | Stadion: Stadion Galgenwaard, Utrecht Toeschouwers: 15.570 Scheidsrechter: Liesveld |
| 21 augustus 2016 14:30 |             |         |                               | Stadion: Stadion Galgenwaard, Utrecht Toeschouwers: 15.570 Scheidsrechter: Liesveld |
|                        |             |         |                               |                                                                                     |

|                        |                   |         |                 |                                                                               |
| 21 augustus 2016 14:30 | Sparta Rotterdam  | 1 – 0   | Go Ahead Eagles | Stadion: Het Kasteel, Rotterdam Toeschouwers: 9.614 Scheidsrechter: Gözübüyük |
| 21 augustus 2016 14:30 | Brogno 85' (pen.) | Verslag |                 | Stadion: Het Kasteel, Rotterdam Toeschouwers: 9.614 Scheidsrechter: Gözübüyük |
| 21 augustus 2016 14:30 |                   |         |                 | Stadion: Het Kasteel, Rotterdam Toeschouwers: 9.614 Scheidsrechter: Gözübüyük |
| 21 augustus 2016 14:30 |                   |         |                 | Stadion: Het Kasteel, Rotterdam Toeschouwers: 9.614 Scheidsrechter: Gözübüyük |
|                        |                   |         |                 |                                                                               |

|                        |                 |         |               |                                                                              |
| 21 augustus 2016 16:45 | Heracles Almelo | 0 – 1   | Feyenoord     | Stadion: Polman Stadion, Almelo Toeschouwers: 11.307 Scheidsrechter: Kuipers |
| 21 augustus 2016 16:45 |                 | Verslag | 29' El Ahmadi | Stadion: Polman Stadion, Almelo Toeschouwers: 11.307 Scheidsrechter: Kuipers |
| 21 augustus 2016 16:45 |                 |         |               | Stadion: Polman Stadion, Almelo Toeschouwers: 11.307 Scheidsrechter: Kuipers |
| 21 augustus 2016 16:45 |                 |         |               | Stadion: Polman Stadion, Almelo Toeschouwers: 11.307 Scheidsrechter: Kuipers |
|                        |                 |         |               |                                                                              |

## Speelronde 4
|                        |                     |         |            |                                                                         |
| 26 augustus 2016 20:00 | Vitesse             | 1 – 1   | FC Utrecht | Stadion: GelreDome, Arnhem Toeschouwers: 12.105 Scheidsrechter: Kuipers |
| 26 augustus 2016 20:00 | Van Wolfswinkel 28' | Verslag | 68' Haller | Stadion: GelreDome, Arnhem Toeschouwers: 12.105 Scheidsrechter: Kuipers |
| 26 augustus 2016 20:00 |                     |         |            | Stadion: GelreDome, Arnhem Toeschouwers: 12.105 Scheidsrechter: Kuipers |
| 26 augustus 2016 20:00 |                     |         |            | Stadion: GelreDome, Arnhem Toeschouwers: 12.105 Scheidsrechter: Kuipers |
|                        |                     |         |            |                                                                         |

|                        |           |       |                  |                                                                                                 |
| 27 augustus 2016 18:30 | Willem II | 0 – 0 | Roda JC Kerkrade | Stadion: Koning Willem II-stadion, Tilburg Toeschouwers: 11.200 Scheidsrechter: Van den Kerkhof |
| 27 augustus 2016 18:30 | Verslag   |       |                  | Stadion: Koning Willem II-stadion, Tilburg Toeschouwers: 11.200 Scheidsrechter: Van den Kerkhof |
| 27 augustus 2016 18:30 |           |       |                  | Stadion: Koning Willem II-stadion, Tilburg Toeschouwers: 11.200 Scheidsrechter: Van den Kerkhof |
| 27 augustus 2016 18:30 |           |       |                  | Stadion: Koning Willem II-stadion, Tilburg Toeschouwers: 11.200 Scheidsrechter: Van den Kerkhof |
|                        |           |       |                  |                                                                                                 |

|                        |                                           |         |            |                                                                                      |
| 27 augustus 2016 19:45 | Feyenoord                                 | 4 – 1   | Excelsior  | Stadion: Stadion Feijenoord, Rotterdam Toeschouwers: 47.500 Scheidsrechter: Liesveld |
| 27 augustus 2016 19:45 | Kuijt 44', 59' Berghuis 61' Toornstra 65' | Verslag | 26' Elbers | Stadion: Stadion Feijenoord, Rotterdam Toeschouwers: 47.500 Scheidsrechter: Liesveld |
| 27 augustus 2016 19:45 |                                           |         |            | Stadion: Stadion Feijenoord, Rotterdam Toeschouwers: 47.500 Scheidsrechter: Liesveld |
| 27 augustus 2016 19:45 |                                           |         |            | Stadion: Stadion Feijenoord, Rotterdam Toeschouwers: 47.500 Scheidsrechter: Liesveld |
|                        |                                           |         |            |                                                                                      |

|                        |               |         |            |                                                                                        |
| 27 augustus 2016 19:45 | sc Heerenveen | 1 – 0   | PEC Zwolle | Stadion: Abe Lenstra Stadion, Heerenveen Toeschouwers: 20.080 Scheidsrechter: Lindhout |
| 27 augustus 2016 19:45 | Larsson 50'   | Verslag |            | Stadion: Abe Lenstra Stadion, Heerenveen Toeschouwers: 20.080 Scheidsrechter: Lindhout |
| 27 augustus 2016 19:45 |               |         |            | Stadion: Abe Lenstra Stadion, Heerenveen Toeschouwers: 20.080 Scheidsrechter: Lindhout |
| 27 augustus 2016 19:45 |               |         |            | Stadion: Abe Lenstra Stadion, Heerenveen Toeschouwers: 20.080 Scheidsrechter: Lindhout |
|                        |               |         |            |                                                                                        |

|                        |                            |         |                   |                                                                                      |
| 27 augustus 2016 20:45 | FC Twente                  | 3 – 1   | Sparta Rotterdam  | Stadion: De Grolsch Veste, Enschede Toeschouwers: 23.700 Scheidsrechter: Wiedemeijer |
| 27 augustus 2016 20:45 | Ziyech 14', 59' Yeboah 36' | Verslag | 54' (pen.) Brogno | Stadion: De Grolsch Veste, Enschede Toeschouwers: 23.700 Scheidsrechter: Wiedemeijer |
| 27 augustus 2016 20:45 |                            |         |                   | Stadion: De Grolsch Veste, Enschede Toeschouwers: 23.700 Scheidsrechter: Wiedemeijer |
| 27 augustus 2016 20:45 |                            |         |                   | Stadion: De Grolsch Veste, Enschede Toeschouwers: 23.700 Scheidsrechter: Wiedemeijer |
|                        |                            |         |                   |                                                                                      |

|                        |     |         |                 |                                                                                  |
| 28 augustus 2016 12:30 | PSV | 0 – 0   | FC Groningen    | Stadion: Philips Stadion, Eindhoven Toeschouwers: 33.000 Scheidsrechter: Nijhuis |
| 28 augustus 2016 12:30 |     | Verslag | 12', 34' Bacuna | Stadion: Philips Stadion, Eindhoven Toeschouwers: 33.000 Scheidsrechter: Nijhuis |
| 28 augustus 2016 12:30 |     |         |                 | Stadion: Philips Stadion, Eindhoven Toeschouwers: 33.000 Scheidsrechter: Nijhuis |
| 28 augustus 2016 12:30 |     |         |                 | Stadion: Philips Stadion, Eindhoven Toeschouwers: 33.000 Scheidsrechter: Nijhuis |
|                        |     |         |                 |                                                                                  |

|                        |                 |         |                                     |                                                                                    |
| 28 augustus 2016 14:30 | Go Ahead Eagles | 0 – 3   | Ajax                                | Stadion: De Adelaarshorst, Deventer Toeschouwers: 9.756 Scheidsrechter: Van Boekel |
| 28 augustus 2016 14:30 |                 | Verslag | 24', 35' (pen.) Klaassen 62' Gudelj | Stadion: De Adelaarshorst, Deventer Toeschouwers: 9.756 Scheidsrechter: Van Boekel |
| 28 augustus 2016 14:30 |                 |         |                                     | Stadion: De Adelaarshorst, Deventer Toeschouwers: 9.756 Scheidsrechter: Van Boekel |
| 28 augustus 2016 14:30 |                 |         |                                     | Stadion: De Adelaarshorst, Deventer Toeschouwers: 9.756 Scheidsrechter: Van Boekel |
|                        |                 |         |                                     |                                                                                    |

|                        |              |         |                 |                                                                                |
| 28 augustus 2016 14:30 | ADO Den Haag | 1 – 1   | Heracles Almelo | Stadion: Kyocera Stadion, Den Haag Toeschouwers: 11.016 Scheidsrechter: Higler |
| 28 augustus 2016 14:30 | Havenaar 28' | Verslag | 18' Gosens      | Stadion: Kyocera Stadion, Den Haag Toeschouwers: 11.016 Scheidsrechter: Higler |
| 28 augustus 2016 14:30 |              |         |                 | Stadion: Kyocera Stadion, Den Haag Toeschouwers: 11.016 Scheidsrechter: Higler |
| 28 augustus 2016 14:30 |              |         |                 | Stadion: Kyocera Stadion, Den Haag Toeschouwers: 11.016 Scheidsrechter: Higler |
|                        |              |         |                 |                                                                                |

|                        |                                |         |                     |                                                                          |
| 28 augustus 2016 16:45 | AZ                             | 2 – 0   | N.E.C.              | Stadion: AFAS Stadion, Alkmaar Toeschouwers: 13.412 Scheidsrechter: Blom |
| 28 augustus 2016 16:45 | Dos Santos 43' Jahanbakhsh 73' | Verslag | 33', 53' Von Haacke | Stadion: AFAS Stadion, Alkmaar Toeschouwers: 13.412 Scheidsrechter: Blom |
| 28 augustus 2016 16:45 |                                |         |                     | Stadion: AFAS Stadion, Alkmaar Toeschouwers: 13.412 Scheidsrechter: Blom |
| 28 augustus 2016 16:45 |                                |         |                     | Stadion: AFAS Stadion, Alkmaar Toeschouwers: 13.412 Scheidsrechter: Blom |
|                        |                                |         |                     |                                                                          |

## Speelronde 5
|                         |                              |         |           |                                                                             |
| 10 september 2016 18:30 | AZ                           | 2 – 0   | Willem II | Stadion: AFAS Stadion, Alkmaar Toeschouwers: 13.839 Scheidsrechter: Kuipers |
| 10 september 2016 18:30 | Jahanbakhsh 19' Garcia 90+1' | Verslag |           | Stadion: AFAS Stadion, Alkmaar Toeschouwers: 13.839 Scheidsrechter: Kuipers |
| 10 september 2016 18:30 |                              |         |           | Stadion: AFAS Stadion, Alkmaar Toeschouwers: 13.839 Scheidsrechter: Kuipers |
| 10 september 2016 18:30 |                              |         |           | Stadion: AFAS Stadion, Alkmaar Toeschouwers: 13.839 Scheidsrechter: Kuipers |
|                         |                              |         |           |                                                                             |

|                         |                          |         |                     |                                                                                  |
| 10 september 2016 18:30 | PEC Zwolle               | 1 – 1   | FC Utrecht          | Stadion: MAC³PARK stadion, Zwolle Toeschouwers: 12.600 Scheidsrechter: S. Mulder |
| 10 september 2016 18:30 | Ehizibue 12' Verdonk 90' | Verslag | 90+2' (pen.) Haller | Stadion: MAC³PARK stadion, Zwolle Toeschouwers: 12.600 Scheidsrechter: S. Mulder |
| 10 september 2016 18:30 |                          |         |                     | Stadion: MAC³PARK stadion, Zwolle Toeschouwers: 12.600 Scheidsrechter: S. Mulder |
| 10 september 2016 18:30 |                          |         |                     | Stadion: MAC³PARK stadion, Zwolle Toeschouwers: 12.600 Scheidsrechter: S. Mulder |
|                         |                          |         |                     |                                                                                  |

|                         |        |         |                                                    |                                                                               |
| 10 september 2016 19:45 | N.E.C. | 0 – 4   | PSV                                                | Stadion: Goffertstadion, Nijmegen Toeschouwers: 11.600 Scheidsrechter: Higler |
| 10 september 2016 19:45 |        | Verslag | 4' Ramselaar 10' Pereiro 20' Brenet 24' L. de Jong | Stadion: Goffertstadion, Nijmegen Toeschouwers: 11.600 Scheidsrechter: Higler |
| 10 september 2016 19:45 |        |         |                                                    | Stadion: Goffertstadion, Nijmegen Toeschouwers: 11.600 Scheidsrechter: Higler |
| 10 september 2016 19:45 |        |         |                                                    | Stadion: Goffertstadion, Nijmegen Toeschouwers: 11.600 Scheidsrechter: Higler |
|                         |        |         |                                                    |                                                                               |

|                         |                                       |         |                               |                                                                                        |
| 10 september 2016 20:45 | sc Heerenveen                         | 3 – 1   | FC Twente                     | Stadion: Abe Lenstra Stadion, Heerenveen Toeschouwers: 20.850 Scheidsrechter: Kamphuis |
| 10 september 2016 20:45 | Ghoochannejhad 34', 90+3' Larsson 66' | Verslag | 78' Celina 39', 90' Ter Avest | Stadion: Abe Lenstra Stadion, Heerenveen Toeschouwers: 20.850 Scheidsrechter: Kamphuis |
| 10 september 2016 20:45 |                                       |         |                               | Stadion: Abe Lenstra Stadion, Heerenveen Toeschouwers: 20.850 Scheidsrechter: Kamphuis |
| 10 september 2016 20:45 |                                       |         |                               | Stadion: Abe Lenstra Stadion, Heerenveen Toeschouwers: 20.850 Scheidsrechter: Kamphuis |
|                         |                                       |         |                               |                                                                                        |

|                         |                                  |         |                 |                                                                                     |
| 10 september 2016 20:45 | Excelsior                        | 3 – 1   | Heracles Almelo | Stadion: Stadion Woudestein, Rotterdam Toeschouwers: 4.462 Scheidsrechter: Manschot |
| 10 september 2016 20:45 | Karami 1' Koolwijk 19' Fredy 22' | Verslag | 66' Vermeij     | Stadion: Stadion Woudestein, Rotterdam Toeschouwers: 4.462 Scheidsrechter: Manschot |
| 10 september 2016 20:45 |                                  |         |                 | Stadion: Stadion Woudestein, Rotterdam Toeschouwers: 4.462 Scheidsrechter: Manschot |
| 10 september 2016 20:45 |                                  |         |                 | Stadion: Stadion Woudestein, Rotterdam Toeschouwers: 4.462 Scheidsrechter: Manschot |
|                         |                                  |         |                 |                                                                                     |

|                         |                                         |         |              |                                                                                       |
| 11 september 2016 12:30 | Feyenoord                               | 3 – 1   | ADO Den Haag | Stadion: Stadion Feijenoord, Rotterdam Toeschouwers: 47.500 Scheidsrechter: Gözübüyük |
| 11 september 2016 12:30 | Kuijt 33' Jørgensen 34' El Ahmadi 90+4' | Verslag | 86' Marengo  | Stadion: Stadion Feijenoord, Rotterdam Toeschouwers: 47.500 Scheidsrechter: Gözübüyük |
| 11 september 2016 12:30 |                                         |         |              | Stadion: Stadion Feijenoord, Rotterdam Toeschouwers: 47.500 Scheidsrechter: Gözübüyük |
| 11 september 2016 12:30 |                                         |         |              | Stadion: Stadion Feijenoord, Rotterdam Toeschouwers: 47.500 Scheidsrechter: Gözübüyük |
|                         |                                         |         |              |                                                                                       |

|                         |              |         |                  |                                                                            |
| 11 september 2016 14:30 | FC Groningen | 1 – 1   | Sparta Rotterdam | Stadion: Euroborg, Groningen Toeschouwers: 17.845 Scheidsrechter: Makkelie |
| 11 september 2016 14:30 | Mahi 11'     | Verslag | 18' El Azzouzi   | Stadion: Euroborg, Groningen Toeschouwers: 17.845 Scheidsrechter: Makkelie |
| 11 september 2016 14:30 |              |         |                  | Stadion: Euroborg, Groningen Toeschouwers: 17.845 Scheidsrechter: Makkelie |
| 11 september 2016 14:30 |              |         |                  | Stadion: Euroborg, Groningen Toeschouwers: 17.845 Scheidsrechter: Makkelie |
|                         |              |         |                  |                                                                            |

|                         |                               |         |                  |                                                                                 |
| 11 september 2016 14:30 | Go Ahead Eagles               | 2 – 0   | Roda JC Kerkrade | Stadion: De Adelaarshorst, Deventer Toeschouwers: 9.213 Scheidsrechter: Janssen |
| 11 september 2016 14:30 | Brands 27' (pen.) Maatsen 89' | Verslag |                  | Stadion: De Adelaarshorst, Deventer Toeschouwers: 9.213 Scheidsrechter: Janssen |
| 11 september 2016 14:30 |                               |         |                  | Stadion: De Adelaarshorst, Deventer Toeschouwers: 9.213 Scheidsrechter: Janssen |
| 11 september 2016 14:30 |                               |         |                  | Stadion: De Adelaarshorst, Deventer Toeschouwers: 9.213 Scheidsrechter: Janssen |
|                         |                               |         |                  |                                                                                 |

|                         |               |         |                    |                                                                                   |
| 11 september 2016 16:45 | Ajax          | 1 – 0   | Vitesse            | Stadion: Amsterdam ArenA, Amsterdam Toeschouwers: 47.168 Scheidsrechter: Liesveld |
| 11 september 2016 16:45 | Viergever 55' | Verslag | 44', 67' Kruiswijk | Stadion: Amsterdam ArenA, Amsterdam Toeschouwers: 47.168 Scheidsrechter: Liesveld |
| 11 september 2016 16:45 |               |         |                    | Stadion: Amsterdam ArenA, Amsterdam Toeschouwers: 47.168 Scheidsrechter: Liesveld |
| 11 september 2016 16:45 |               |         |                    | Stadion: Amsterdam ArenA, Amsterdam Toeschouwers: 47.168 Scheidsrechter: Liesveld |
|                         |               |         |                    |                                                                                   |

## Speelronde 6
|                         |              |         |                                                  |                                                                                   |
| 16 september 2016 20:00 | FC Utrecht   | 1 – 5   | FC Groningen                                     | Stadion: Stadion Galgenwaard, Utrecht Toeschouwers: 15.217 Scheidsrechter: Higler |
| 16 september 2016 20:00 | Živković 60' | Verslag | 13', 44' Idrissi 66', 90+3' Hoesen 80' Van Weert | Stadion: Stadion Galgenwaard, Utrecht Toeschouwers: 15.217 Scheidsrechter: Higler |
| 16 september 2016 20:00 |              |         |                                                  | Stadion: Stadion Galgenwaard, Utrecht Toeschouwers: 15.217 Scheidsrechter: Higler |
| 16 september 2016 20:00 |              |         |                                                  | Stadion: Stadion Galgenwaard, Utrecht Toeschouwers: 15.217 Scheidsrechter: Higler |
|                         |              |         |                                                  |                                                                                   |

|                         |                                      |         |              |                                                                                     |
| 17 september 2016 18:30 | FC Twente                            | 4 – 1   | ADO Den Haag | Stadion: De Grolsch Veste, Enschede Toeschouwers: 24.100 Scheidsrechter: Van Boekel |
| 17 september 2016 18:30 | Ünal 13', 35' Celina 54' Mokotjo 90' | Verslag | 88' Jansen   | Stadion: De Grolsch Veste, Enschede Toeschouwers: 24.100 Scheidsrechter: Van Boekel |
| 17 september 2016 18:30 |                                      |         |              | Stadion: De Grolsch Veste, Enschede Toeschouwers: 24.100 Scheidsrechter: Van Boekel |
| 17 september 2016 18:30 |                                      |         |              | Stadion: De Grolsch Veste, Enschede Toeschouwers: 24.100 Scheidsrechter: Van Boekel |
|                         |                                      |         |              |                                                                                     |

|                         |                                      |         |                 |                                                                          |
| 17 september 2016 19:45 | Vitesse                              | 2 – 0   | Go Ahead Eagles | Stadion: GelreDome, Arnhem Toeschouwers: 14.170 Scheidsrechter: Kamphuis |
| 17 september 2016 19:45 | Van Wolfswinkel 76' (pen.) Baker 78' | Verslag |                 | Stadion: GelreDome, Arnhem Toeschouwers: 14.170 Scheidsrechter: Kamphuis |
| 17 september 2016 19:45 |                                      |         |                 | Stadion: GelreDome, Arnhem Toeschouwers: 14.170 Scheidsrechter: Kamphuis |
| 17 september 2016 19:45 |                                      |         |                 | Stadion: GelreDome, Arnhem Toeschouwers: 14.170 Scheidsrechter: Kamphuis |
|                         |                                      |         |                 |                                                                          |

|                         |                              |         |                                                  |                                                                                          |
| 17 september 2016 19:45 | Roda JC Kerkrade             | 0 – 3   | sc Heerenveen                                    | Stadion: Parkstad Limburg Stadion, Kerkrade Toeschouwers: 12.407 Scheidsrechter: Nijhuis |
| 17 september 2016 19:45 | Ajagun 29', 34' Kum 34', 44' | Verslag | 8' Larsson 68' Veerman 45', 75' Facey 77' Zeneli | Stadion: Parkstad Limburg Stadion, Kerkrade Toeschouwers: 12.407 Scheidsrechter: Nijhuis |
| 17 september 2016 19:45 |                              |         |                                                  | Stadion: Parkstad Limburg Stadion, Kerkrade Toeschouwers: 12.407 Scheidsrechter: Nijhuis |
| 17 september 2016 19:45 |                              |         |                                                  | Stadion: Parkstad Limburg Stadion, Kerkrade Toeschouwers: 12.407 Scheidsrechter: Nijhuis |
|                         |                              |         |                                                  |                                                                                          |

|                         |           |         |           |                                                                                          |
| 17 september 2016 20:45 | Willem II | 1 – 1   | Excelsior | Stadion: Koning Willem II-stadion, Tilburg Toeschouwers: 11.000 Scheidsrechter: Liesveld |
| 17 september 2016 20:45 | Sol 6'    | Verslag | 80' Faik  | Stadion: Koning Willem II-stadion, Tilburg Toeschouwers: 11.000 Scheidsrechter: Liesveld |
| 17 september 2016 20:45 |           |         |           | Stadion: Koning Willem II-stadion, Tilburg Toeschouwers: 11.000 Scheidsrechter: Liesveld |
| 17 september 2016 20:45 |           |         |           | Stadion: Koning Willem II-stadion, Tilburg Toeschouwers: 11.000 Scheidsrechter: Liesveld |
|                         |           |         |           |                                                                                          |

|                         |                            |         |        |                                                                              |
| 18 september 2016 12:30 | Sparta Rotterdam           | 2 – 0   | N.E.C. | Stadion: Het Kasteel, Rotterdam Toeschouwers: 10.032 Scheidsrechter: Janssen |
| 18 september 2016 12:30 | Verhaar 17' El Azzouzi 81' | Verslag |        | Stadion: Het Kasteel, Rotterdam Toeschouwers: 10.032 Scheidsrechter: Janssen |
| 18 september 2016 12:30 |                            |         |        | Stadion: Het Kasteel, Rotterdam Toeschouwers: 10.032 Scheidsrechter: Janssen |
| 18 september 2016 12:30 |                            |         |        | Stadion: Het Kasteel, Rotterdam Toeschouwers: 10.032 Scheidsrechter: Janssen |
|                         |                            |         |        |                                                                              |

|                         |     |         |               |                                                                               |
| 18 september 2016 14:30 | PSV | 0 – 1   | Feyenoord     | Stadion: Philips Stadion, Eindhoven Toeschouwers: 35.000 Scheidsrechter: Blom |
| 18 september 2016 14:30 |     | Verslag | 82' Botteghin | Stadion: Philips Stadion, Eindhoven Toeschouwers: 35.000 Scheidsrechter: Blom |
| 18 september 2016 14:30 |     |         |               | Stadion: Philips Stadion, Eindhoven Toeschouwers: 35.000 Scheidsrechter: Blom |
| 18 september 2016 14:30 |     |         |               | Stadion: Philips Stadion, Eindhoven Toeschouwers: 35.000 Scheidsrechter: Blom |
|                         |     |         |               |                                                                               |

|                         |            |         |                      |                                                                                 |
| 18 september 2016 14:30 | PEC Zwolle | 0 – 2   | AZ                   | Stadion: MAC³PARK stadion, Zwolle Toeschouwers: 12.900 Scheidsrechter: Makkelie |
| 18 september 2016 14:30 |            | Verslag | 43' Weghorst 87' Til | Stadion: MAC³PARK stadion, Zwolle Toeschouwers: 12.900 Scheidsrechter: Makkelie |
| 18 september 2016 14:30 |            |         |                      | Stadion: MAC³PARK stadion, Zwolle Toeschouwers: 12.900 Scheidsrechter: Makkelie |
| 18 september 2016 14:30 |            |         |                      | Stadion: MAC³PARK stadion, Zwolle Toeschouwers: 12.900 Scheidsrechter: Makkelie |
|                         |            |         |                      |                                                                                 |

|                         |                 |         |                         |                                                                                |
| 18 september 2016 16:45 | Heracles Almelo | 0 – 2   | Ajax                    | Stadion: Polman Stadion, Almelo Toeschouwers: 12.032 Scheidsrechter: Gözübüyük |
| 18 september 2016 16:45 |                 | Verslag | 66' Klaassen 76' Gudelj | Stadion: Polman Stadion, Almelo Toeschouwers: 12.032 Scheidsrechter: Gözübüyük |
| 18 september 2016 16:45 |                 |         |                         | Stadion: Polman Stadion, Almelo Toeschouwers: 12.032 Scheidsrechter: Gözübüyük |
| 18 september 2016 16:45 |                 |         |                         | Stadion: Polman Stadion, Almelo Toeschouwers: 12.032 Scheidsrechter: Gözübüyük |
|                         |                 |         |                         |                                                                                |

## Speelronde 7
|                         |              |       |                 |                                                                           |
| 24 september 2016 18:30 | FC Groningen | 0 – 0 | Heracles Almelo | Stadion: Euroborg, Groningen Toeschouwers: 18.272 Scheidsrechter: Janssen |
| 24 september 2016 18:30 | Verslag      |       |                 | Stadion: Euroborg, Groningen Toeschouwers: 18.272 Scheidsrechter: Janssen |
| 24 september 2016 18:30 |              |       |                 | Stadion: Euroborg, Groningen Toeschouwers: 18.272 Scheidsrechter: Janssen |
| 24 september 2016 18:30 |              |       |                 | Stadion: Euroborg, Groningen Toeschouwers: 18.272 Scheidsrechter: Janssen |
|                         |              |       |                 |                                                                           |

|                         |              |         |                                         |                                                                                     |
| 24 september 2016 18:30 | ADO Den Haag | 0 – 3   | sc Heerenveen                           | Stadion: Kyocera Stadion, Den Haag Toeschouwers: 10.572 Scheidsrechter: Wiedemeijer |
| 24 september 2016 18:30 |              | Verslag | 26' (e.d.) Kanon 79' Zeneli 88' Veerman | Stadion: Kyocera Stadion, Den Haag Toeschouwers: 10.572 Scheidsrechter: Wiedemeijer |
| 24 september 2016 18:30 |              |         |                                         | Stadion: Kyocera Stadion, Den Haag Toeschouwers: 10.572 Scheidsrechter: Wiedemeijer |
| 24 september 2016 18:30 |              |         |                                         | Stadion: Kyocera Stadion, Den Haag Toeschouwers: 10.572 Scheidsrechter: Wiedemeijer |
|                         |              |         |                                         |                                                                                     |

|                         |                                             |         |            |                                                                                   |
| 24 september 2016 19:45 | Ajax                                        | 5 – 1   | PEC Zwolle | Stadion: Amsterdam ArenA, Amsterdam Toeschouwers: 48.088 Scheidsrechter: Kamphuis |
| 24 september 2016 19:45 | Sánchez 8', 38' Dolberg 55', 64' Traoré 59' | Verslag | 4' Brama   | Stadion: Amsterdam ArenA, Amsterdam Toeschouwers: 48.088 Scheidsrechter: Kamphuis |
| 24 september 2016 19:45 |                                             |         |            | Stadion: Amsterdam ArenA, Amsterdam Toeschouwers: 48.088 Scheidsrechter: Kamphuis |
| 24 september 2016 19:45 |                                             |         |            | Stadion: Amsterdam ArenA, Amsterdam Toeschouwers: 48.088 Scheidsrechter: Kamphuis |
|                         |                                             |         |            |                                                                                   |

|                         |                   |         |                                           |                                                                                     |
| 24 september 2016 20:45 | Excelsior         | 1 – 3   | PSV                                       | Stadion: Stadion Woudestein, Rotterdam Toeschouwers: 4.400 Scheidsrechter: Makkelie |
| 24 september 2016 20:45 | Bruins 26' (pen.) | Verslag | 21' Narsingh 45+2' L. de Jong 83' Pröpper | Stadion: Stadion Woudestein, Rotterdam Toeschouwers: 4.400 Scheidsrechter: Makkelie |
| 24 september 2016 20:45 |                   |         |                                           | Stadion: Stadion Woudestein, Rotterdam Toeschouwers: 4.400 Scheidsrechter: Makkelie |
| 24 september 2016 20:45 |                   |         |                                           | Stadion: Stadion Woudestein, Rotterdam Toeschouwers: 4.400 Scheidsrechter: Makkelie |
|                         |                   |         |                                           |                                                                                     |

|                         |                          |         |                        |                                                                             |
| 24 september 2016 20:45 | AZ                       | 2 – 2   | Go Ahead Eagles        | Stadion: AFAS Stadion, Alkmaar Toeschouwers: 13.774 Scheidsrechter: Nijhuis |
| 24 september 2016 20:45 | Weghorst 36' (pen.), 52' | Verslag | 66' Duits 87' Hendriks | Stadion: AFAS Stadion, Alkmaar Toeschouwers: 13.774 Scheidsrechter: Nijhuis |
| 24 september 2016 20:45 |                          |         |                        | Stadion: AFAS Stadion, Alkmaar Toeschouwers: 13.774 Scheidsrechter: Nijhuis |
| 24 september 2016 20:45 |                          |         |                        | Stadion: AFAS Stadion, Alkmaar Toeschouwers: 13.774 Scheidsrechter: Nijhuis |
|                         |                          |         |                        |                                                                             |

|                         |         |       |           |                                                                                  |
| 25 september 2016 12:30 | N.E.C.  | 0 – 0 | Willem II | Stadion: Goffertstadion, Nijmegen Toeschouwers: 10.800 Scheidsrechter: Gözübüyük |
| 25 september 2016 12:30 | Verslag |       |           | Stadion: Goffertstadion, Nijmegen Toeschouwers: 10.800 Scheidsrechter: Gözübüyük |
| 25 september 2016 12:30 |         |       |           | Stadion: Goffertstadion, Nijmegen Toeschouwers: 10.800 Scheidsrechter: Gözübüyük |
| 25 september 2016 12:30 |         |       |           | Stadion: Goffertstadion, Nijmegen Toeschouwers: 10.800 Scheidsrechter: Gözübüyük |
|                         |         |       |           |                                                                                  |

|                         |                     |         |             |                                                                                   |
| 25 september 2016 14:30 | FC Twente           | 2 – 1   | Vitesse     | Stadion: De Grolsch Veste, Enschede Toeschouwers: 22.900 Scheidsrechter: Manschot |
| 25 september 2016 14:30 | Ünal 16' Celina 85' | Verslag | 90+2' Baker | Stadion: De Grolsch Veste, Enschede Toeschouwers: 22.900 Scheidsrechter: Manschot |
| 25 september 2016 14:30 |                     |         |             | Stadion: De Grolsch Veste, Enschede Toeschouwers: 22.900 Scheidsrechter: Manschot |
| 25 september 2016 14:30 |                     |         |             | Stadion: De Grolsch Veste, Enschede Toeschouwers: 22.900 Scheidsrechter: Manschot |
|                         |                     |         |             |                                                                                   |

|                         |                          |         |                  |                                                                                 |
| 25 september 2016 14:30 | FC Utrecht               | 2 – 0   | Sparta Rotterdam | Stadion: Stadion Galgenwaard, Utrecht Toeschouwers: 19.077 Scheidsrechter: Blom |
| 25 september 2016 14:30 | Živković 3' Barazite 80' | Verslag |                  | Stadion: Stadion Galgenwaard, Utrecht Toeschouwers: 19.077 Scheidsrechter: Blom |
| 25 september 2016 14:30 |                          |         |                  | Stadion: Stadion Galgenwaard, Utrecht Toeschouwers: 19.077 Scheidsrechter: Blom |
| 25 september 2016 14:30 |                          |         |                  | Stadion: Stadion Galgenwaard, Utrecht Toeschouwers: 19.077 Scheidsrechter: Blom |
|                         |                          |         |                  |                                                                                 |

|                         |                                                              |         |                  |                                                                                     |
| 25 september 2016 16:45 | Feyenoord                                                    | 5 – 0   | Roda JC Kerkrade | Stadion: Stadion Feijenoord, Rotterdam Toeschouwers: 47.500 Scheidsrechter: Kuipers |
| 25 september 2016 16:45 | Jørgensen 25', 83' El Ahmadi 35' Toornstra 88' Kongolo 90+2' | Verslag |                  | Stadion: Stadion Feijenoord, Rotterdam Toeschouwers: 47.500 Scheidsrechter: Kuipers |
| 25 september 2016 16:45 |                                                              |         |                  | Stadion: Stadion Feijenoord, Rotterdam Toeschouwers: 47.500 Scheidsrechter: Kuipers |
| 25 september 2016 16:45 |                                                              |         |                  | Stadion: Stadion Feijenoord, Rotterdam Toeschouwers: 47.500 Scheidsrechter: Kuipers |
|                         |                                                              |         |                  |                                                                                     |

## Speelronde 8
|                         |                  |         |                      |                                                                                |
| 30 september 2016 20:00 | PEC Zwolle       | 2 – 1   | ADO Den Haag         | Stadion: MAC³PARK stadion, Zwolle Toeschouwers: 12.400 Scheidsrechter: Kuipers |
| 30 september 2016 20:00 | Mokhtar 51', 70' | Verslag | 47' 65', 81' Trybull | Stadion: MAC³PARK stadion, Zwolle Toeschouwers: 12.400 Scheidsrechter: Kuipers |
| 30 september 2016 20:00 |                  |         |                      | Stadion: MAC³PARK stadion, Zwolle Toeschouwers: 12.400 Scheidsrechter: Kuipers |
| 30 september 2016 20:00 |                  |         |                      | Stadion: MAC³PARK stadion, Zwolle Toeschouwers: 12.400 Scheidsrechter: Kuipers |
|                         |                  |         |                      |                                                                                |

|                      |                       |         |                  |                                                                             |
| 1 oktober 2016 18:30 | Vitesse               | 2 – 1   | FC Groningen     | Stadion: GelreDome, Arnhem Toeschouwers: 15.055 Scheidsrechter: Wiedemeijer |
| 1 oktober 2016 18:30 | Baker 44' Leerdam 76' | Verslag | 4' (pen.) Hoesen | Stadion: GelreDome, Arnhem Toeschouwers: 15.055 Scheidsrechter: Wiedemeijer |
| 1 oktober 2016 18:30 |                       |         |                  | Stadion: GelreDome, Arnhem Toeschouwers: 15.055 Scheidsrechter: Wiedemeijer |
| 1 oktober 2016 18:30 |                       |         |                  | Stadion: GelreDome, Arnhem Toeschouwers: 15.055 Scheidsrechter: Wiedemeijer |
|                      |                       |         |                  |                                                                             |

|                      |               |         |                      |                                                                                          |
| 1 oktober 2016 19:45 | sc Heerenveen | 1 – 1   | PSV                  | Stadion: Abe Lenstra Stadion, Heerenveen Toeschouwers: 23.650 Scheidsrechter: Van Boekel |
| 1 oktober 2016 19:45 | Zeneli 72'    | Verslag | 75' (e.d.) St. Juste | Stadion: Abe Lenstra Stadion, Heerenveen Toeschouwers: 23.650 Scheidsrechter: Van Boekel |
| 1 oktober 2016 19:45 |               |         |                      | Stadion: Abe Lenstra Stadion, Heerenveen Toeschouwers: 23.650 Scheidsrechter: Van Boekel |
| 1 oktober 2016 19:45 |               |         |                      | Stadion: Abe Lenstra Stadion, Heerenveen Toeschouwers: 23.650 Scheidsrechter: Van Boekel |
|                      |               |         |                      |                                                                                          |

|                      |                  |         |          |                                                                                       |
| 1 oktober 2016 19:45 | Roda JC Kerkrade | 0 – 1   | N.E.C.   | Stadion: Parkstad Limburg Stadion, Kerkrade Toeschouwers: 11.915 Scheidsrechter: Blom |
| 1 oktober 2016 19:45 |                  | Verslag | 78' Mayi | Stadion: Parkstad Limburg Stadion, Kerkrade Toeschouwers: 11.915 Scheidsrechter: Blom |
| 1 oktober 2016 19:45 |                  |         |          | Stadion: Parkstad Limburg Stadion, Kerkrade Toeschouwers: 11.915 Scheidsrechter: Blom |
| 1 oktober 2016 19:45 |                  |         |          | Stadion: Parkstad Limburg Stadion, Kerkrade Toeschouwers: 11.915 Scheidsrechter: Blom |
|                      |                  |         |          |                                                                                       |

|                      |                                           |         |                 |                                                                                      |
| 1 oktober 2016 20:45 | Go Ahead Eagles                           | 3 – 0   | Excelsior       | Stadion: De Adelaarshorst, Deventer Toeschouwers: 9.122 Scheidsrechter: Van de Graaf |
| 1 oktober 2016 20:45 | Duits 11' Hendriks 36' (pen.), 72' (pen.) | Verslag | 35', 57' Pantić | Stadion: De Adelaarshorst, Deventer Toeschouwers: 9.122 Scheidsrechter: Van de Graaf |
| 1 oktober 2016 20:45 |                                           |         |                 | Stadion: De Adelaarshorst, Deventer Toeschouwers: 9.122 Scheidsrechter: Van de Graaf |
| 1 oktober 2016 20:45 |                                           |         |                 | Stadion: De Adelaarshorst, Deventer Toeschouwers: 9.122 Scheidsrechter: Van de Graaf |
|                      |                                           |         |                 |                                                                                      |

|                      |                                                 |         |                               |                                                                                  |
| 2 oktober 2016 12:30 | Ajax                                            | 3 – 2   | FC Utrecht                    | Stadion: Amsterdam ArenA, Amsterdam Toeschouwers: 47.243 Scheidsrechter: Nijhuis |
| 2 oktober 2016 12:30 | Leeuwin 47' (e.d.) Schöne 79' (pen.) Ziyech 87' | Verslag | 27' Conboy 90' Van der Maarel | Stadion: Amsterdam ArenA, Amsterdam Toeschouwers: 47.243 Scheidsrechter: Nijhuis |
| 2 oktober 2016 12:30 |                                                 |         |                               | Stadion: Amsterdam ArenA, Amsterdam Toeschouwers: 47.243 Scheidsrechter: Nijhuis |
| 2 oktober 2016 12:30 |                                                 |         |                               | Stadion: Amsterdam ArenA, Amsterdam Toeschouwers: 47.243 Scheidsrechter: Nijhuis |
|                      |                                                 |         |                               |                                                                                  |

|                      |           |         |                         |                                                                                        |
| 2 oktober 2016 14:30 | Willem II | 0 – 2   | Feyenoord               | Stadion: Koning Willem II-stadion, Tilburg Toeschouwers: 13.000 Scheidsrechter: Higler |
| 2 oktober 2016 14:30 |           | Verslag | 16' Jørgensen 76' Tapia | Stadion: Koning Willem II-stadion, Tilburg Toeschouwers: 13.000 Scheidsrechter: Higler |
| 2 oktober 2016 14:30 |           |         |                         | Stadion: Koning Willem II-stadion, Tilburg Toeschouwers: 13.000 Scheidsrechter: Higler |
| 2 oktober 2016 14:30 |           |         |                         | Stadion: Koning Willem II-stadion, Tilburg Toeschouwers: 13.000 Scheidsrechter: Higler |
|                      |           |         |                         |                                                                                        |

|                      |                 |         |                  |                                                                               |
| 2 oktober 2016 14:30 | Heracles Almelo | 1 – 1   | FC Twente        | Stadion: Polman Stadion, Almelo Toeschouwers: 12.052 Scheidsrechter: Makkelie |
| 2 oktober 2016 14:30 | Armenteros 42'  | Verslag | 40' (pen.) Klich | Stadion: Polman Stadion, Almelo Toeschouwers: 12.052 Scheidsrechter: Makkelie |
| 2 oktober 2016 14:30 |                 |         |                  | Stadion: Polman Stadion, Almelo Toeschouwers: 12.052 Scheidsrechter: Makkelie |
| 2 oktober 2016 14:30 |                 |         |                  | Stadion: Polman Stadion, Almelo Toeschouwers: 12.052 Scheidsrechter: Makkelie |
|                      |                 |         |                  |                                                                               |

|                      |                                |         |        |                                                                               |
| 2 oktober 2016 16:45 | Sparta Rotterdam               | 1 – 1   | AZ     | Stadion: Het Kasteel, Rotterdam Toeschouwers: 10.261 Scheidsrechter: Liesveld |
| 2 oktober 2016 16:45 | Breuer 39' Dumfries 82', 90+3' | Verslag | 6' Til | Stadion: Het Kasteel, Rotterdam Toeschouwers: 10.261 Scheidsrechter: Liesveld |
| 2 oktober 2016 16:45 |                                |         |        | Stadion: Het Kasteel, Rotterdam Toeschouwers: 10.261 Scheidsrechter: Liesveld |
| 2 oktober 2016 16:45 |                                |         |        | Stadion: Het Kasteel, Rotterdam Toeschouwers: 10.261 Scheidsrechter: Liesveld |
|                      |                                |         |        |                                                                               |

## Speelronde 9
|                       |                                       |         |                 |                                                                                    |
| 15 oktober 2016 18:30 | FC Utrecht                            | 3 – 0   | Go Ahead Eagles | Stadion: Stadion Galgenwaard, Utrecht Toeschouwers: 17.433 Scheidsrechter: Janssen |
| 15 oktober 2016 18:30 | Troupée 41' Strieder 53' Živković 65' | Verslag |                 | Stadion: Stadion Galgenwaard, Utrecht Toeschouwers: 17.433 Scheidsrechter: Janssen |
| 15 oktober 2016 18:30 |                                       |         |                 | Stadion: Stadion Galgenwaard, Utrecht Toeschouwers: 17.433 Scheidsrechter: Janssen |
| 15 oktober 2016 18:30 |                                       |         |                 | Stadion: Stadion Galgenwaard, Utrecht Toeschouwers: 17.433 Scheidsrechter: Janssen |
|                       |                                       |         |                 |                                                                                    |

|                       |                         |         |              |                                                                                 |
| 15 oktober 2016 18:30 | Sparta Rotterdam        | 2 – 2   | Willem II    | Stadion: Het Kasteel, Rotterdam Toeschouwers: 10.500 Scheidsrechter: Van Boekel |
| 15 oktober 2016 18:30 | Goodwin 69' Verhaar 90' | Verslag | 42', 65' Sol | Stadion: Het Kasteel, Rotterdam Toeschouwers: 10.500 Scheidsrechter: Van Boekel |
| 15 oktober 2016 18:30 |                         |         |              | Stadion: Het Kasteel, Rotterdam Toeschouwers: 10.500 Scheidsrechter: Van Boekel |
| 15 oktober 2016 18:30 |                         |         |              | Stadion: Het Kasteel, Rotterdam Toeschouwers: 10.500 Scheidsrechter: Van Boekel |
|                       |                         |         |              |                                                                                 |

|                       |             |         |                 |                                                                                  |
| 15 oktober 2016 19:45 | PSV         | 1 – 1   | Heracles Almelo | Stadion: Philips Stadion, Eindhoven Toeschouwers: 33.000 Scheidsrechter: Nijhuis |
| 15 oktober 2016 19:45 | Pereiro 41' | Verslag | 39' Armenteros  | Stadion: Philips Stadion, Eindhoven Toeschouwers: 33.000 Scheidsrechter: Nijhuis |
| 15 oktober 2016 19:45 |             |         |                 | Stadion: Philips Stadion, Eindhoven Toeschouwers: 33.000 Scheidsrechter: Nijhuis |
| 15 oktober 2016 19:45 |             |         |                 | Stadion: Philips Stadion, Eindhoven Toeschouwers: 33.000 Scheidsrechter: Nijhuis |
|                       |             |         |                 |                                                                                  |

|                       |                 |         |                                      |                                                                               |
| 15 oktober 2016 20:45 | AZ              | 2 – 2   | Vitesse                              | Stadion: AFAS Stadion, Alkmaar Toeschouwers: 15.415 Scheidsrechter: Gözübüyük |
| 15 oktober 2016 20:45 | Mühren 78', 87' | Verslag | 23' Baker 58' (pen.) Van Wolfswinkel | Stadion: AFAS Stadion, Alkmaar Toeschouwers: 15.415 Scheidsrechter: Gözübüyük |
| 15 oktober 2016 20:45 |                 |         |                                      | Stadion: AFAS Stadion, Alkmaar Toeschouwers: 15.415 Scheidsrechter: Gözübüyük |
| 15 oktober 2016 20:45 |                 |         |                                      | Stadion: AFAS Stadion, Alkmaar Toeschouwers: 15.415 Scheidsrechter: Gözübüyük |
|                       |                 |         |                                      |                                                                               |

|                       |                                 |         |                                          |                                                                            |
| 15 oktober 2016 20:45 | FC Groningen                    | 0 – 3   | sc Heerenveen                            | Stadion: Euroborg, Groningen Toeschouwers: 21.155 Scheidsrechter: Liesveld |
| 15 oktober 2016 20:45 | Davidson 36' Memišević 54', 76' | Verslag | 7' Zeneli 73' Larsson 82' Ghoochannejhad | Stadion: Euroborg, Groningen Toeschouwers: 21.155 Scheidsrechter: Liesveld |
| 15 oktober 2016 20:45 |                                 |         |                                          | Stadion: Euroborg, Groningen Toeschouwers: 21.155 Scheidsrechter: Liesveld |
| 15 oktober 2016 20:45 |                                 |         |                                          | Stadion: Euroborg, Groningen Toeschouwers: 21.155 Scheidsrechter: Liesveld |
|                       |                                 |         |                                          |                                                                            |

|                       |                           |         |                           |                                                                                 |
| 16 oktober 2016 12:30 | FC Twente                 | 2 – 2   | PEC Zwolle                | Stadion: De Grolsch Veste, Enschede Toeschouwers: 24.900 Scheidsrechter: Higler |
| 16 oktober 2016 12:30 | Klich 10' (pen.) Ünal 77' | Verslag | 40' Mokhtar 84' Warmerdam | Stadion: De Grolsch Veste, Enschede Toeschouwers: 24.900 Scheidsrechter: Higler |
| 16 oktober 2016 12:30 |                           |         |                           | Stadion: De Grolsch Veste, Enschede Toeschouwers: 24.900 Scheidsrechter: Higler |
| 16 oktober 2016 12:30 |                           |         |                           | Stadion: De Grolsch Veste, Enschede Toeschouwers: 24.900 Scheidsrechter: Higler |
|                       |                           |         |                           |                                                                                 |

|                       |          |         |                            |                                                                                 |
| 16 oktober 2016 14:30 | N.E.C.   | 1 – 2   | Feyenoord                  | Stadion: Goffertstadion, Nijmegen Toeschouwers: 11.110 Scheidsrechter: Makkelie |
| 16 oktober 2016 14:30 | Rayhi 8' | Verslag | 79' Jørgensen 90+1' Kramer | Stadion: Goffertstadion, Nijmegen Toeschouwers: 11.110 Scheidsrechter: Makkelie |
| 16 oktober 2016 14:30 |          |         |                            | Stadion: Goffertstadion, Nijmegen Toeschouwers: 11.110 Scheidsrechter: Makkelie |
| 16 oktober 2016 14:30 |          |         |                            | Stadion: Goffertstadion, Nijmegen Toeschouwers: 11.110 Scheidsrechter: Makkelie |
|                       |          |         |                            |                                                                                 |

|                       |           |         |                  |                                                                                     |
| 16 oktober 2016 14:30 | Excelsior | 0 – 1   | Roda JC Kerkrade | Stadion: Stadion Woudestein, Rotterdam Toeschouwers: 3.544 Scheidsrechter: Kamphuis |
| 16 oktober 2016 14:30 |           | Verslag | 56' Boysen       | Stadion: Stadion Woudestein, Rotterdam Toeschouwers: 3.544 Scheidsrechter: Kamphuis |
| 16 oktober 2016 14:30 |           |         |                  | Stadion: Stadion Woudestein, Rotterdam Toeschouwers: 3.544 Scheidsrechter: Kamphuis |
| 16 oktober 2016 14:30 |           |         |                  | Stadion: Stadion Woudestein, Rotterdam Toeschouwers: 3.544 Scheidsrechter: Kamphuis |
|                       |           |         |                  |                                                                                     |

|                       |              |         |                         |                                                                              |
| 16 oktober 2016 16:45 | ADO Den Haag | 0 – 2   | Ajax                    | Stadion: Kyocera Stadion, Den Haag Toeschouwers: 13.764 Scheidsrechter: Blom |
| 16 oktober 2016 16:45 |              | Verslag | 20' Klaassen 52' Traoré | Stadion: Kyocera Stadion, Den Haag Toeschouwers: 13.764 Scheidsrechter: Blom |
| 16 oktober 2016 16:45 |              |         |                         | Stadion: Kyocera Stadion, Den Haag Toeschouwers: 13.764 Scheidsrechter: Blom |
| 16 oktober 2016 16:45 |              |         |                         | Stadion: Kyocera Stadion, Den Haag Toeschouwers: 13.764 Scheidsrechter: Blom |
|                       |              |         |                         |                                                                              |

## Speelronde 10
|                       |           |         |                         |                                                                                     |
| 21 oktober 2016 20:00 | Excelsior | 0 – 2   | PEC Zwolle              | Stadion: Stadion Woudestein, Rotterdam Toeschouwers: 3.640 Scheidsrechter: Lindhout |
| 21 oktober 2016 20:00 |           | Verslag | 48' Menig 88' Warmerdam | Stadion: Stadion Woudestein, Rotterdam Toeschouwers: 3.640 Scheidsrechter: Lindhout |
| 21 oktober 2016 20:00 |           |         |                         | Stadion: Stadion Woudestein, Rotterdam Toeschouwers: 3.640 Scheidsrechter: Lindhout |
| 21 oktober 2016 20:00 |           |         |                         | Stadion: Stadion Woudestein, Rotterdam Toeschouwers: 3.640 Scheidsrechter: Lindhout |
|                       |           |         |                         |                                                                                     |

|                       |                 |         |                       |                                                                                         |
| 22 oktober 2016 18:30 | Go Ahead Eagles | 0 – 2   | FC Twente             | Stadion: De Adelaarshorst, Deventer Toeschouwers: 9.733 Scheidsrechter: Van den Kerkhof |
| 22 oktober 2016 18:30 | Antonia 90+4'   | Verslag | 44' Yeboah 89' Celina | Stadion: De Adelaarshorst, Deventer Toeschouwers: 9.733 Scheidsrechter: Van den Kerkhof |
| 22 oktober 2016 18:30 |                 |         |                       | Stadion: De Adelaarshorst, Deventer Toeschouwers: 9.733 Scheidsrechter: Van den Kerkhof |
| 22 oktober 2016 18:30 |                 |         |                       | Stadion: De Adelaarshorst, Deventer Toeschouwers: 9.733 Scheidsrechter: Van den Kerkhof |
|                       |                 |         |                       |                                                                                         |

|                       |               |         |                  |                                                                                   |
| 22 oktober 2016 19:45 | PSV           | 1 – 0   | Sparta Rotterdam | Stadion: Philips Stadion, Eindhoven Toeschouwers: 33.800 Scheidsrechter: Kamphuis |
| 22 oktober 2016 19:45 | Ramselaar 77' | Verslag |                  | Stadion: Philips Stadion, Eindhoven Toeschouwers: 33.800 Scheidsrechter: Kamphuis |
| 22 oktober 2016 19:45 |               |         |                  | Stadion: Philips Stadion, Eindhoven Toeschouwers: 33.800 Scheidsrechter: Kamphuis |
| 22 oktober 2016 19:45 |               |         |                  | Stadion: Philips Stadion, Eindhoven Toeschouwers: 33.800 Scheidsrechter: Kamphuis |
|                       |               |         |                  |                                                                                   |

|                       |                  |         |              |                                                                                          |
| 22 oktober 2016 19:45 | Roda JC Kerkrade | 1 – 1   | ADO Den Haag | Stadion: Parkstad Limburg Stadion, Kerkrade Toeschouwers: 16.178 Scheidsrechter: Janssen |
| 22 oktober 2016 19:45 | Paulissen 86'    | Verslag | 37' Duplan   | Stadion: Parkstad Limburg Stadion, Kerkrade Toeschouwers: 16.178 Scheidsrechter: Janssen |
| 22 oktober 2016 19:45 |                  |         |              | Stadion: Parkstad Limburg Stadion, Kerkrade Toeschouwers: 16.178 Scheidsrechter: Janssen |
| 22 oktober 2016 19:45 |                  |         |              | Stadion: Parkstad Limburg Stadion, Kerkrade Toeschouwers: 16.178 Scheidsrechter: Janssen |
|                       |                  |         |              |                                                                                          |

|                       |           |         |              |                                                                                             |
| 22 oktober 2016 20:45 | Willem II | 0 – 1   | FC Utrecht   | Stadion: Koning Willem II-stadion, Tilburg Toeschouwers: 11.410 Scheidsrechter: Wiedemeijer |
| 22 oktober 2016 20:45 | Sol 31'   | Verslag | 90+1' Haller | Stadion: Koning Willem II-stadion, Tilburg Toeschouwers: 11.410 Scheidsrechter: Wiedemeijer |
| 22 oktober 2016 20:45 |           |         |              | Stadion: Koning Willem II-stadion, Tilburg Toeschouwers: 11.410 Scheidsrechter: Wiedemeijer |
| 22 oktober 2016 20:45 |           |         |              | Stadion: Koning Willem II-stadion, Tilburg Toeschouwers: 11.410 Scheidsrechter: Wiedemeijer |
|                       |           |         |              |                                                                                             |

|                       |             |         |          |                                                                                   |
| 23 oktober 2016 12:30 | N.E.C.      | 1 – 1   | Vitesse  | Stadion: Goffertstadion, Nijmegen Toeschouwers: 12.100 Scheidsrechter: Van Boekel |
| 23 oktober 2016 12:30 | Awoniyi 88' | Verslag | 38' Foor | Stadion: Goffertstadion, Nijmegen Toeschouwers: 12.100 Scheidsrechter: Van Boekel |
| 23 oktober 2016 12:30 |             |         |          | Stadion: Goffertstadion, Nijmegen Toeschouwers: 12.100 Scheidsrechter: Van Boekel |
| 23 oktober 2016 12:30 |             |         |          | Stadion: Goffertstadion, Nijmegen Toeschouwers: 12.100 Scheidsrechter: Van Boekel |
|                       |             |         |          |                                                                                   |

|                       |           |         |             |                                                                                     |
| 23 oktober 2016 14:30 | Feyenoord | 1 – 1   | Ajax        | Stadion: Stadion Feijenoord, Rotterdam Toeschouwers: 47.500 Scheidsrechter: Kuipers |
| 23 oktober 2016 14:30 | Kuijt 85' | Verslag | 55' Dolberg | Stadion: Stadion Feijenoord, Rotterdam Toeschouwers: 47.500 Scheidsrechter: Kuipers |
| 23 oktober 2016 14:30 |           |         |             | Stadion: Stadion Feijenoord, Rotterdam Toeschouwers: 47.500 Scheidsrechter: Kuipers |
| 23 oktober 2016 14:30 |           |         |             | Stadion: Stadion Feijenoord, Rotterdam Toeschouwers: 47.500 Scheidsrechter: Kuipers |
|                       |           |         |             |                                                                                     |

|                       |                             |         |    |                                                                          |
| 23 oktober 2016 14:30 | FC Groningen                | 2 – 0   | AZ | Stadion: Euroborg, Groningen Toeschouwers: 19.894 Scheidsrechter: Higler |
| 23 oktober 2016 14:30 | Linssen 18' Van Weert 45+2' | Verslag |    | Stadion: Euroborg, Groningen Toeschouwers: 19.894 Scheidsrechter: Higler |
| 23 oktober 2016 14:30 |                             |         |    | Stadion: Euroborg, Groningen Toeschouwers: 19.894 Scheidsrechter: Higler |
| 23 oktober 2016 14:30 |                             |         |    | Stadion: Euroborg, Groningen Toeschouwers: 19.894 Scheidsrechter: Higler |
|                       |                             |         |    |                                                                          |

|                       |                                     |         |                 |                                                                                    |
| 23 oktober 2016 16:45 | sc Heerenveen                       | 3 – 1   | Heracles Almelo | Stadion: Abe Lenstra Stadion, Heerenveen Toeschouwers: 21.300 Scheidsrechter: Blom |
| 23 oktober 2016 16:45 | Marzo 20' Larsson 66' St. Juste 78' | Verslag | 40' Kuwas       | Stadion: Abe Lenstra Stadion, Heerenveen Toeschouwers: 21.300 Scheidsrechter: Blom |
| 23 oktober 2016 16:45 |                                     |         |                 | Stadion: Abe Lenstra Stadion, Heerenveen Toeschouwers: 21.300 Scheidsrechter: Blom |
| 23 oktober 2016 16:45 |                                     |         |                 | Stadion: Abe Lenstra Stadion, Heerenveen Toeschouwers: 21.300 Scheidsrechter: Blom |
|                       |                                     |         |                 |                                                                                    |

## Speelronde 11
|                       |           |       |                  |                                                                                   |
| 28 oktober 2016 20:00 | FC Twente | 0 – 0 | Roda JC Kerkrade | Stadion: De Grolsch Veste, Enschede Toeschouwers: 24.400 Scheidsrechter: Liesveld |
| 28 oktober 2016 20:00 | Verslag   |       |                  | Stadion: De Grolsch Veste, Enschede Toeschouwers: 24.400 Scheidsrechter: Liesveld |
| 28 oktober 2016 20:00 |           |       |                  | Stadion: De Grolsch Veste, Enschede Toeschouwers: 24.400 Scheidsrechter: Liesveld |
| 28 oktober 2016 20:00 |           |       |                  | Stadion: De Grolsch Veste, Enschede Toeschouwers: 24.400 Scheidsrechter: Liesveld |
|                       |           |       |                  |                                                                                   |

|                       |                      |         |              |                                                                                         |
| 29 oktober 2016 18:30 | Willem II            | 2 – 1   | FC Groningen | Stadion: Koning Willem II-stadion, Tilburg Toeschouwers: 12.700 Scheidsrechter: Nijhuis |
| 29 oktober 2016 18:30 | Haye 66' Ogbeche 85' | Verslag | 75' Mahi     | Stadion: Koning Willem II-stadion, Tilburg Toeschouwers: 12.700 Scheidsrechter: Nijhuis |
| 29 oktober 2016 18:30 |                      |         |              | Stadion: Koning Willem II-stadion, Tilburg Toeschouwers: 12.700 Scheidsrechter: Nijhuis |
| 29 oktober 2016 18:30 |                      |         |              | Stadion: Koning Willem II-stadion, Tilburg Toeschouwers: 12.700 Scheidsrechter: Nijhuis |
|                       |                      |         |              |                                                                                         |

|                       |         |         |                    |                                                                         |
| 29 oktober 2016 19:45 | Vitesse | 0 – 2   | PSV                | Stadion: GelreDome, Arnhem Toeschouwers: 18.452 Scheidsrechter: Kuipers |
| 29 oktober 2016 19:45 |         | Verslag | 12', 90+3' Pereiro | Stadion: GelreDome, Arnhem Toeschouwers: 18.452 Scheidsrechter: Kuipers |
| 29 oktober 2016 19:45 |         |         |                    | Stadion: GelreDome, Arnhem Toeschouwers: 18.452 Scheidsrechter: Kuipers |
| 29 oktober 2016 19:45 |         |         |                    | Stadion: GelreDome, Arnhem Toeschouwers: 18.452 Scheidsrechter: Kuipers |
|                       |         |         |                    |                                                                         |

|                       |                     |         |                           |                                                                              |
| 29 oktober 2016 19:45 | Heracles Almelo     | 2 – 2   | Sparta Rotterdam          | Stadion: Polman Stadion, Almelo Toeschouwers: 11.337 Scheidsrechter: Janssen |
| 29 oktober 2016 19:45 | Darri 68' Kuwas 81' | Verslag | 44' El Azzouzi 82' Brogno | Stadion: Polman Stadion, Almelo Toeschouwers: 11.337 Scheidsrechter: Janssen |
| 29 oktober 2016 19:45 |                     |         |                           | Stadion: Polman Stadion, Almelo Toeschouwers: 11.337 Scheidsrechter: Janssen |
| 29 oktober 2016 19:45 |                     |         |                           | Stadion: Polman Stadion, Almelo Toeschouwers: 11.337 Scheidsrechter: Janssen |
|                       |                     |         |                           |                                                                              |

|                       |            |         |           |                                                                                   |
| 29 oktober 2016 20:45 | Ajax       | 1 – 0   | Excelsior | Stadion: Amsterdam ArenA, Amsterdam Toeschouwers: 47.460 Scheidsrechter: Makkelie |
| 29 oktober 2016 20:45 | Ziyech 48' | Verslag |           | Stadion: Amsterdam ArenA, Amsterdam Toeschouwers: 47.460 Scheidsrechter: Makkelie |
| 29 oktober 2016 20:45 |            |         |           | Stadion: Amsterdam ArenA, Amsterdam Toeschouwers: 47.460 Scheidsrechter: Makkelie |
| 29 oktober 2016 20:45 |            |         |           | Stadion: Amsterdam ArenA, Amsterdam Toeschouwers: 47.460 Scheidsrechter: Makkelie |
|                       |            |         |           |                                                                                   |

|                       |                               |         |                 |                                                                                  |
| 30 oktober 2016 12:30 | PEC Zwolle                    | 3 – 1   | Go Ahead Eagles | Stadion: MAC³PARK stadion, Zwolle Toeschouwers: 13.200 Scheidsrechter: Gözübüyük |
| 30 oktober 2016 12:30 | Menig 2' Saymak 57' Holla 90' | Verslag | 42' 88' Fischer | Stadion: MAC³PARK stadion, Zwolle Toeschouwers: 13.200 Scheidsrechter: Gözübüyük |
| 30 oktober 2016 12:30 |                               |         |                 | Stadion: MAC³PARK stadion, Zwolle Toeschouwers: 13.200 Scheidsrechter: Gözübüyük |
| 30 oktober 2016 12:30 |                               |         |                 | Stadion: MAC³PARK stadion, Zwolle Toeschouwers: 13.200 Scheidsrechter: Gözübüyük |
|                       |                               |         |                 |                                                                                  |

|                       |                            |         |                              |                                                                                        |
| 30 oktober 2016 14:30 | Feyenoord                  | 2 – 2   | sc Heerenveen                | Stadion: Stadion Feijenoord, Rotterdam Toeschouwers: 47.500 Scheidsrechter: Van Boekel |
| 30 oktober 2016 14:30 | Jørgensen 26' Karsdorp 42' | Verslag | 5' Ghoochannejhad 60' Zeneli | Stadion: Stadion Feijenoord, Rotterdam Toeschouwers: 47.500 Scheidsrechter: Van Boekel |
| 30 oktober 2016 14:30 |                            |         |                              | Stadion: Stadion Feijenoord, Rotterdam Toeschouwers: 47.500 Scheidsrechter: Van Boekel |
| 30 oktober 2016 14:30 |                            |         |                              | Stadion: Stadion Feijenoord, Rotterdam Toeschouwers: 47.500 Scheidsrechter: Van Boekel |
|                       |                            |         |                              |                                                                                        |

|                       |                  |         |              |                                                                                         |
| 30 oktober 2016 14:30 | FC Utrecht       | 1 – 1   | N.E.C.       | Stadion: Stadion Galgenwaard, Utrecht Toeschouwers: 16.911 Scheidsrechter: Van de Graaf |
| 30 oktober 2016 14:30 | Delle 35' (e.d.) | Verslag | 62' Kadıoğlu | Stadion: Stadion Galgenwaard, Utrecht Toeschouwers: 16.911 Scheidsrechter: Van de Graaf |
| 30 oktober 2016 14:30 |                  |         |              | Stadion: Stadion Galgenwaard, Utrecht Toeschouwers: 16.911 Scheidsrechter: Van de Graaf |
| 30 oktober 2016 14:30 |                  |         |              | Stadion: Stadion Galgenwaard, Utrecht Toeschouwers: 16.911 Scheidsrechter: Van de Graaf |
|                       |                  |         |              |                                                                                         |

|                       |              |         |            |                                                                                  |
| 30 oktober 2016 16:45 | ADO Den Haag | 0 – 1   | AZ         | Stadion: Kyocera Stadion, Den Haag Toeschouwers: 11.023 Scheidsrechter: Kamphuis |
| 30 oktober 2016 16:45 |              | Verslag | 87' Mühren | Stadion: Kyocera Stadion, Den Haag Toeschouwers: 11.023 Scheidsrechter: Kamphuis |
| 30 oktober 2016 16:45 |              |         |            | Stadion: Kyocera Stadion, Den Haag Toeschouwers: 11.023 Scheidsrechter: Kamphuis |
| 30 oktober 2016 16:45 |              |         |            | Stadion: Kyocera Stadion, Den Haag Toeschouwers: 11.023 Scheidsrechter: Kamphuis |
|                       |              |         |            |                                                                                  |

## Speelronde 12
|                       |                                          |         |               |                                                                                  |
| 4 november 2016 20:00 | Sparta Rotterdam                         | 3 – 1   | sc Heerenveen | Stadion: Het Kasteel, Rotterdam Toeschouwers: 10.432 Scheidsrechter: Wiedemeijer |
| 4 november 2016 20:00 | Spierings 15' El Azzouzi 19' Goodwin 69' | Verslag | 9' St. Juste  | Stadion: Het Kasteel, Rotterdam Toeschouwers: 10.432 Scheidsrechter: Wiedemeijer |
| 4 november 2016 20:00 |                                          |         |               | Stadion: Het Kasteel, Rotterdam Toeschouwers: 10.432 Scheidsrechter: Wiedemeijer |
| 4 november 2016 20:00 |                                          |         |               | Stadion: Het Kasteel, Rotterdam Toeschouwers: 10.432 Scheidsrechter: Wiedemeijer |
|                       |                                          |         |               |                                                                                  |

|                       |                 |         |           |                                                                                   |
| 5 november 2016 18:30 | ADO Den Haag    | 1 – 0   | Willem II | Stadion: Kyocera Stadion, Den Haag Toeschouwers: 10.044 Scheidsrechter: S. Mulder |
| 5 november 2016 18:30 | Beugelsdijk 56' | Verslag |           | Stadion: Kyocera Stadion, Den Haag Toeschouwers: 10.044 Scheidsrechter: S. Mulder |
| 5 november 2016 18:30 |                 |         |           | Stadion: Kyocera Stadion, Den Haag Toeschouwers: 10.044 Scheidsrechter: S. Mulder |
| 5 november 2016 18:30 |                 |         |           | Stadion: Kyocera Stadion, Den Haag Toeschouwers: 10.044 Scheidsrechter: S. Mulder |
|                       |                 |         |           |                                                                                   |

|                       |            |         |           |                                                                                    |
| 5 november 2016 19:45 | PSV        | 1 – 1   | FC Twente | Stadion: Philips Stadion, Eindhoven Toeschouwers: 33.500 Scheidsrechter: Gözübüyük |
| 5 november 2016 19:45 | Moreno 62' | Verslag | 53' Ünal  | Stadion: Philips Stadion, Eindhoven Toeschouwers: 33.500 Scheidsrechter: Gözübüyük |
| 5 november 2016 19:45 |            |         |           | Stadion: Philips Stadion, Eindhoven Toeschouwers: 33.500 Scheidsrechter: Gözübüyük |
| 5 november 2016 19:45 |            |         |           | Stadion: Philips Stadion, Eindhoven Toeschouwers: 33.500 Scheidsrechter: Gözübüyük |
|                       |            |         |           |                                                                                    |

|                       |              |         |               |                                                                                |
| 5 november 2016 19:45 | N.E.C.       | 1 – 1   | FC Groningen  | Stadion: Goffertstadion, Nijmegen Toeschouwers: 10.750 Scheidsrechter: Janssen |
| 5 november 2016 19:45 | Kadıoğlu 83' | Verslag | 78' Van Weert | Stadion: Goffertstadion, Nijmegen Toeschouwers: 10.750 Scheidsrechter: Janssen |
| 5 november 2016 19:45 |              |         |               | Stadion: Goffertstadion, Nijmegen Toeschouwers: 10.750 Scheidsrechter: Janssen |
| 5 november 2016 19:45 |              |         |               | Stadion: Goffertstadion, Nijmegen Toeschouwers: 10.750 Scheidsrechter: Janssen |
|                       |              |         |               |                                                                                |

|                       |            |       |                  |                                                                                |
| 5 november 2016 20:45 | PEC Zwolle | 0 – 0 | Roda JC Kerkrade | Stadion: MAC³PARK stadion, Zwolle Toeschouwers: 12.600 Scheidsrechter: Kuipers |
| 5 november 2016 20:45 | Verslag    |       |                  | Stadion: MAC³PARK stadion, Zwolle Toeschouwers: 12.600 Scheidsrechter: Kuipers |
| 5 november 2016 20:45 |            |       |                  | Stadion: MAC³PARK stadion, Zwolle Toeschouwers: 12.600 Scheidsrechter: Kuipers |
| 5 november 2016 20:45 |            |       |                  | Stadion: MAC³PARK stadion, Zwolle Toeschouwers: 12.600 Scheidsrechter: Kuipers |
|                       |            |       |                  |                                                                                |

|                       |                        |         |            |                                                                                     |
| 6 november 2016 12:30 | FC Utrecht             | 2 – 1   | Excelsior  | Stadion: Stadion Galgenwaard, Utrecht Toeschouwers: 18.648 Scheidsrechter: Liesveld |
| 6 november 2016 12:30 | Ayoub 47' Barazite 54' | Verslag | 83' Elbers | Stadion: Stadion Galgenwaard, Utrecht Toeschouwers: 18.648 Scheidsrechter: Liesveld |
| 6 november 2016 12:30 |                        |         |            | Stadion: Stadion Galgenwaard, Utrecht Toeschouwers: 18.648 Scheidsrechter: Liesveld |
| 6 november 2016 12:30 |                        |         |            | Stadion: Stadion Galgenwaard, Utrecht Toeschouwers: 18.648 Scheidsrechter: Liesveld |
|                       |                        |         |            |                                                                                     |

|                       |                   |         |                         |                                                                                |
| 6 november 2016 14:30 | AZ                | 2 – 2   | Ajax                    | Stadion: AFAS Stadion, Alkmaar Toeschouwers: 16.647 Scheidsrechter: Van Boekel |
| 6 november 2016 14:30 | Weghorst 13', 78' | Verslag | 47' Traoré 62' Klaassen | Stadion: AFAS Stadion, Alkmaar Toeschouwers: 16.647 Scheidsrechter: Van Boekel |
| 6 november 2016 14:30 |                   |         |                         | Stadion: AFAS Stadion, Alkmaar Toeschouwers: 16.647 Scheidsrechter: Van Boekel |
| 6 november 2016 14:30 |                   |         |                         | Stadion: AFAS Stadion, Alkmaar Toeschouwers: 16.647 Scheidsrechter: Van Boekel |
|                       |                   |         |                         |                                                                                |

|                       |                     |         |                                 |                                                                          |
| 6 november 2016 14:30 | Vitesse             | 1 – 2   | Heracles Almelo                 | Stadion: GelreDome, Arnhem Toeschouwers: 13.743 Scheidsrechter: Makkelie |
| 6 november 2016 14:30 | Van Wolfswinkel 57' | Verslag | 61' Darri 74' (pen.) Armenteros | Stadion: GelreDome, Arnhem Toeschouwers: 13.743 Scheidsrechter: Makkelie |
| 6 november 2016 14:30 |                     |         |                                 | Stadion: GelreDome, Arnhem Toeschouwers: 13.743 Scheidsrechter: Makkelie |
| 6 november 2016 14:30 |                     |         |                                 | Stadion: GelreDome, Arnhem Toeschouwers: 13.743 Scheidsrechter: Makkelie |
|                       |                     |         |                                 |                                                                          |

|                       |                 |         |           |                                                                                 |
| 6 november 2016 16:45 | Go Ahead Eagles | 1 – 0   | Feyenoord | Stadion: De Adelaarshorst, Deventer Toeschouwers: 9.781 Scheidsrechter: Nijhuis |
| 6 november 2016 16:45 | Antonia 30'     | Verslag |           | Stadion: De Adelaarshorst, Deventer Toeschouwers: 9.781 Scheidsrechter: Nijhuis |
| 6 november 2016 16:45 |                 |         |           | Stadion: De Adelaarshorst, Deventer Toeschouwers: 9.781 Scheidsrechter: Nijhuis |
| 6 november 2016 16:45 |                 |         |           | Stadion: De Adelaarshorst, Deventer Toeschouwers: 9.781 Scheidsrechter: Nijhuis |
|                       |                 |         |           |                                                                                 |

## Speelronde 13
|                        |               |         |           |                                                                                       |
| 19 november 2016 18:30 | sc Heerenveen | 1 – 1   | Vitesse   | Stadion: Abe Lenstra Stadion, Heerenveen Toeschouwers: 24.465 Scheidsrechter: Janssen |
| 19 november 2016 18:30 | Veerman 84'   | Verslag | 72' Baker | Stadion: Abe Lenstra Stadion, Heerenveen Toeschouwers: 24.465 Scheidsrechter: Janssen |
| 19 november 2016 18:30 |               |         |           | Stadion: Abe Lenstra Stadion, Heerenveen Toeschouwers: 24.465 Scheidsrechter: Janssen |
| 19 november 2016 18:30 |               |         |           | Stadion: Abe Lenstra Stadion, Heerenveen Toeschouwers: 24.465 Scheidsrechter: Janssen |
|                        |               |         |           |                                                                                       |

|                        |                     |         |                 |                                                                                 |
| 19 november 2016 18:30 | Heracles Almelo     | 2 – 1   | Go Ahead Eagles | Stadion: Polman Stadion, Almelo Toeschouwers: 11.853 Scheidsrechter: Van Boekel |
| 19 november 2016 18:30 | Armenteros 68', 84' | Verslag | 17' Antonia     | Stadion: Polman Stadion, Almelo Toeschouwers: 11.853 Scheidsrechter: Van Boekel |
| 19 november 2016 18:30 |                     |         |                 | Stadion: Polman Stadion, Almelo Toeschouwers: 11.853 Scheidsrechter: Van Boekel |
| 19 november 2016 18:30 |                     |         |                 | Stadion: Polman Stadion, Almelo Toeschouwers: 11.853 Scheidsrechter: Van Boekel |
|                        |                     |         |                 |                                                                                 |

|                        |           |       |     |                                                                                          |
| 19 november 2016 19:45 | Willem II | 0 – 0 | PSV | Stadion: Koning Willem II-stadion, Tilburg Toeschouwers: 13.650 Scheidsrechter: Liesveld |
| 19 november 2016 19:45 | Verslag   |       |     | Stadion: Koning Willem II-stadion, Tilburg Toeschouwers: 13.650 Scheidsrechter: Liesveld |
| 19 november 2016 19:45 |           |       |     | Stadion: Koning Willem II-stadion, Tilburg Toeschouwers: 13.650 Scheidsrechter: Liesveld |
| 19 november 2016 19:45 |           |       |     | Stadion: Koning Willem II-stadion, Tilburg Toeschouwers: 13.650 Scheidsrechter: Liesveld |
|                        |           |       |     |                                                                                          |

|                        |                                             |         |                         |                                                                                    |
| 19 november 2016 20:45 | Excelsior                                   | 3 – 2   | Sparta Rotterdam        | Stadion: Stadion Woudestein, Rotterdam Toeschouwers: 4.400 Scheidsrechter: Kuipers |
| 19 november 2016 20:45 | Elbers 26' Fredy 30' Hasselbaink 65' (pen.) | Verslag | 22' Brogno 73' Dumfries | Stadion: Stadion Woudestein, Rotterdam Toeschouwers: 4.400 Scheidsrechter: Kuipers |
| 19 november 2016 20:45 |                                             |         |                         | Stadion: Stadion Woudestein, Rotterdam Toeschouwers: 4.400 Scheidsrechter: Kuipers |
| 19 november 2016 20:45 |                                             |         |                         | Stadion: Stadion Woudestein, Rotterdam Toeschouwers: 4.400 Scheidsrechter: Kuipers |
|                        |                                             |         |                         |                                                                                    |

|                        |                            |         |              |                                                                        |
| 19 november 2016 20:45 | FC Groningen               | 2 – 1   | ADO Den Haag | Stadion: Euroborg, Groningen Toeschouwers: 17.818 Scheidsrechter: Blom |
| 19 november 2016 20:45 | Hateboer 10' Van Weert 54' | Verslag | 42' Duplan   | Stadion: Euroborg, Groningen Toeschouwers: 17.818 Scheidsrechter: Blom |
| 19 november 2016 20:45 |                            |         |              | Stadion: Euroborg, Groningen Toeschouwers: 17.818 Scheidsrechter: Blom |
| 19 november 2016 20:45 |                            |         |              | Stadion: Euroborg, Groningen Toeschouwers: 17.818 Scheidsrechter: Blom |
|                        |                            |         |              |                                                                        |

|                        |                  |         |              |                                                                                           |
| 20 november 2016 12:30 | Roda JC Kerkrade | 1 – 1   | AZ           | Stadion: Parkstad Limburg Stadion, Kerkrade Toeschouwers: 14.259 Scheidsrechter: Manschot |
| 20 november 2016 12:30 | Ajagun 39'       | Verslag | 59' Weghorst | Stadion: Parkstad Limburg Stadion, Kerkrade Toeschouwers: 14.259 Scheidsrechter: Manschot |
| 20 november 2016 12:30 |                  |         |              | Stadion: Parkstad Limburg Stadion, Kerkrade Toeschouwers: 14.259 Scheidsrechter: Manschot |
| 20 november 2016 12:30 |                  |         |              | Stadion: Parkstad Limburg Stadion, Kerkrade Toeschouwers: 14.259 Scheidsrechter: Manschot |
|                        |                  |         |              |                                                                                           |

|                        |                                             |         |        |                                                                                  |
| 20 november 2016 14:30 | Ajax                                        | 5 – 0   | N.E.C. | Stadion: Amsterdam ArenA, Amsterdam Toeschouwers: 49.521 Scheidsrechter: Nijhuis |
| 20 november 2016 14:30 | Dolberg 19', 24', 37' Traoré 55' Schöne 57' | Verslag |        | Stadion: Amsterdam ArenA, Amsterdam Toeschouwers: 49.521 Scheidsrechter: Nijhuis |
| 20 november 2016 14:30 |                                             |         |        | Stadion: Amsterdam ArenA, Amsterdam Toeschouwers: 49.521 Scheidsrechter: Nijhuis |
| 20 november 2016 14:30 |                                             |         |        | Stadion: Amsterdam ArenA, Amsterdam Toeschouwers: 49.521 Scheidsrechter: Nijhuis |
|                        |                                             |         |        |                                                                                  |

|                        |               |         |                         |                                                                                   |
| 20 november 2016 14:30 | FC Twente     | 1 – 1   | FC Utrecht              | Stadion: De Grolsch Veste, Enschede Toeschouwers: 25.100 Scheidsrechter: Lindhout |
| 20 november 2016 14:30 | Ter Avest 22' | Verslag | 9' Leeuwin 26' Živković | Stadion: De Grolsch Veste, Enschede Toeschouwers: 25.100 Scheidsrechter: Lindhout |
| 20 november 2016 14:30 |               |         |                         | Stadion: De Grolsch Veste, Enschede Toeschouwers: 25.100 Scheidsrechter: Lindhout |
| 20 november 2016 14:30 |               |         |                         | Stadion: De Grolsch Veste, Enschede Toeschouwers: 25.100 Scheidsrechter: Lindhout |
|                        |               |         |                         |                                                                                   |

|                        |                                       |         |            |                                                                                    |
| 20 november 2016 16:45 | Feyenoord                             | 3 – 0   | PEC Zwolle | Stadion: Stadion Feijenoord, Rotterdam Toeschouwers: 47.500 Scheidsrechter: Higler |
| 20 november 2016 16:45 | Kuijt 38' El Ahmadi 71' Toornstra 76' | Verslag |            | Stadion: Stadion Feijenoord, Rotterdam Toeschouwers: 47.500 Scheidsrechter: Higler |
| 20 november 2016 16:45 |                                       |         |            | Stadion: Stadion Feijenoord, Rotterdam Toeschouwers: 47.500 Scheidsrechter: Higler |
| 20 november 2016 16:45 |                                       |         |            | Stadion: Stadion Feijenoord, Rotterdam Toeschouwers: 47.500 Scheidsrechter: Higler |
|                        |                                       |         |            |                                                                                    |

## Speelronde 14
|                        |                 |         |               |                                                                                  |
| 25 november 2016 20:00 | Go Ahead Eagles | 0 – 1   | Willem II     | Stadion: De Adelaarshorst, Deventer Toeschouwers: 9.397 Scheidsrechter: Manschot |
| 25 november 2016 20:00 |                 | Verslag | 47' Schuurman | Stadion: De Adelaarshorst, Deventer Toeschouwers: 9.397 Scheidsrechter: Manschot |
| 25 november 2016 20:00 |                 |         |               | Stadion: De Adelaarshorst, Deventer Toeschouwers: 9.397 Scheidsrechter: Manschot |
| 25 november 2016 20:00 |                 |         |               | Stadion: De Adelaarshorst, Deventer Toeschouwers: 9.397 Scheidsrechter: Manschot |
|                        |                 |         |               |                                                                                  |

|                        |                                            |         |              |                                                                           |
| 26 november 2016 18:30 | Vitesse                                    | 2 – 2   | Excelsior    | Stadion: GelreDome, Arnhem Toeschouwers: 14.328 Scheidsrechter: S. Mulder |
| 26 november 2016 18:30 | Van Wolfswinkel 25' (pen.) Tighadouini 73' | Verslag | 7', 14' Faik | Stadion: GelreDome, Arnhem Toeschouwers: 14.328 Scheidsrechter: S. Mulder |
| 26 november 2016 18:30 |                                            |         |              | Stadion: GelreDome, Arnhem Toeschouwers: 14.328 Scheidsrechter: S. Mulder |
| 26 november 2016 18:30 |                                            |         |              | Stadion: GelreDome, Arnhem Toeschouwers: 14.328 Scheidsrechter: S. Mulder |
|                        |                                            |         |              |                                                                           |

|                        |                                                          |         |                        |                                                                                  |
| 26 november 2016 19:45 | PSV                                                      | 3 – 1   | ADO Den Haag           | Stadion: Philips Stadion, Eindhoven Toeschouwers: 32.700 Scheidsrechter: Kuipers |
| 26 november 2016 19:45 | Pereiro 12' (pen.) Beugelsdijk 50' (e.d.) L. De Jong 55' | Verslag | 57' (pen.) Beugelsdijk | Stadion: Philips Stadion, Eindhoven Toeschouwers: 32.700 Scheidsrechter: Kuipers |
| 26 november 2016 19:45 |                                                          |         |                        | Stadion: Philips Stadion, Eindhoven Toeschouwers: 32.700 Scheidsrechter: Kuipers |
| 26 november 2016 19:45 |                                                          |         |                        | Stadion: Philips Stadion, Eindhoven Toeschouwers: 32.700 Scheidsrechter: Kuipers |
|                        |                                                          |         |                        |                                                                                  |

|                        |            |         |                                               |                                                                                   |
| 26 november 2016 19:45 | PEC Zwolle | 0 – 4   | FC Groningen                                  | Stadion: MAC³PARK stadion, Zwolle Toeschouwers: 13.000 Scheidsrechter: Van Boekel |
| 26 november 2016 19:45 |            | Verslag | 1' Tibbling 39' Van Weert 77' Rusnák 86' Mahi | Stadion: MAC³PARK stadion, Zwolle Toeschouwers: 13.000 Scheidsrechter: Van Boekel |
| 26 november 2016 19:45 |            |         |                                               | Stadion: MAC³PARK stadion, Zwolle Toeschouwers: 13.000 Scheidsrechter: Van Boekel |
| 26 november 2016 19:45 |            |         |                                               | Stadion: MAC³PARK stadion, Zwolle Toeschouwers: 13.000 Scheidsrechter: Van Boekel |
|                        |            |         |                                               |                                                                                   |

|                        |                         |         |                              |                                                                               |
| 26 november 2016 20:45 | N.E.C.                  | 3 – 2   | FC Twente                    | Stadion: Goffertstadion, Nijmegen Toeschouwers: 11.092 Scheidsrechter: Higler |
| 26 november 2016 20:45 | Grot 27', 35' Đumić 59' | Verslag | 51' Ünal 79' (e.d.) Dyrestam | Stadion: Goffertstadion, Nijmegen Toeschouwers: 11.092 Scheidsrechter: Higler |
| 26 november 2016 20:45 |                         |         |                              | Stadion: Goffertstadion, Nijmegen Toeschouwers: 11.092 Scheidsrechter: Higler |
| 26 november 2016 20:45 |                         |         |                              | Stadion: Goffertstadion, Nijmegen Toeschouwers: 11.092 Scheidsrechter: Higler |
|                        |                         |         |                              |                                                                               |

|                        |                        |         |                       |                                                                              |
| 27 november 2016 12:30 | Sparta Rotterdam       | 2 – 2   | Roda JC Kerkrade      | Stadion: Het Kasteel, Rotterdam Toeschouwers: 10.100 Scheidsrechter: Janssen |
| 27 november 2016 12:30 | Brogno 64' Dougall 81' | Verslag | 45+2' Kum 50' Mitidis | Stadion: Het Kasteel, Rotterdam Toeschouwers: 10.100 Scheidsrechter: Janssen |
| 27 november 2016 12:30 |                        |         |                       | Stadion: Het Kasteel, Rotterdam Toeschouwers: 10.100 Scheidsrechter: Janssen |
| 27 november 2016 12:30 |                        |         |                       | Stadion: Het Kasteel, Rotterdam Toeschouwers: 10.100 Scheidsrechter: Janssen |
|                        |                        |         |                       |                                                                              |

|                        |               |         |              |                                                                                        |
| 27 november 2016 14:30 | sc Heerenveen | 0 – 1   | Ajax         | Stadion: Abe Lenstra Stadion, Heerenveen Toeschouwers: 25.800 Scheidsrechter: Makkelie |
| 27 november 2016 14:30 |               | Verslag | 71' Klaassen | Stadion: Abe Lenstra Stadion, Heerenveen Toeschouwers: 25.800 Scheidsrechter: Makkelie |
| 27 november 2016 14:30 |               |         |              | Stadion: Abe Lenstra Stadion, Heerenveen Toeschouwers: 25.800 Scheidsrechter: Makkelie |
| 27 november 2016 14:30 |               |         |              | Stadion: Abe Lenstra Stadion, Heerenveen Toeschouwers: 25.800 Scheidsrechter: Makkelie |
|                        |               |         |              |                                                                                        |

|                        |                                                              |         |                       |                                                                          |
| 27 november 2016 14:30 | AZ                                                           | 5 – 1   | Heracles Almelo       | Stadion: AFAS Stadion, Alkmaar Toeschouwers: 15.738 Scheidsrechter: Blom |
| 27 november 2016 14:30 | Mühren 5', 25' Weghorst 21' Dos Santos 73' Jahanbakhsh 90+2' | Verslag | 52' (pen.) Armenteros | Stadion: AFAS Stadion, Alkmaar Toeschouwers: 15.738 Scheidsrechter: Blom |
| 27 november 2016 14:30 |                                                              |         |                       | Stadion: AFAS Stadion, Alkmaar Toeschouwers: 15.738 Scheidsrechter: Blom |
| 27 november 2016 14:30 |                                                              |         |                       | Stadion: AFAS Stadion, Alkmaar Toeschouwers: 15.738 Scheidsrechter: Blom |
|                        |                                                              |         |                       |                                                                          |

|                        |                            |         |                                     |                                                                                      |
| 27 november 2016 16:45 | FC Utrecht                 | 3 – 3   | Feyenoord                           | Stadion: Stadion Galgenwaard, Utrecht Toeschouwers: 19.233 Scheidsrechter: Gözübüyük |
| 27 november 2016 16:45 | Haller 2', 84' Troupée 52' | Verslag | 4' Kuijt 90' Jørgensen 90+9' Kramer | Stadion: Stadion Galgenwaard, Utrecht Toeschouwers: 19.233 Scheidsrechter: Gözübüyük |
| 27 november 2016 16:45 |                            |         |                                     | Stadion: Stadion Galgenwaard, Utrecht Toeschouwers: 19.233 Scheidsrechter: Gözübüyük |
| 27 november 2016 16:45 |                            |         |                                     | Stadion: Stadion Galgenwaard, Utrecht Toeschouwers: 19.233 Scheidsrechter: Gözübüyük |
|                        |                            |         |                                     |                                                                                      |

## Speelronde 15
|                       |                           |         |        |                                                                               |
| 2 december 2016 20:00 | Heracles Almelo           | 2 – 0   | N.E.C. | Stadion: Polman Stadion, Almelo Toeschouwers: 10.783 Scheidsrechter: Manschot |
| 2 december 2016 20:00 | Duarte 37' Armenteros 83' | Verslag |        | Stadion: Polman Stadion, Almelo Toeschouwers: 10.783 Scheidsrechter: Manschot |
| 2 december 2016 20:00 |                           |         |        | Stadion: Polman Stadion, Almelo Toeschouwers: 10.783 Scheidsrechter: Manschot |
| 2 december 2016 20:00 |                           |         |        | Stadion: Polman Stadion, Almelo Toeschouwers: 10.783 Scheidsrechter: Manschot |
|                       |                           |         |        |                                                                               |

|                       |                 |         |                                       |                                                                                  |
| 3 december 2016 18:30 | Go Ahead Eagles | 1 – 3   | sc Heerenveen                         | Stadion: De Adelaarshorst, Deventer Toeschouwers: 9.187 Scheidsrechter: Lindhout |
| 3 december 2016 18:30 | Maatsen 7'      | Verslag | 20', 27' Ghoochannejhad 45' Kobayashi | Stadion: De Adelaarshorst, Deventer Toeschouwers: 9.187 Scheidsrechter: Lindhout |
| 3 december 2016 18:30 |                 |         |                                       | Stadion: De Adelaarshorst, Deventer Toeschouwers: 9.187 Scheidsrechter: Lindhout |
| 3 december 2016 18:30 |                 |         |                                       | Stadion: De Adelaarshorst, Deventer Toeschouwers: 9.187 Scheidsrechter: Lindhout |
|                       |                 |         |                                       |                                                                                  |

|                       |                  |       |     |                                                                                       |
| 3 december 2016 19:45 | Roda JC Kerkrade | 0 – 0 | PSV | Stadion: Parkstad Limburg Stadion, Kerkrade Toeschouwers: 14.017 Scheidsrechter: Blom |
| 3 december 2016 19:45 | Verslag          |       |     | Stadion: Parkstad Limburg Stadion, Kerkrade Toeschouwers: 14.017 Scheidsrechter: Blom |
| 3 december 2016 19:45 |                  |       |     | Stadion: Parkstad Limburg Stadion, Kerkrade Toeschouwers: 14.017 Scheidsrechter: Blom |
| 3 december 2016 19:45 |                  |       |     | Stadion: Parkstad Limburg Stadion, Kerkrade Toeschouwers: 14.017 Scheidsrechter: Blom |
|                       |                  |       |     |                                                                                       |

|                       |                                           |         |                                        |                                                                                   |
| 3 december 2016 19:45 | Excelsior                                 | 3 – 3   | AZ                                     | Stadion: Stadion Woudestein, Rotterdam Toeschouwers: 3.670 Scheidsrechter: Higler |
| 3 december 2016 19:45 | Elbers 9' Hasselbaink 26' (pen.) Faik 65' | Verslag | 11' Mühren 33' Tanković 76' S. Wuytens | Stadion: Stadion Woudestein, Rotterdam Toeschouwers: 3.670 Scheidsrechter: Higler |
| 3 december 2016 19:45 |                                           |         |                                        | Stadion: Stadion Woudestein, Rotterdam Toeschouwers: 3.670 Scheidsrechter: Higler |
| 3 december 2016 19:45 |                                           |         |                                        | Stadion: Stadion Woudestein, Rotterdam Toeschouwers: 3.670 Scheidsrechter: Higler |
|                       |                                           |         |                                        |                                                                                   |

|                       |                                         |         |                 |                                                                          |
| 3 december 2016 20:45 | Vitesse                                 | 3 – 1   | PEC Zwolle      | Stadion: GelreDome, Arnhem Toeschouwers: 14.173 Scheidsrechter: Kamphuis |
| 3 december 2016 20:45 | Baker 32' (pen.) Zhang 41' Nathan 90+2' | Verslag | 67' Schenkeveld | Stadion: GelreDome, Arnhem Toeschouwers: 14.173 Scheidsrechter: Kamphuis |
| 3 december 2016 20:45 |                                         |         |                 | Stadion: GelreDome, Arnhem Toeschouwers: 14.173 Scheidsrechter: Kamphuis |
| 3 december 2016 20:45 |                                         |         |                 | Stadion: GelreDome, Arnhem Toeschouwers: 14.173 Scheidsrechter: Kamphuis |
|                       |                                         |         |                 |                                                                          |

|                       |                      |         |                         |                                                                                   |
| 4 december 2016 12:30 | ADO Den Haag         | 0 – 2   | FC Utrecht              | Stadion: Kyocera Stadion, Den Haag Toeschouwers: 8.956 Scheidsrechter: Van Boekel |
| 4 december 2016 12:30 | Beugelsdijk 42', 75' | Verslag | 29' Barazite 83' Haller | Stadion: Kyocera Stadion, Den Haag Toeschouwers: 8.956 Scheidsrechter: Van Boekel |
| 4 december 2016 12:30 |                      |         |                         | Stadion: Kyocera Stadion, Den Haag Toeschouwers: 8.956 Scheidsrechter: Van Boekel |
| 4 december 2016 12:30 |                      |         |                         | Stadion: Kyocera Stadion, Den Haag Toeschouwers: 8.956 Scheidsrechter: Van Boekel |
|                       |                      |         |                         |                                                                                   |

|                       |                                                                       |         |                  |                                                                                     |
| 4 december 2016 14:30 | Feyenoord                                                             | 6 – 1   | Sparta Rotterdam | Stadion: Stadion Feijenoord, Rotterdam Toeschouwers: 47.500 Scheidsrechter: Nijhuis |
| 4 december 2016 14:30 | Vilhena 24' Toornstra 43' Jørgensen 59', 64' Botteghin 73' Elia 90+2' | Verslag | 86' Verhaar      | Stadion: Stadion Feijenoord, Rotterdam Toeschouwers: 47.500 Scheidsrechter: Nijhuis |
| 4 december 2016 14:30 |                                                                       |         |                  | Stadion: Stadion Feijenoord, Rotterdam Toeschouwers: 47.500 Scheidsrechter: Nijhuis |
| 4 december 2016 14:30 |                                                                       |         |                  | Stadion: Stadion Feijenoord, Rotterdam Toeschouwers: 47.500 Scheidsrechter: Nijhuis |
|                       |                                                                       |         |                  |                                                                                     |

|                       |           |       |           |                                                                                         |
| 4 december 2016 14:30 | Willem II | 0 – 0 | FC Twente | Stadion: Koning Willem II-stadion, Tilburg Toeschouwers: 11.450 Scheidsrechter: Janssen |
| 4 december 2016 14:30 | Verslag   |       |           | Stadion: Koning Willem II-stadion, Tilburg Toeschouwers: 11.450 Scheidsrechter: Janssen |
| 4 december 2016 14:30 |           |       |           | Stadion: Koning Willem II-stadion, Tilburg Toeschouwers: 11.450 Scheidsrechter: Janssen |
| 4 december 2016 14:30 |           |       |           | Stadion: Koning Willem II-stadion, Tilburg Toeschouwers: 11.450 Scheidsrechter: Janssen |
|                       |           |       |           |                                                                                         |

|                       |                              |         |              |                                                                                    |
| 4 december 2016 16:45 | Ajax                         | 2 – 0   | FC Groningen | Stadion: Amsterdam ArenA, Amsterdam Toeschouwers: 50.667 Scheidsrechter: Gözübüyük |
| 4 december 2016 16:45 | Sánchez 9' Ziyech 72' (pen.) | Verslag |              | Stadion: Amsterdam ArenA, Amsterdam Toeschouwers: 50.667 Scheidsrechter: Gözübüyük |
| 4 december 2016 16:45 |                              |         |              | Stadion: Amsterdam ArenA, Amsterdam Toeschouwers: 50.667 Scheidsrechter: Gözübüyük |
| 4 december 2016 16:45 |                              |         |              | Stadion: Amsterdam ArenA, Amsterdam Toeschouwers: 50.667 Scheidsrechter: Gözübüyük |
|                       |                              |         |              |                                                                                    |

## Speelronde 16
|                       |                      |         |                  |                                                                                   |
| 9 december 2016 20:00 | FC Groningen         | 2 – 0   | Roda JC Kerkrade | Stadion: Euroborg, Groningen Toeschouwers: 19.179 Scheidsrechter: Van den Kerkhof |
| 9 december 2016 20:00 | Mahi 10' Sørloth 71' | Verslag |                  | Stadion: Euroborg, Groningen Toeschouwers: 19.179 Scheidsrechter: Van den Kerkhof |
| 9 december 2016 20:00 |                      |         |                  | Stadion: Euroborg, Groningen Toeschouwers: 19.179 Scheidsrechter: Van den Kerkhof |
| 9 december 2016 20:00 |                      |         |                  | Stadion: Euroborg, Groningen Toeschouwers: 19.179 Scheidsrechter: Van den Kerkhof |
|                       |                      |         |                  |                                                                                   |

|                        |                                      |         |              |                                                                                 |
| 10 december 2016 18:30 | N.E.C.                               | 3 – 0   | ADO Den Haag | Stadion: Goffertstadion, Nijmegen Toeschouwers: 11.200 Scheidsrechter: Kamphuis |
| 10 december 2016 18:30 | Mayi 10' Ebuehi 12' (e.d.) Rayhi 44' | Verslag |              | Stadion: Goffertstadion, Nijmegen Toeschouwers: 11.200 Scheidsrechter: Kamphuis |
| 10 december 2016 18:30 |                                      |         |              | Stadion: Goffertstadion, Nijmegen Toeschouwers: 11.200 Scheidsrechter: Kamphuis |
| 10 december 2016 18:30 |                                      |         |              | Stadion: Goffertstadion, Nijmegen Toeschouwers: 11.200 Scheidsrechter: Kamphuis |
|                        |                                      |         |              |                                                                                 |

|                        |                |         |                 |                                                                                  |
| 10 december 2016 19:45 | PSV            | 1 – 0   | Go Ahead Eagles | Stadion: Philips Stadion, Eindhoven Toeschouwers: 33.000 Scheidsrechter: Janssen |
| 10 december 2016 19:45 | S. de Jong 68' | Verslag |                 | Stadion: Philips Stadion, Eindhoven Toeschouwers: 33.000 Scheidsrechter: Janssen |
| 10 december 2016 19:45 |                |         |                 | Stadion: Philips Stadion, Eindhoven Toeschouwers: 33.000 Scheidsrechter: Janssen |
| 10 december 2016 19:45 |                |         |                 | Stadion: Philips Stadion, Eindhoven Toeschouwers: 33.000 Scheidsrechter: Janssen |
|                        |                |         |                 |                                                                                  |

|                        |                  |         |                        |                                                                                          |
| 10 december 2016 19:45 | sc Heerenveen    | 2 – 1   | Excelsior              | Stadion: Abe Lenstra Stadion, Heerenveen Toeschouwers: 21.600 Scheidsrechter: Van Boekel |
| 10 december 2016 19:45 | Larsson 48', 79' | Verslag | 43' (pen.) Hasselbaink | Stadion: Abe Lenstra Stadion, Heerenveen Toeschouwers: 21.600 Scheidsrechter: Van Boekel |
| 10 december 2016 19:45 |                  |         |                        | Stadion: Abe Lenstra Stadion, Heerenveen Toeschouwers: 21.600 Scheidsrechter: Van Boekel |
| 10 december 2016 19:45 |                  |         |                        | Stadion: Abe Lenstra Stadion, Heerenveen Toeschouwers: 21.600 Scheidsrechter: Van Boekel |
|                        |                  |         |                        |                                                                                          |

|                        |            |       |           |                                                                             |
| 10 december 2016 20:45 | PEC Zwolle | 0 – 0 | Willem II | Stadion: MAC³PARK stadion, Zwolle Toeschouwers: 12.200 Scheidsrechter: Blom |
| 10 december 2016 20:45 | Verslag    |       |           | Stadion: MAC³PARK stadion, Zwolle Toeschouwers: 12.200 Scheidsrechter: Blom |
| 10 december 2016 20:45 |            |       |           | Stadion: MAC³PARK stadion, Zwolle Toeschouwers: 12.200 Scheidsrechter: Blom |
| 10 december 2016 20:45 |            |       |           | Stadion: MAC³PARK stadion, Zwolle Toeschouwers: 12.200 Scheidsrechter: Blom |
|                        |            |       |           |                                                                             |

|                        |                  |         |                     |                                                                               |
| 11 december 2016 12:30 | Sparta Rotterdam | 0 – 1   | Vitesse             | Stadion: Het Kasteel, Rotterdam Toeschouwers: 10.353 Scheidsrechter: Lindhout |
| 11 december 2016 12:30 | Spierings 90+2'  | Verslag | 83' Van Wolfswinkel | Stadion: Het Kasteel, Rotterdam Toeschouwers: 10.353 Scheidsrechter: Lindhout |
| 11 december 2016 12:30 |                  |         |                     | Stadion: Het Kasteel, Rotterdam Toeschouwers: 10.353 Scheidsrechter: Lindhout |
| 11 december 2016 12:30 |                  |         |                     | Stadion: Het Kasteel, Rotterdam Toeschouwers: 10.353 Scheidsrechter: Lindhout |
|                        |                  |         |                     |                                                                               |

|                        |    |         |                                                            |                                                                             |
| 11 december 2016 14:30 | AZ | 0 – 4   | Feyenoord                                                  | Stadion: AFAS Stadion, Alkmaar Toeschouwers: 15.555 Scheidsrechter: Kuipers |
| 11 december 2016 14:30 |    | Verslag | 11' Berghuis 19' Van der Heijden 45' Jørgensen 69' Vilhena | Stadion: AFAS Stadion, Alkmaar Toeschouwers: 15.555 Scheidsrechter: Kuipers |
| 11 december 2016 14:30 |    |         |                                                            | Stadion: AFAS Stadion, Alkmaar Toeschouwers: 15.555 Scheidsrechter: Kuipers |
| 11 december 2016 14:30 |    |         |                                                            | Stadion: AFAS Stadion, Alkmaar Toeschouwers: 15.555 Scheidsrechter: Kuipers |
|                        |    |         |                                                            |                                                                             |

|                        |                                        |         |                 |                                                                                    |
| 11 december 2016 14:30 | FC Utrecht                             | 2 – 0   | Heracles Almelo | Stadion: Stadion Galgenwaard, Utrecht Toeschouwers: 17.429 Scheidsrechter: Nijhuis |
| 11 december 2016 14:30 | Te Wierik 32' (e.d.) Haller 85' (pen.) | Verslag | 90' Breukers    | Stadion: Stadion Galgenwaard, Utrecht Toeschouwers: 17.429 Scheidsrechter: Nijhuis |
| 11 december 2016 14:30 |                                        |         |                 | Stadion: Stadion Galgenwaard, Utrecht Toeschouwers: 17.429 Scheidsrechter: Nijhuis |
| 11 december 2016 14:30 |                                        |         |                 | Stadion: Stadion Galgenwaard, Utrecht Toeschouwers: 17.429 Scheidsrechter: Nijhuis |
|                        |                                        |         |                 |                                                                                    |

|                        |                    |         |                      |                                                                                 |
| 11 december 2016 16:45 | FC Twente          | 1 – 0   | Ajax                 | Stadion: De Grolsch Veste, Enschede Toeschouwers: 27.800 Scheidsrechter: Higler |
| 11 december 2016 16:45 | Klich 90+2' (pen.) | Verslag | 80', 90+1' Viergever | Stadion: De Grolsch Veste, Enschede Toeschouwers: 27.800 Scheidsrechter: Higler |
| 11 december 2016 16:45 |                    |         |                      | Stadion: De Grolsch Veste, Enschede Toeschouwers: 27.800 Scheidsrechter: Higler |
| 11 december 2016 16:45 |                    |         |                      | Stadion: De Grolsch Veste, Enschede Toeschouwers: 27.800 Scheidsrechter: Higler |
|                        |                    |         |                      |                                                                                 |

## Speelronde 17
|                        |              |         |                     |                                                                                                 |
| 16 december 2016 20:00 | Willem II    | 2 – 1   | sc Heerenveen       | Stadion: Koning Willem II-stadion, Tilburg Toeschouwers: 11.450 Scheidsrechter: Van den Kerkhof |
| 16 december 2016 20:00 | Sol 15', 58' | Verslag | 24' (e.d.) Heerkens | Stadion: Koning Willem II-stadion, Tilburg Toeschouwers: 11.450 Scheidsrechter: Van den Kerkhof |
| 16 december 2016 20:00 |              |         |                     | Stadion: Koning Willem II-stadion, Tilburg Toeschouwers: 11.450 Scheidsrechter: Van den Kerkhof |
| 16 december 2016 20:00 |              |         |                     | Stadion: Koning Willem II-stadion, Tilburg Toeschouwers: 11.450 Scheidsrechter: Van den Kerkhof |
|                        |              |         |                     |                                                                                                 |

|                        |                  |       |            |                                                                                           |
| 17 december 2016 18:30 | Roda JC Kerkrade | 0 – 0 | FC Utrecht | Stadion: Parkstad Limburg Stadion, Kerkrade Toeschouwers: 13.254 Scheidsrechter: Lindhout |
| 17 december 2016 18:30 | Verslag          |       |            | Stadion: Parkstad Limburg Stadion, Kerkrade Toeschouwers: 13.254 Scheidsrechter: Lindhout |
| 17 december 2016 18:30 |                  |       |            | Stadion: Parkstad Limburg Stadion, Kerkrade Toeschouwers: 13.254 Scheidsrechter: Lindhout |
| 17 december 2016 18:30 |                  |       |            | Stadion: Parkstad Limburg Stadion, Kerkrade Toeschouwers: 13.254 Scheidsrechter: Lindhout |
|                        |                  |       |            |                                                                                           |

|                        |                            |         |                 |                                                                                    |
| 17 december 2016 19:45 | Feyenoord                  | 3 – 1   | Vitesse         | Stadion: Stadion Feijenoord, Rotterdam Toeschouwers: 47.500 Scheidsrechter: Higler |
| 17 december 2016 19:45 | Elia 15' Berghuis 42', 57' | Verslag | 24' Tighadouini | Stadion: Stadion Feijenoord, Rotterdam Toeschouwers: 47.500 Scheidsrechter: Higler |
| 17 december 2016 19:45 |                            |         |                 | Stadion: Stadion Feijenoord, Rotterdam Toeschouwers: 47.500 Scheidsrechter: Higler |
| 17 december 2016 19:45 |                            |         |                 | Stadion: Stadion Feijenoord, Rotterdam Toeschouwers: 47.500 Scheidsrechter: Higler |
|                        |                            |         |                 |                                                                                    |

|                        |           |         |                                 |                                                                                   |
| 17 december 2016 20:45 | FC Twente | 1 – 2   | AZ                              | Stadion: De Grolsch Veste, Enschede Toeschouwers: 24.500 Scheidsrechter: Kamphuis |
| 17 december 2016 20:45 | Ünal 68'  | Verslag | 46' Weghorst 90+2' (e.d.) Bijen | Stadion: De Grolsch Veste, Enschede Toeschouwers: 24.500 Scheidsrechter: Kamphuis |
| 17 december 2016 20:45 |           |         |                                 | Stadion: De Grolsch Veste, Enschede Toeschouwers: 24.500 Scheidsrechter: Kamphuis |
| 17 december 2016 20:45 |           |         |                                 | Stadion: De Grolsch Veste, Enschede Toeschouwers: 24.500 Scheidsrechter: Kamphuis |
|                        |           |         |                                 |                                                                                   |

|                        |                       |         |                    |                                                                                |
| 18 december 2016 12:30 | Excelsior             | 2 – 2   | N.E.C.             | Stadion: Stadion Woudestein, Rotterdam Toeschouwers: 3.875 Scheidsrechter: Bax |
| 18 december 2016 12:30 | Elbers 11' Karami 49' | Verslag | 41' Grot 77' Đumić | Stadion: Stadion Woudestein, Rotterdam Toeschouwers: 3.875 Scheidsrechter: Bax |
| 18 december 2016 12:30 |                       |         |                    | Stadion: Stadion Woudestein, Rotterdam Toeschouwers: 3.875 Scheidsrechter: Bax |
| 18 december 2016 12:30 |                       |         |                    | Stadion: Stadion Woudestein, Rotterdam Toeschouwers: 3.875 Scheidsrechter: Bax |
|                        |                       |         |                    |                                                                                |

|                        |                           |         |                  |                                                                              |
| 18 december 2016 14:30 | ADO Den Haag              | 1 – 0   | Sparta Rotterdam | Stadion: Kyocera Stadion, Den Haag Toeschouwers: 12.691 Scheidsrechter: Blom |
| 18 december 2016 14:30 | Becker 57' Hevel 38', 79' | Verslag |                  | Stadion: Kyocera Stadion, Den Haag Toeschouwers: 12.691 Scheidsrechter: Blom |
| 18 december 2016 14:30 |                           |         |                  | Stadion: Kyocera Stadion, Den Haag Toeschouwers: 12.691 Scheidsrechter: Blom |
| 18 december 2016 14:30 |                           |         |                  | Stadion: Kyocera Stadion, Den Haag Toeschouwers: 12.691 Scheidsrechter: Blom |
|                        |                           |         |                  |                                                                              |

|                        |                                                   |         |                                    |                                                                                   |
| 18 december 2016 14:30 | Heracles Almelo                                   | 3 – 0   | PEC Zwolle                         | Stadion: Polman Stadion, Almelo Toeschouwers: 11.102 Scheidsrechter: Van de Graaf |
| 18 december 2016 14:30 | Armenteros 17' (pen.) Vermeij 78' Van Mieghem 81' | Verslag | 16' Schenkeveld 43', 61' Van Polen | Stadion: Polman Stadion, Almelo Toeschouwers: 11.102 Scheidsrechter: Van de Graaf |
| 18 december 2016 14:30 |                                                   |         |                                    | Stadion: Polman Stadion, Almelo Toeschouwers: 11.102 Scheidsrechter: Van de Graaf |
| 18 december 2016 14:30 |                                                   |         |                                    | Stadion: Polman Stadion, Almelo Toeschouwers: 11.102 Scheidsrechter: Van de Graaf |
|                        |                                                   |         |                                    |                                                                                   |

|                        |              |         |                 |                                                                           |
| 18 december 2016 14:30 | FC Groningen | 1 – 1   | Go Ahead Eagles | Stadion: Euroborg, Groningen Toeschouwers: 19.442 Scheidsrechter: Nijhuis |
| 18 december 2016 14:30 | Mahi 20'     | Verslag | 31' Antonia     | Stadion: Euroborg, Groningen Toeschouwers: 19.442 Scheidsrechter: Nijhuis |
| 18 december 2016 14:30 |              |         |                 | Stadion: Euroborg, Groningen Toeschouwers: 19.442 Scheidsrechter: Nijhuis |
| 18 december 2016 14:30 |              |         |                 | Stadion: Euroborg, Groningen Toeschouwers: 19.442 Scheidsrechter: Nijhuis |
|                        |              |         |                 |                                                                           |

|                        |              |         |                |                                                                                     |
| 18 december 2016 16:45 | Ajax         | 1 – 1   | PSV            | Stadion: Amsterdam ArenA, Amsterdam Toeschouwers: 51.998 Scheidsrechter: Van Boekel |
| 18 december 2016 16:45 | Klaassen 48' | Verslag | 80' S. de Jong | Stadion: Amsterdam ArenA, Amsterdam Toeschouwers: 51.998 Scheidsrechter: Van Boekel |
| 18 december 2016 16:45 |              |         |                | Stadion: Amsterdam ArenA, Amsterdam Toeschouwers: 51.998 Scheidsrechter: Van Boekel |
| 18 december 2016 16:45 |              |         |                | Stadion: Amsterdam ArenA, Amsterdam Toeschouwers: 51.998 Scheidsrechter: Van Boekel |
|                        |              |         |                |                                                                                     |

## Speelronde 18
|                       |                    |         |                                            |                                                                                  |
| 13 januari 2017 20:00 | Go Ahead Eagles    | 1 – 3   | AZ                                         | Stadion: De Adelaarshorst, Deventer Toeschouwers: 9.518 Scheidsrechter: Makkelie |
| 13 januari 2017 20:00 | Antonia 89' (pen.) | Verslag | 69' Weghorst 85', 90+3' (pen.) Jahanbakhsh | Stadion: De Adelaarshorst, Deventer Toeschouwers: 9.518 Scheidsrechter: Makkelie |
| 13 januari 2017 20:00 |                    |         |                                            | Stadion: De Adelaarshorst, Deventer Toeschouwers: 9.518 Scheidsrechter: Makkelie |
| 13 januari 2017 20:00 |                    |         |                                            | Stadion: De Adelaarshorst, Deventer Toeschouwers: 9.518 Scheidsrechter: Makkelie |
|                       |                    |         |                                            |                                                                                  |

|                       |                         |         |              |                                                                                        |
| 14 januari 2017 18:30 | sc Heerenveen           | 2 – 0   | ADO Den Haag | Stadion: Abe Lenstra Stadion, Heerenveen Toeschouwers: 20.400 Scheidsrechter: Kamphuis |
| 14 januari 2017 18:30 | Ghoochannejhad 63', 64' | Verslag |              | Stadion: Abe Lenstra Stadion, Heerenveen Toeschouwers: 20.400 Scheidsrechter: Kamphuis |
| 14 januari 2017 18:30 |                         |         |              | Stadion: Abe Lenstra Stadion, Heerenveen Toeschouwers: 20.400 Scheidsrechter: Kamphuis |
| 14 januari 2017 18:30 |                         |         |              | Stadion: Abe Lenstra Stadion, Heerenveen Toeschouwers: 20.400 Scheidsrechter: Kamphuis |
|                       |                         |         |              |                                                                                        |

|                       |                            |         |           |                                                                                  |
| 14 januari 2017 19:45 | PSV                        | 2 – 0   | Excelsior | Stadion: Philips Stadion, Eindhoven Toeschouwers: 33.000 Scheidsrechter: Kuipers |
| 14 januari 2017 19:45 | Van Ginkel 34' Pröpper 59' | Verslag |           | Stadion: Philips Stadion, Eindhoven Toeschouwers: 33.000 Scheidsrechter: Kuipers |
| 14 januari 2017 19:45 |                            |         |           | Stadion: Philips Stadion, Eindhoven Toeschouwers: 33.000 Scheidsrechter: Kuipers |
| 14 januari 2017 19:45 |                            |         |           | Stadion: Philips Stadion, Eindhoven Toeschouwers: 33.000 Scheidsrechter: Kuipers |
|                       |                            |         |           |                                                                                  |

|                       |                 |         |                                     |                                                                                 |
| 14 januari 2017 19:45 | Heracles Almelo | 1 – 4   | FC Groningen                        | Stadion: Polman Stadion, Almelo Toeschouwers: 10.513 Scheidsrechter: Van Boekel |
| 14 januari 2017 19:45 | Van Mieghem 90' | Verslag | 30', 87' Mahi 34' Payne 39' Sørloth | Stadion: Polman Stadion, Almelo Toeschouwers: 10.513 Scheidsrechter: Van Boekel |
| 14 januari 2017 19:45 |                 |         |                                     | Stadion: Polman Stadion, Almelo Toeschouwers: 10.513 Scheidsrechter: Van Boekel |
| 14 januari 2017 19:45 |                 |         |                                     | Stadion: Polman Stadion, Almelo Toeschouwers: 10.513 Scheidsrechter: Van Boekel |
|                       |                 |         |                                     |                                                                                 |

|                       |                  |         |                          |                                                                                |
| 14 januari 2017 20:45 | Sparta Rotterdam | 1 – 2   | FC Utrecht               | Stadion: Het Kasteel, Rotterdam Toeschouwers: 10.510 Scheidsrechter: Gözübüyük |
| 14 januari 2017 20:45 | Calero 26'       | Verslag | 52' Janssen 88' Peterson | Stadion: Het Kasteel, Rotterdam Toeschouwers: 10.510 Scheidsrechter: Gözübüyük |
| 14 januari 2017 20:45 |                  |         |                          | Stadion: Het Kasteel, Rotterdam Toeschouwers: 10.510 Scheidsrechter: Gözübüyük |
| 14 januari 2017 20:45 |                  |         |                          | Stadion: Het Kasteel, Rotterdam Toeschouwers: 10.510 Scheidsrechter: Gözübüyük |
|                       |                  |         |                          |                                                                                |

|                       |                  |         |                    |                                                                                       |
| 15 januari 2017 12:30 | Roda JC Kerkrade | 0 – 2   | Feyenoord          | Stadion: Parkstad Limburg Stadion, Kerkrade Toeschouwers: 14.475 Scheidsrechter: Blom |
| 15 januari 2017 12:30 |                  | Verslag | 69' Kuijt 88' Elia | Stadion: Parkstad Limburg Stadion, Kerkrade Toeschouwers: 14.475 Scheidsrechter: Blom |
| 15 januari 2017 12:30 |                  |         |                    | Stadion: Parkstad Limburg Stadion, Kerkrade Toeschouwers: 14.475 Scheidsrechter: Blom |
| 15 januari 2017 12:30 |                  |         |                    | Stadion: Parkstad Limburg Stadion, Kerkrade Toeschouwers: 14.475 Scheidsrechter: Blom |
|                       |                  |         |                    |                                                                                       |

|                       |                  |         |                                   |                                                                               |
| 15 januari 2017 14:30 | PEC Zwolle       | 1 – 3   | Ajax                              | Stadion: MAC³PARK stadion, Zwolle Toeschouwers: 13.250 Scheidsrechter: Higler |
| 15 januari 2017 14:30 | Brock-Madsen 72' | Verslag | 54' (pen.) Schöne 55', 80' Ziyech | Stadion: MAC³PARK stadion, Zwolle Toeschouwers: 13.250 Scheidsrechter: Higler |
| 15 januari 2017 14:30 |                  |         |                                   | Stadion: MAC³PARK stadion, Zwolle Toeschouwers: 13.250 Scheidsrechter: Higler |
| 15 januari 2017 14:30 |                  |         |                                   | Stadion: MAC³PARK stadion, Zwolle Toeschouwers: 13.250 Scheidsrechter: Higler |
|                       |                  |         |                                   |                                                                               |

|                       |                                               |         |                  |                                                                         |
| 15 januari 2017 14:30 | Vitesse                                       | 3 – 1   | FC Twente        | Stadion: GelreDome, Arnhem Toeschouwers: 15.194 Scheidsrechter: Janssen |
| 15 januari 2017 14:30 | Baker 13' 81' Van Wolfswinkel 39' Rashica 47' | Verslag | 78' (pen.) Klich | Stadion: GelreDome, Arnhem Toeschouwers: 15.194 Scheidsrechter: Janssen |
| 15 januari 2017 14:30 |                                               |         |                  | Stadion: GelreDome, Arnhem Toeschouwers: 15.194 Scheidsrechter: Janssen |
| 15 januari 2017 14:30 |                                               |         |                  | Stadion: GelreDome, Arnhem Toeschouwers: 15.194 Scheidsrechter: Janssen |
|                       |                                               |         |                  |                                                                         |

|                       |           |         |          |                                                                                           |
| 15 januari 2017 16:45 | Willem II | 0 – 1   | N.E.C.   | Stadion: Koning Willem II-stadion, Tilburg Toeschouwers: 12.400 Scheidsrechter: S. Mulder |
| 15 januari 2017 16:45 |           | Verslag | 76' Grot | Stadion: Koning Willem II-stadion, Tilburg Toeschouwers: 12.400 Scheidsrechter: S. Mulder |
| 15 januari 2017 16:45 |           |         |          | Stadion: Koning Willem II-stadion, Tilburg Toeschouwers: 12.400 Scheidsrechter: S. Mulder |
| 15 januari 2017 16:45 |           |         |          | Stadion: Koning Willem II-stadion, Tilburg Toeschouwers: 12.400 Scheidsrechter: S. Mulder |
|                       |           |         |          |                                                                                           |

## Speelronde 19
|                       |              |         |                 |                                                                                   |
| 20 januari 2017 20:00 | FC Twente    | 1 – 0   | Heracles Almelo | Stadion: De Grolsch Veste, Enschede Toeschouwers: 28.600 Scheidsrechter: Makkelie |
| 20 januari 2017 20:00 | Andersen 10' | Verslag |                 | Stadion: De Grolsch Veste, Enschede Toeschouwers: 28.600 Scheidsrechter: Makkelie |
| 20 januari 2017 20:00 |              |         |                 | Stadion: De Grolsch Veste, Enschede Toeschouwers: 28.600 Scheidsrechter: Makkelie |
| 20 januari 2017 20:00 |              |         |                 | Stadion: De Grolsch Veste, Enschede Toeschouwers: 28.600 Scheidsrechter: Makkelie |
|                       |              |         |                 |                                                                                   |

|                       |               |         |                  |                                                                            |
| 21 januari 2017 18:30 | AZ            | 1 – 1   | Sparta Rotterdam | Stadion: AFAS Stadion, Alkmaar Toeschouwers: 15.910 Scheidsrechter: Higler |
| 21 januari 2017 18:30 | Luckassen 54' | Verslag | 86' Pogba        | Stadion: AFAS Stadion, Alkmaar Toeschouwers: 15.910 Scheidsrechter: Higler |
| 21 januari 2017 18:30 |               |         |                  | Stadion: AFAS Stadion, Alkmaar Toeschouwers: 15.910 Scheidsrechter: Higler |
| 21 januari 2017 18:30 |               |         |                  | Stadion: AFAS Stadion, Alkmaar Toeschouwers: 15.910 Scheidsrechter: Higler |
|                       |               |         |                  |                                                                            |

|                       |               |         |           |                                                                                     |
| 21 januari 2017 19:45 | Feyenoord     | 1 – 0   | Willem II | Stadion: Stadion Feijenoord, Rotterdam Toeschouwers: 47.500 Scheidsrechter: Janssen |
| 21 januari 2017 19:45 | Toornstra 32' | Verslag |           | Stadion: Stadion Feijenoord, Rotterdam Toeschouwers: 47.500 Scheidsrechter: Janssen |
| 21 januari 2017 19:45 |               |         |           | Stadion: Stadion Feijenoord, Rotterdam Toeschouwers: 47.500 Scheidsrechter: Janssen |
| 21 januari 2017 19:45 |               |         |           | Stadion: Stadion Feijenoord, Rotterdam Toeschouwers: 47.500 Scheidsrechter: Janssen |
|                       |               |         |           |                                                                                     |

|                       |               |         |                               |                                                                            |
| 21 januari 2017 19:45 | ADO Den Haag  | 1 – 2   | PEC Zwolle                    | Stadion: Kyocera Stadion, Den Haag Toeschouwers: 9.130 Scheidsrechter: Bax |
| 21 januari 2017 19:45 | Kastaneer 10' | Verslag | 38' Ehizibue 56' Brock-Madsen | Stadion: Kyocera Stadion, Den Haag Toeschouwers: 9.130 Scheidsrechter: Bax |
| 21 januari 2017 19:45 |               |         |                               | Stadion: Kyocera Stadion, Den Haag Toeschouwers: 9.130 Scheidsrechter: Bax |
| 21 januari 2017 19:45 |               |         |                               | Stadion: Kyocera Stadion, Den Haag Toeschouwers: 9.130 Scheidsrechter: Bax |
|                       |               |         |                               |                                                                            |

|                       |                   |         |              |                                                                            |
| 21 januari 2017 20:45 | FC Groningen      | 1 – 1   | Vitesse      | Stadion: Euroborg, Groningen Toeschouwers: 18.810 Scheidsrechter: Manschot |
| 21 januari 2017 20:45 | Leerdam 6' (e.d.) | Verslag | 49' 86' Foor | Stadion: Euroborg, Groningen Toeschouwers: 18.810 Scheidsrechter: Manschot |
| 21 januari 2017 20:45 |                   |         |              | Stadion: Euroborg, Groningen Toeschouwers: 18.810 Scheidsrechter: Manschot |
| 21 januari 2017 20:45 |                   |         |              | Stadion: Euroborg, Groningen Toeschouwers: 18.810 Scheidsrechter: Manschot |
|                       |                   |         |              |                                                                            |

|                       |            |         |            |                                                                                    |
| 22 januari 2017 12:30 | FC Utrecht | 0 – 1   | Ajax       | Stadion: Stadion Galgenwaard, Utrecht Toeschouwers: 21.009 Scheidsrechter: Kuipers |
| 22 januari 2017 12:30 |            | Verslag | 83' Schöne | Stadion: Stadion Galgenwaard, Utrecht Toeschouwers: 21.009 Scheidsrechter: Kuipers |
| 22 januari 2017 12:30 |            |         |            | Stadion: Stadion Galgenwaard, Utrecht Toeschouwers: 21.009 Scheidsrechter: Kuipers |
| 22 januari 2017 12:30 |            |         |            | Stadion: Stadion Galgenwaard, Utrecht Toeschouwers: 21.009 Scheidsrechter: Kuipers |
|                       |            |         |            |                                                                                    |

|                       |                                 |         |                  |                                                                                     |
| 22 januari 2017 14:30 | N.E.C.                          | 2 – 0   | Roda JC Kerkrade | Stadion: Goffertstadion, Nijmegen Toeschouwers: 11.533 Scheidsrechter: Van de Graaf |
| 22 januari 2017 14:30 | Breinburg 7' (pen.), 56' (pen.) | Verslag |                  | Stadion: Goffertstadion, Nijmegen Toeschouwers: 11.533 Scheidsrechter: Van de Graaf |
| 22 januari 2017 14:30 |                                 |         |                  | Stadion: Goffertstadion, Nijmegen Toeschouwers: 11.533 Scheidsrechter: Van de Graaf |
| 22 januari 2017 14:30 |                                 |         |                  | Stadion: Goffertstadion, Nijmegen Toeschouwers: 11.533 Scheidsrechter: Van de Graaf |
|                       |                                 |         |                  |                                                                                     |

|                       |                 |         |                 |                                                                                 |
| 22 januari 2017 14:30 | Excelsior       | 1 – 1   | Go Ahead Eagles | Stadion: Stadion Woudestein, Rotterdam Toeschouwers: 3.975 Scheidsrechter: Blom |
| 22 januari 2017 14:30 | Hasselbaink 27' | Verslag | 9' Chirivella   | Stadion: Stadion Woudestein, Rotterdam Toeschouwers: 3.975 Scheidsrechter: Blom |
| 22 januari 2017 14:30 |                 |         |                 | Stadion: Stadion Woudestein, Rotterdam Toeschouwers: 3.975 Scheidsrechter: Blom |
| 22 januari 2017 14:30 |                 |         |                 | Stadion: Stadion Woudestein, Rotterdam Toeschouwers: 3.975 Scheidsrechter: Blom |
|                       |                 |         |                 |                                                                                 |

|                       |                                                   |         |                             |                                                                                  |
| 22 januari 2017 16:45 | PSV                                               | 4 – 3   | sc Heerenveen               | Stadion: Philips Stadion, Eindhoven Toeschouwers: 33.900 Scheidsrechter: Nijhuis |
| 22 januari 2017 16:45 | Pröpper 32' Pereiro 40' Van Ginkel 89' Moreno 90' | Verslag | 5', 54', 80' Ghoochannejhad | Stadion: Philips Stadion, Eindhoven Toeschouwers: 33.900 Scheidsrechter: Nijhuis |
| 22 januari 2017 16:45 |                                                   |         |                             | Stadion: Philips Stadion, Eindhoven Toeschouwers: 33.900 Scheidsrechter: Nijhuis |
| 22 januari 2017 16:45 |                                                   |         |                             | Stadion: Philips Stadion, Eindhoven Toeschouwers: 33.900 Scheidsrechter: Nijhuis |
|                       |                                                   |         |                             |                                                                                  |

## Speelronde 20
|                       |                                |         |                            |                                                                                          |
| 27 januari 2017 20:00 | Willem II                      | 3 – 2   | Sparta Rotterdam           | Stadion: Koning Willem II-stadion, Tilburg Toeschouwers: 12.300 Scheidsrechter: Manschot |
| 27 januari 2017 20:00 | Sol 18' Lachman 45' Haye 90+3' | Verslag | 21' El Azzouzi 69' Verhaar | Stadion: Koning Willem II-stadion, Tilburg Toeschouwers: 12.300 Scheidsrechter: Manschot |
| 27 januari 2017 20:00 |                                |         |                            | Stadion: Koning Willem II-stadion, Tilburg Toeschouwers: 12.300 Scheidsrechter: Manschot |
| 27 januari 2017 20:00 |                                |         |                            | Stadion: Koning Willem II-stadion, Tilburg Toeschouwers: 12.300 Scheidsrechter: Manschot |
|                       |                                |         |                            |                                                                                          |

|                       |                 |         |                   | |
| 28 januari 2017 18:30 | Go Ahead Eagles | 0 – 1   | FC Utrecht        | Stadion: De Adelaarshorst, Deventer Toeschouwers: 9.645 Scheidsrechter: Van de Graaf (verving Janssen) |
| 28 januari 2017 18:30 | Maatsen 62'     | Verslag | 32' (e.d.) Schenk | Stadion: De Adelaarshorst, Deventer Toeschouwers: 9.645 Scheidsrechter: Van de Graaf (verving Janssen) |
| 28 januari 2017 18:30 |                 |         |                   | Stadion: De Adelaarshorst, Deventer Toeschouwers: 9.645 Scheidsrechter: Van de Graaf (verving Janssen) |
| 28 januari 2017 18:30 |                 |         |                   | Stadion: De Adelaarshorst, Deventer Toeschouwers: 9.645 Scheidsrechter: Van de Graaf (verving Janssen) |
|                       |                 |         |                   | |

|                       |                 |         |                           |                                                                           |
| 28 januari 2017 19:45 | Heracles Almelo | 1 – 2   | PSV                       | Stadion: Polman Stadion, Almelo Toeschouwers: 11.245 Scheidsrechter: Blom |
| 28 januari 2017 19:45 | Armenteros 74'  | Verslag | 50' Ramselaar 87' Pröpper | Stadion: Polman Stadion, Almelo Toeschouwers: 11.245 Scheidsrechter: Blom |
| 28 januari 2017 19:45 |                 |         |                           | Stadion: Polman Stadion, Almelo Toeschouwers: 11.245 Scheidsrechter: Blom |
| 28 januari 2017 19:45 |                 |         |                           | Stadion: Polman Stadion, Almelo Toeschouwers: 11.245 Scheidsrechter: Blom |
|                       |                 |         |                           |                                                                           |

|                       |                                                 |         |              |                                                                                            |
| 28 januari 2017 19:45 | Roda JC Kerkrade                                | 4 – 0   | Excelsior    | Stadion: Parkstad Limburg Stadion, Kerkrade Toeschouwers: 11.858 Scheidsrechter: Gözübüyük |
| 28 januari 2017 19:45 | Schahin 19' Paulissen 45+1', 65' Papazoglou 62' | Verslag | 18' Mattheij | Stadion: Parkstad Limburg Stadion, Kerkrade Toeschouwers: 11.858 Scheidsrechter: Gözübüyük |
| 28 januari 2017 19:45 |                                                 |         |              | Stadion: Parkstad Limburg Stadion, Kerkrade Toeschouwers: 11.858 Scheidsrechter: Gözübüyük |
| 28 januari 2017 19:45 |                                                 |         |              | Stadion: Parkstad Limburg Stadion, Kerkrade Toeschouwers: 11.858 Scheidsrechter: Gözübüyük |
|                       |                                                 |         |              |                                                                                            |

|                       |               |       |              | |
| 29 januari 2017 12:30 | sc Heerenveen | 0 – 0 | FC Groningen | Stadion: Abe Lenstra Stadion, Heerenveen Toeschouwers: 21.750 Scheidsrechter: Janssen (verving Makkelie) |
| 29 januari 2017 12:30 | Verslag       |       |              | Stadion: Abe Lenstra Stadion, Heerenveen Toeschouwers: 21.750 Scheidsrechter: Janssen (verving Makkelie) |
| 29 januari 2017 12:30 |               |       |              | Stadion: Abe Lenstra Stadion, Heerenveen Toeschouwers: 21.750 Scheidsrechter: Janssen (verving Makkelie) |
| 29 januari 2017 12:30 |               |       |              | Stadion: Abe Lenstra Stadion, Heerenveen Toeschouwers: 21.750 Scheidsrechter: Janssen (verving Makkelie) |
|                       |               |       |              | |

|                       |                      |         |                   |                                                                          |
| 29 januari 2017 14:30 | Vitesse              | 2 – 1   | AZ                | Stadion: GelreDome, Arnhem Toeschouwers: 14.183 Scheidsrechter: Kamphuis |
| 29 januari 2017 14:30 | Baker 10' Nathan 51' | Verslag | 64' (e.d.) Kasjia | Stadion: GelreDome, Arnhem Toeschouwers: 14.183 Scheidsrechter: Kamphuis |
| 29 januari 2017 14:30 |                      |         |                   | Stadion: GelreDome, Arnhem Toeschouwers: 14.183 Scheidsrechter: Kamphuis |
| 29 januari 2017 14:30 |                      |         |                   | Stadion: GelreDome, Arnhem Toeschouwers: 14.183 Scheidsrechter: Kamphuis |
|                       |                      |         |                   |                                                                          |

|                       |                                   |         |              |                                                                                  |
| 29 januari 2017 14:30 | Ajax                              | 3 – 0   | ADO Den Haag | Stadion: Amsterdam ArenA, Amsterdam Toeschouwers: 49.552 Scheidsrechter: Nijhuis |
| 29 januari 2017 14:30 | Ziyech 11' Schöne 34' Dolberg 76' | Verslag |              | Stadion: Amsterdam ArenA, Amsterdam Toeschouwers: 49.552 Scheidsrechter: Nijhuis |
| 29 januari 2017 14:30 |                                   |         |              | Stadion: Amsterdam ArenA, Amsterdam Toeschouwers: 49.552 Scheidsrechter: Nijhuis |
| 29 januari 2017 14:30 |                                   |         |              | Stadion: Amsterdam ArenA, Amsterdam Toeschouwers: 49.552 Scheidsrechter: Nijhuis |
|                       |                                   |         |              |                                                                                  |

|                       |            |         |                                |                                                                                        |
| 29 januari 2017 14:30 | PEC Zwolle | 1 – 2   | FC Twente                      | Stadion: MAC³PARK stadion, Zwolle Toeschouwers: 12.800 Scheidsrechter: Van den Kerkhof |
| 29 januari 2017 14:30 | Menig 31'  | Verslag | 8' Seys 49' Celina 55' Assaidi | Stadion: MAC³PARK stadion, Zwolle Toeschouwers: 12.800 Scheidsrechter: Van den Kerkhof |
| 29 januari 2017 14:30 |            |         |                                | Stadion: MAC³PARK stadion, Zwolle Toeschouwers: 12.800 Scheidsrechter: Van den Kerkhof |
| 29 januari 2017 14:30 |            |         |                                | Stadion: MAC³PARK stadion, Zwolle Toeschouwers: 12.800 Scheidsrechter: Van den Kerkhof |
|                       |            |         |                                |                                                                                        |

|                       |                                          |         |        |                                                                                        |
| 29 januari 2017 16:45 | Feyenoord                                | 4 – 0   | N.E.C. | Stadion: Stadion Feijenoord, Rotterdam Toeschouwers: 47.500 Scheidsrechter: Van Boekel |
| 29 januari 2017 16:45 | Berghuis 30' Elia 45' Jørgensen 88', 90' | Verslag |        | Stadion: Stadion Feijenoord, Rotterdam Toeschouwers: 47.500 Scheidsrechter: Van Boekel |
| 29 januari 2017 16:45 |                                          |         |        | Stadion: Stadion Feijenoord, Rotterdam Toeschouwers: 47.500 Scheidsrechter: Van Boekel |
| 29 januari 2017 16:45 |                                          |         |        | Stadion: Stadion Feijenoord, Rotterdam Toeschouwers: 47.500 Scheidsrechter: Van Boekel |
|                       |                                          |         |        |                                                                                        |

## Speelronde 21
|                       |              |         |                                     |                                                                                   |
| 3 februari 2017 20:00 | ADO Den Haag | 0 – 2   | Vitesse                             | Stadion: Kyocera Stadion, Den Haag Toeschouwers: 11.343 Scheidsrechter: S. Mulder |
| 3 februari 2017 20:00 |              | Verslag | 29' Tighadouini 31' Van Wolfswinkel | Stadion: Kyocera Stadion, Den Haag Toeschouwers: 11.343 Scheidsrechter: S. Mulder |
| 3 februari 2017 20:00 |              |         |                                     | Stadion: Kyocera Stadion, Den Haag Toeschouwers: 11.343 Scheidsrechter: S. Mulder |
| 3 februari 2017 20:00 |              |         |                                     | Stadion: Kyocera Stadion, Den Haag Toeschouwers: 11.343 Scheidsrechter: S. Mulder |
|                       |              |         |                                     |                                                                                   |

|                       |            |         |                               |                                                                                |
| 4 februari 2017 18:30 | N.E.C.     | 1 – 2   | Go Ahead Eagles               | Stadion: Goffertstadion, Nijmegen Toeschouwers: 11.600 Scheidsrechter: Kuipers |
| 4 februari 2017 18:30 | Grot 90+3' | Verslag | 12' 24', 63' Manu 25' Antonia | Stadion: Goffertstadion, Nijmegen Toeschouwers: 11.600 Scheidsrechter: Kuipers |
| 4 februari 2017 18:30 |            |         |                               | Stadion: Goffertstadion, Nijmegen Toeschouwers: 11.600 Scheidsrechter: Kuipers |
| 4 februari 2017 18:30 |            |         |                               | Stadion: Goffertstadion, Nijmegen Toeschouwers: 11.600 Scheidsrechter: Kuipers |
|                       |            |         |                               |                                                                                |

|                       |                                  |         |                                             |                                                                               |
| 4 februari 2017 19:45 | AZ                               | 2 – 4   | PSV                                         | Stadion: AFAS Stadion, Alkmaar Toeschouwers: 16.079 Scheidsrechter: Gözübüyük |
| 4 februari 2017 19:45 | Friday 17', 85' Wuytens 52', 71' | Verslag | 13', 16' Willems 41' Pereiro 80' L. de Jong | Stadion: AFAS Stadion, Alkmaar Toeschouwers: 16.079 Scheidsrechter: Gözübüyük |
| 4 februari 2017 19:45 |                                  |         |                                             | Stadion: AFAS Stadion, Alkmaar Toeschouwers: 16.079 Scheidsrechter: Gözübüyük |
| 4 februari 2017 19:45 |                                  |         |                                             | Stadion: AFAS Stadion, Alkmaar Toeschouwers: 16.079 Scheidsrechter: Gözübüyük |
|                       |                                  |         |                                             |                                                                               |

|                       |                |         |                                                   |                                                                                          |
| 4 februari 2017 19:45 | Willem II      | 1 – 3   | Heracles Almelo                                   | Stadion: Koning Willem II-stadion, Tilburg Toeschouwers: 12.800 Scheidsrechter: Lindhout |
| 4 februari 2017 19:45 | Sol 24' (pen.) | Verslag | 21' Castro 62' Van Ooijen 65' Peterson 68' Gosens | Stadion: Koning Willem II-stadion, Tilburg Toeschouwers: 12.800 Scheidsrechter: Lindhout |
| 4 februari 2017 19:45 |                |         |                                                   | Stadion: Koning Willem II-stadion, Tilburg Toeschouwers: 12.800 Scheidsrechter: Lindhout |
| 4 februari 2017 19:45 |                |         |                                                   | Stadion: Koning Willem II-stadion, Tilburg Toeschouwers: 12.800 Scheidsrechter: Lindhout |
|                       |                |         |                                                   |                                                                                          |

|                       |                 |         |             |                                                                                |
| 4 februari 2017 20:45 | FC Groningen    | 1 – 1   | Excelsior   | Stadion: Euroborg, Groningen Toeschouwers: 17.844 Scheidsrechter: Van de Graaf |
| 4 februari 2017 20:45 | Mahi 48' (pen.) | Verslag | 80' Hadouir | Stadion: Euroborg, Groningen Toeschouwers: 17.844 Scheidsrechter: Van de Graaf |
| 4 februari 2017 20:45 |                 |         |             | Stadion: Euroborg, Groningen Toeschouwers: 17.844 Scheidsrechter: Van de Graaf |
| 4 februari 2017 20:45 |                 |         |             | Stadion: Euroborg, Groningen Toeschouwers: 17.844 Scheidsrechter: Van de Graaf |
|                       |                 |         |             |                                                                                |

|                       |                  |         |                           |                                                                                           |
| 5 februari 2017 12:30 | Roda JC Kerkrade | 0 – 2   | Ajax                      | Stadion: Parkstad Limburg Stadion, Kerkrade Toeschouwers: 17.112 Scheidsrechter: Makkelie |
| 5 februari 2017 12:30 |                  | Verslag | 53' Klaassen 90+3' Younes | Stadion: Parkstad Limburg Stadion, Kerkrade Toeschouwers: 17.112 Scheidsrechter: Makkelie |
| 5 februari 2017 12:30 |                  |         |                           | Stadion: Parkstad Limburg Stadion, Kerkrade Toeschouwers: 17.112 Scheidsrechter: Makkelie |
| 5 februari 2017 12:30 |                  |         |                           | Stadion: Parkstad Limburg Stadion, Kerkrade Toeschouwers: 17.112 Scheidsrechter: Makkelie |
|                       |                  |         |                           |                                                                                           |

|                       |           |         |                             |                                                                                 |
| 5 februari 2017 14:30 | FC Twente | 0 – 2   | Feyenoord                   | Stadion: De Grolsch Veste, Enschede Toeschouwers: 27.000 Scheidsrechter: Higler |
| 5 februari 2017 14:30 |           | Verslag | 75' Botteghin 87' Jørgensen | Stadion: De Grolsch Veste, Enschede Toeschouwers: 27.000 Scheidsrechter: Higler |
| 5 februari 2017 14:30 |           |         |                             | Stadion: De Grolsch Veste, Enschede Toeschouwers: 27.000 Scheidsrechter: Higler |
| 5 februari 2017 14:30 |           |         |                             | Stadion: De Grolsch Veste, Enschede Toeschouwers: 27.000 Scheidsrechter: Higler |
|                       |           |         |                             |                                                                                 |

|                       |                    |         |                                                                |                                                                              |
| 5 februari 2017 14:30 | Sparta Rotterdam   | 2 – 3   | PEC Zwolle                                                     | Stadion: Het Kasteel, Rotterdam Toeschouwers: 10.131 Scheidsrechter: Nijhuis |
| 5 februari 2017 14:30 | Pogba 90+1', 90+3' | Verslag | 51' Menig 62' Brock-Madsen 78', 84' Schenkeveld 86' Israelsson | Stadion: Het Kasteel, Rotterdam Toeschouwers: 10.131 Scheidsrechter: Nijhuis |
| 5 februari 2017 14:30 |                    |         |                                                                | Stadion: Het Kasteel, Rotterdam Toeschouwers: 10.131 Scheidsrechter: Nijhuis |
| 5 februari 2017 14:30 |                    |         |                                                                | Stadion: Het Kasteel, Rotterdam Toeschouwers: 10.131 Scheidsrechter: Nijhuis |
|                       |                    |         |                                                                |                                                                              |

|                       |                |         |                  |                                                                                     |
| 5 februari 2017 16:45 | FC Utrecht     | 1 – 0   | sc Heerenveen    | Stadion: Stadion Galgenwaard, Utrecht Toeschouwers: 18.078 Scheidsrechter: Kamphuis |
| 5 februari 2017 16:45 | Ludwig 25' 87' | Verslag | 72', 83' Larsson | Stadion: Stadion Galgenwaard, Utrecht Toeschouwers: 18.078 Scheidsrechter: Kamphuis |
| 5 februari 2017 16:45 |                |         |                  | Stadion: Stadion Galgenwaard, Utrecht Toeschouwers: 18.078 Scheidsrechter: Kamphuis |
| 5 februari 2017 16:45 |                |         |                  | Stadion: Stadion Galgenwaard, Utrecht Toeschouwers: 18.078 Scheidsrechter: Kamphuis |
|                       |                |         |                  |                                                                                     |

## Speelronde 22
|                        |                            |         |        |                                                                                 |
| 10 februari 2017 20:00 | PEC Zwolle                 | 2 – 0   | N.E.C. | Stadion: MAC³PARK stadion, Zwolle Toeschouwers: 13.200 Scheidsrechter: Manschot |
| 10 februari 2017 20:00 | Brock-Madsen 57' Menig 71' | Verslag |        | Stadion: MAC³PARK stadion, Zwolle Toeschouwers: 13.200 Scheidsrechter: Manschot |
| 10 februari 2017 20:00 |                            |         |        | Stadion: MAC³PARK stadion, Zwolle Toeschouwers: 13.200 Scheidsrechter: Manschot |
| 10 februari 2017 20:00 |                            |         |        | Stadion: MAC³PARK stadion, Zwolle Toeschouwers: 13.200 Scheidsrechter: Manschot |
|                        |                            |         |        |                                                                                 |

|                        |                     |         |                             |                                                                              |
| 11 februari 2017 18:30 | Heracles Almelo     | 2 – 2   | Roda JC Kerkrade            | Stadion: Polman Stadion, Almelo Toeschouwers: 10.457 Scheidsrechter: Kuipers |
| 11 februari 2017 18:30 | Armenteros 79', 87' | Verslag | 65' Paulissen 68' Van Hyfte | Stadion: Polman Stadion, Almelo Toeschouwers: 10.457 Scheidsrechter: Kuipers |
| 11 februari 2017 18:30 |                     |         |                             | Stadion: Polman Stadion, Almelo Toeschouwers: 10.457 Scheidsrechter: Kuipers |
| 11 februari 2017 18:30 |                     |         |                             | Stadion: Polman Stadion, Almelo Toeschouwers: 10.457 Scheidsrechter: Kuipers |
|                        |                     |         |                             |                                                                              |

|                        |                    |         |              |                                                                                       |
| 11 februari 2017 19:45 | Feyenoord          | 2 – 0   | FC Groningen | Stadion: Stadion Feijenoord, Rotterdam Toeschouwers: 47.500 Scheidsrechter: Gözübüyük |
| 11 februari 2017 19:45 | Toornstra 38', 66' | Verslag | 75' Bacuna   | Stadion: Stadion Feijenoord, Rotterdam Toeschouwers: 47.500 Scheidsrechter: Gözübüyük |
| 11 februari 2017 19:45 |                    |         |              | Stadion: Stadion Feijenoord, Rotterdam Toeschouwers: 47.500 Scheidsrechter: Gözübüyük |
| 11 februari 2017 19:45 |                    |         |              | Stadion: Stadion Feijenoord, Rotterdam Toeschouwers: 47.500 Scheidsrechter: Gözübüyük |
|                        |                    |         |              |                                                                                       |

|                        |                                 |         |                                  |                                                                                 |
| 11 februari 2017 19:45 | Go Ahead Eagles                 | 3 – 1   | ADO Den Haag                     | Stadion: De Adelaarshorst, Deventer Toeschouwers: 9.647 Scheidsrechter: Janssen |
| 11 februari 2017 19:45 | Hendriks 38', 57' Ritzmaier 90' | Verslag | 73' Šetkus 86' (pen.) El Khayati | Stadion: De Adelaarshorst, Deventer Toeschouwers: 9.647 Scheidsrechter: Janssen |
| 11 februari 2017 19:45 |                                 |         |                                  | Stadion: De Adelaarshorst, Deventer Toeschouwers: 9.647 Scheidsrechter: Janssen |
| 11 februari 2017 19:45 |                                 |         |                                  | Stadion: De Adelaarshorst, Deventer Toeschouwers: 9.647 Scheidsrechter: Janssen |
|                        |                                 |         |                                  |                                                                                 |

|                        |         |         |                          |                                                                                 |
| 11 februari 2017 20:45 | Vitesse | 0 – 2   | Willem II                | Stadion: GelreDome, Arnhem Toeschouwers: 14.879 Scheidsrechter: Van den Kerkhof |
| 11 februari 2017 20:45 |         | Verslag | 84' Koppers 90+5' Oulare | Stadion: GelreDome, Arnhem Toeschouwers: 14.879 Scheidsrechter: Van den Kerkhof |
| 11 februari 2017 20:45 |         |         |                          | Stadion: GelreDome, Arnhem Toeschouwers: 14.879 Scheidsrechter: Van den Kerkhof |
| 11 februari 2017 20:45 |         |         |                          | Stadion: GelreDome, Arnhem Toeschouwers: 14.879 Scheidsrechter: Van den Kerkhof |
|                        |         |         |                          |                                                                                 |

|                        |                 |         |            |                                                                                     |
| 12 februari 2017 12:30 | Excelsior       | 1 – 1   | FC Twente  | Stadion: Stadion Woudestein, Rotterdam Toeschouwers: 4.275 Scheidsrechter: Makkelie |
| 12 februari 2017 12:30 | Hasselbaink 15' | Verslag | 35' Jensen | Stadion: Stadion Woudestein, Rotterdam Toeschouwers: 4.275 Scheidsrechter: Makkelie |
| 12 februari 2017 12:30 |                 |         |            | Stadion: Stadion Woudestein, Rotterdam Toeschouwers: 4.275 Scheidsrechter: Makkelie |
| 12 februari 2017 12:30 |                 |         |            | Stadion: Stadion Woudestein, Rotterdam Toeschouwers: 4.275 Scheidsrechter: Makkelie |
|                        |                 |         |            |                                                                                     |

|                        |                        |         |                  |                                                                                     |
| 12 februari 2017 14:30 | Ajax                   | 2 – 0   | Sparta Rotterdam | Stadion: Amsterdam ArenA, Amsterdam Toeschouwers: 51.075 Scheidsrechter: Van Boekel |
| 12 februari 2017 14:30 | Traoré 45' Dolberg 49' | Verslag |                  | Stadion: Amsterdam ArenA, Amsterdam Toeschouwers: 51.075 Scheidsrechter: Van Boekel |
| 12 februari 2017 14:30 |                        |         |                  | Stadion: Amsterdam ArenA, Amsterdam Toeschouwers: 51.075 Scheidsrechter: Van Boekel |
| 12 februari 2017 14:30 |                        |         |                  | Stadion: Amsterdam ArenA, Amsterdam Toeschouwers: 51.075 Scheidsrechter: Van Boekel |
|                        |                        |         |                  |                                                                                     |

|                        |                                         |         |                              |                                                                                       |
| 12 februari 2017 14:30 | sc Heerenveen                           | 1 – 2   | AZ                           | Stadion: Abe Lenstra Stadion, Heerenveen Toeschouwers: 21.250 Scheidsrechter: Nijhuis |
| 12 februari 2017 14:30 | Ghoochannejhad 79' St. Juste 53', 90+5' | Verslag | 17' Tanković 57' Bel Hassani | Stadion: Abe Lenstra Stadion, Heerenveen Toeschouwers: 21.250 Scheidsrechter: Nijhuis |
| 12 februari 2017 14:30 |                                         |         |                              | Stadion: Abe Lenstra Stadion, Heerenveen Toeschouwers: 21.250 Scheidsrechter: Nijhuis |
| 12 februari 2017 14:30 |                                         |         |                              | Stadion: Abe Lenstra Stadion, Heerenveen Toeschouwers: 21.250 Scheidsrechter: Nijhuis |
|                        |                                         |         |                              |                                                                                       |

|                        |                                              |         |            |                                                                                 |
| 12 februari 2017 16:45 | PSV                                          | 3 – 0   | FC Utrecht | Stadion: Philips Stadion, Eindhoven Toeschouwers: 33.400 Scheidsrechter: Higler |
| 12 februari 2017 16:45 | L. de Jong 52' Bergwijn 55' Van Ginkel 90+3' | Verslag |            | Stadion: Philips Stadion, Eindhoven Toeschouwers: 33.400 Scheidsrechter: Higler |
| 12 februari 2017 16:45 |                                              |         |            | Stadion: Philips Stadion, Eindhoven Toeschouwers: 33.400 Scheidsrechter: Higler |
| 12 februari 2017 16:45 |                                              |         |            | Stadion: Philips Stadion, Eindhoven Toeschouwers: 33.400 Scheidsrechter: Higler |
|                        |                                              |         |            |                                                                                 |

## Speelronde 23
|                        |                  |         |                 |                                                                                             |
| 17 februari 2017 20:00 | Roda JC Kerkrade | 1 – 0   | Go Ahead Eagles | Stadion: Parkstad Limburg Stadion, Kerkrade Toeschouwers: 13.029 Scheidsrechter: Van Boekel |
| 17 februari 2017 20:00 | Kum 70'          | Verslag |                 | Stadion: Parkstad Limburg Stadion, Kerkrade Toeschouwers: 13.029 Scheidsrechter: Van Boekel |
| 17 februari 2017 20:00 |                  |         |                 | Stadion: Parkstad Limburg Stadion, Kerkrade Toeschouwers: 13.029 Scheidsrechter: Van Boekel |
| 17 februari 2017 20:00 |                  |         |                 | Stadion: Parkstad Limburg Stadion, Kerkrade Toeschouwers: 13.029 Scheidsrechter: Van Boekel |
|                        |                  |         |                 |                                                                                             |

|                        |                  |         |               |                                                                                    |
| 18 februari 2017 18:30 | FC Twente        | 1 – 0   | sc Heerenveen | Stadion: De Grolsch Veste, Enschede Toeschouwers: 25.100 Scheidsrechter: Gözübüyük |
| 18 februari 2017 18:30 | Klich 54' (pen.) | Verslag |               | Stadion: De Grolsch Veste, Enschede Toeschouwers: 25.100 Scheidsrechter: Gözübüyük |
| 18 februari 2017 18:30 |                  |         |               | Stadion: De Grolsch Veste, Enschede Toeschouwers: 25.100 Scheidsrechter: Gözübüyük |
| 18 februari 2017 18:30 |                  |         |               | Stadion: De Grolsch Veste, Enschede Toeschouwers: 25.100 Scheidsrechter: Gözübüyük |
|                        |                  |         |               |                                                                                    |

|                        |                                                      |         |              |                                                                                   |
| 18 februari 2017 19:45 | PSV                                                  | 3 – 1   | N.E.C.       | Stadion: Philips Stadion, Eindhoven Toeschouwers: 33.500 Scheidsrechter: Kamphuis |
| 18 februari 2017 19:45 | Van Ginkel 20' (pen.) Ramselaar 55' L. de Jong 90+3' | Verslag | 30' Messaoud | Stadion: Philips Stadion, Eindhoven Toeschouwers: 33.500 Scheidsrechter: Kamphuis |
| 18 februari 2017 19:45 |                                                      |         |              | Stadion: Philips Stadion, Eindhoven Toeschouwers: 33.500 Scheidsrechter: Kamphuis |
| 18 februari 2017 19:45 |                                                      |         |              | Stadion: Philips Stadion, Eindhoven Toeschouwers: 33.500 Scheidsrechter: Kamphuis |
|                        |                                                      |         |              |                                                                                   |

|                        |                                                |         |                   |                                                                                |
| 18 februari 2017 19:45 | Heracles Almelo                                | 4 – 0   | Excelsior         | Stadion: Polman Stadion, Almelo Toeschouwers: 10.322 Scheidsrechter: S. Mulder |
| 18 februari 2017 19:45 | Kuwas 42' Bruns 58' Te Wierik 66' Peterson 84' | Verslag | 27', 34' Mattheij | Stadion: Polman Stadion, Almelo Toeschouwers: 10.322 Scheidsrechter: S. Mulder |
| 18 februari 2017 19:45 |                                                |         |                   | Stadion: Polman Stadion, Almelo Toeschouwers: 10.322 Scheidsrechter: S. Mulder |
| 18 februari 2017 19:45 |                                                |         |                   | Stadion: Polman Stadion, Almelo Toeschouwers: 10.322 Scheidsrechter: S. Mulder |
|                        |                                                |         |                   |                                                                                |

|                        |                                            |         |                  |                                                                                    |
| 18 februari 2017 20:45 | FC Utrecht                                 | 3 – 1   | PEC Zwolle       | Stadion: Stadion Galgenwaard, Utrecht Toeschouwers: 18.349 Scheidsrechter: Janssen |
| 18 februari 2017 20:45 | Van Polen 44' (e.d.) Kerk 49' Barazite 80' | Verslag | 86' Brock-Madsen | Stadion: Stadion Galgenwaard, Utrecht Toeschouwers: 18.349 Scheidsrechter: Janssen |
| 18 februari 2017 20:45 |                                            |         |                  | Stadion: Stadion Galgenwaard, Utrecht Toeschouwers: 18.349 Scheidsrechter: Janssen |
| 18 februari 2017 20:45 |                                            |         |                  | Stadion: Stadion Galgenwaard, Utrecht Toeschouwers: 18.349 Scheidsrechter: Janssen |
|                        |                                            |         |                  |                                                                                    |

|                        |                  |         |               |                                                                                        |
| 19 februari 2017 12:30 | Willem II        | 1 – 1   | AZ            | Stadion: Koning Willem II-stadion, Tilburg Toeschouwers: 11.650 Scheidsrechter: Higler |
| 19 februari 2017 12:30 | Falkenburg 90+2' | Verslag | 71' Luckassen | Stadion: Koning Willem II-stadion, Tilburg Toeschouwers: 11.650 Scheidsrechter: Higler |
| 19 februari 2017 12:30 |                  |         |               | Stadion: Koning Willem II-stadion, Tilburg Toeschouwers: 11.650 Scheidsrechter: Higler |
| 19 februari 2017 12:30 |                  |         |               | Stadion: Koning Willem II-stadion, Tilburg Toeschouwers: 11.650 Scheidsrechter: Higler |
|                        |                  |         |               |                                                                                        |

|                        |         |         |              |                                                                      |
| 19 februari 2017 14:30 | Vitesse | 0 – 1   | Ajax         | Stadion: GelreDome, Arnhem Toeschouwers: 20.016 Scheidsrechter: Blom |
| 19 februari 2017 14:30 |         | Verslag | 26' Klaassen | Stadion: GelreDome, Arnhem Toeschouwers: 20.016 Scheidsrechter: Blom |
| 19 februari 2017 14:30 |         |         |              | Stadion: GelreDome, Arnhem Toeschouwers: 20.016 Scheidsrechter: Blom |
| 19 februari 2017 14:30 |         |         |              | Stadion: GelreDome, Arnhem Toeschouwers: 20.016 Scheidsrechter: Blom |
|                        |         |         |              |                                                                      |

|                        |                           |         |                                 |                                                                              |
| 19 februari 2017 14:30 | Sparta Rotterdam          | 2 – 2   | FC Groningen                    | Stadion: Het Kasteel, Rotterdam Toeschouwers: 9.778 Scheidsrechter: Lindhout |
| 19 februari 2017 14:30 | Van Moorsel 8' Calero 17' | Verslag | 21' Jenssen 44' Mahi 52' Bacuna | Stadion: Het Kasteel, Rotterdam Toeschouwers: 9.778 Scheidsrechter: Lindhout |
| 19 februari 2017 14:30 |                           |         |                                 | Stadion: Het Kasteel, Rotterdam Toeschouwers: 9.778 Scheidsrechter: Lindhout |
| 19 februari 2017 14:30 |                           |         |                                 | Stadion: Het Kasteel, Rotterdam Toeschouwers: 9.778 Scheidsrechter: Lindhout |
|                        |                           |         |                                 |                                                                              |

|                        |              |         |               |                                                                                 |
| 19 februari 2017 16:45 | ADO Den Haag | 0 – 1   | Feyenoord     | Stadion: Kyocera Stadion, Den Haag Toeschouwers: 12.822 Scheidsrechter: Kuipers |
| 19 februari 2017 16:45 |              | Verslag | 62' El Ahmadi | Stadion: Kyocera Stadion, Den Haag Toeschouwers: 12.822 Scheidsrechter: Kuipers |
| 19 februari 2017 16:45 |              |         |               | Stadion: Kyocera Stadion, Den Haag Toeschouwers: 12.822 Scheidsrechter: Kuipers |
| 19 februari 2017 16:45 |              |         |               | Stadion: Kyocera Stadion, Den Haag Toeschouwers: 12.822 Scheidsrechter: Kuipers |
|                        |              |         |               |                                                                                 |

## Speelronde 24
|                        |              |         |           |                                                                              |
| 24 februari 2017 20:00 | ADO Den Haag | 1 – 1   | FC Twente | Stadion: Kyocera Stadion, Den Haag Toeschouwers: 11.615 Scheidsrechter: Blom |
| 24 februari 2017 20:00 | Schaken 12'  | Verslag | 26' Ünal  | Stadion: Kyocera Stadion, Den Haag Toeschouwers: 11.615 Scheidsrechter: Blom |
| 24 februari 2017 20:00 |              |         |           | Stadion: Kyocera Stadion, Den Haag Toeschouwers: 11.615 Scheidsrechter: Blom |
| 24 februari 2017 20:00 |              |         |           | Stadion: Kyocera Stadion, Den Haag Toeschouwers: 11.615 Scheidsrechter: Blom |
|                        |              |         |           |                                                                              |

|                        |                 |         |                                  |                                                                            |
| 25 februari 2017 18:30 | FC Groningen    | 2 – 3   | FC Utrecht                       | Stadion: Euroborg, Groningen Toeschouwers: 21.458 Scheidsrechter: Makkelie |
| 25 februari 2017 18:30 | Linssen 4', 45' | Verslag | 54' Haller 79' Troupée 82' Ayoub | Stadion: Euroborg, Groningen Toeschouwers: 21.458 Scheidsrechter: Makkelie |
| 25 februari 2017 18:30 |                 |         |                                  | Stadion: Euroborg, Groningen Toeschouwers: 21.458 Scheidsrechter: Makkelie |
| 25 februari 2017 18:30 |                 |         |                                  | Stadion: Euroborg, Groningen Toeschouwers: 21.458 Scheidsrechter: Makkelie |
|                        |                 |         |                                  |                                                                            |

|                        |              |         |                            |                                                                                    |
| 25 februari 2017 19:45 | Excelsior    | 0 – 2   | Willem II                  | Stadion: Stadion Woudestein, Rotterdam Toeschouwers: 4.075 Scheidsrechter: Janssen |
| 25 februari 2017 19:45 | Pantić 90+1' | Verslag | 62' Koppers 63' Falkenburg | Stadion: Stadion Woudestein, Rotterdam Toeschouwers: 4.075 Scheidsrechter: Janssen |
| 25 februari 2017 19:45 |              |         |                            | Stadion: Stadion Woudestein, Rotterdam Toeschouwers: 4.075 Scheidsrechter: Janssen |
| 25 februari 2017 19:45 |              |         |                            | Stadion: Stadion Woudestein, Rotterdam Toeschouwers: 4.075 Scheidsrechter: Janssen |
|                        |              |         |                            |                                                                                    |

|                        |        |         |                  |                                                                                        |
| 25 februari 2017 19:45 | N.E.C. | 0 – 1   | Sparta Rotterdam | Stadion: Goffertstadion, Nijmegen Toeschouwers: 11.207 Scheidsrechter: Van den Kerkhof |
| 25 februari 2017 19:45 |        | Verslag | 33' Van Moorsel  | Stadion: Goffertstadion, Nijmegen Toeschouwers: 11.207 Scheidsrechter: Van den Kerkhof |
| 25 februari 2017 19:45 |        |         |                  | Stadion: Goffertstadion, Nijmegen Toeschouwers: 11.207 Scheidsrechter: Van den Kerkhof |
| 25 februari 2017 19:45 |        |         |                  | Stadion: Goffertstadion, Nijmegen Toeschouwers: 11.207 Scheidsrechter: Van den Kerkhof |
|                        |        |         |                  |                                                                                        |

|                        |                                                     |         |                  |                                                                                         |
| 25 februari 2017 20:45 | sc Heerenveen                                       | 3 – 0   | Roda JC Kerkrade | Stadion: Abe Lenstra Stadion, Heerenveen Toeschouwers: 22.100 Scheidsrechter: S. Mulder |
| 25 februari 2017 20:45 | Schmidt 60' Veerman 89' Ghoochannejhad 90+2' (pen.) | Verslag | 54' El Makrini   | Stadion: Abe Lenstra Stadion, Heerenveen Toeschouwers: 22.100 Scheidsrechter: S. Mulder |
| 25 februari 2017 20:45 |                                                     |         |                  | Stadion: Abe Lenstra Stadion, Heerenveen Toeschouwers: 22.100 Scheidsrechter: S. Mulder |
| 25 februari 2017 20:45 |                                                     |         |                  | Stadion: Abe Lenstra Stadion, Heerenveen Toeschouwers: 22.100 Scheidsrechter: S. Mulder |
|                        |                                                     |         |                  |                                                                                         |

|                        |                 |         |                                          |                                                                                  |
| 26 februari 2017 12:30 | Go Ahead Eagles | 1 – 3   | Vitesse                                  | Stadion: De Adelaarshorst, Deventer Toeschouwers: 9.412 Scheidsrechter: Kamphuis |
| 26 februari 2017 12:30 | Crowley 88'     | Verslag | 29' Van Wolfswinkel 52' Foor 80' Rashica | Stadion: De Adelaarshorst, Deventer Toeschouwers: 9.412 Scheidsrechter: Kamphuis |
| 26 februari 2017 12:30 |                 |         |                                          | Stadion: De Adelaarshorst, Deventer Toeschouwers: 9.412 Scheidsrechter: Kamphuis |
| 26 februari 2017 12:30 |                 |         |                                          | Stadion: De Adelaarshorst, Deventer Toeschouwers: 9.412 Scheidsrechter: Kamphuis |
|                        |                 |         |                                          |                                                                                  |

|                        |            |         |            |                                                                                |
| 26 februari 2017 14:30 | AZ         | 1 – 1   | PEC Zwolle | Stadion: AFAS Stadion, Alkmaar Toeschouwers: 14.787 Scheidsrechter: Van Boekel |
| 26 februari 2017 14:30 | Friday 81' | Verslag | 48' Thomas | Stadion: AFAS Stadion, Alkmaar Toeschouwers: 14.787 Scheidsrechter: Van Boekel |
| 26 februari 2017 14:30 |            |         |            | Stadion: AFAS Stadion, Alkmaar Toeschouwers: 14.787 Scheidsrechter: Van Boekel |
| 26 februari 2017 14:30 |            |         |            | Stadion: AFAS Stadion, Alkmaar Toeschouwers: 14.787 Scheidsrechter: Van Boekel |
|                        |            |         |            |                                                                                |

|                        |                              |         |             |                                                                                     |
| 26 februari 2017 14:30 | Feyenoord                    | 2 – 1   | PSV         | Stadion: Stadion Feijenoord, Rotterdam Toeschouwers: 47.500 Scheidsrechter: Nijhuis |
| 26 februari 2017 14:30 | Toornstra 9' Zoet 82' (e.d.) | Verslag | 62' Pereiro | Stadion: Stadion Feijenoord, Rotterdam Toeschouwers: 47.500 Scheidsrechter: Nijhuis |
| 26 februari 2017 14:30 |                              |         |             | Stadion: Stadion Feijenoord, Rotterdam Toeschouwers: 47.500 Scheidsrechter: Nijhuis |
| 26 februari 2017 14:30 |                              |         |             | Stadion: Stadion Feijenoord, Rotterdam Toeschouwers: 47.500 Scheidsrechter: Nijhuis |
|                        |                              |         |             |                                                                                     |

|                        |                                                |         |                 |                                                                                    |
| 26 februari 2017 16:45 | Ajax                                           | 4 – 1   | Heracles Almelo | Stadion: Amsterdam ArenA, Amsterdam Toeschouwers: 49.544 Scheidsrechter: Gözübüyük |
| 26 februari 2017 16:45 | Dolberg 23' De Ligt 56' Sánchez 60' Traoré 90' | Verslag | 25' Armenteros  | Stadion: Amsterdam ArenA, Amsterdam Toeschouwers: 49.544 Scheidsrechter: Gözübüyük |
| 26 februari 2017 16:45 |                                                |         |                 | Stadion: Amsterdam ArenA, Amsterdam Toeschouwers: 49.544 Scheidsrechter: Gözübüyük |
| 26 februari 2017 16:45 |                                                |         |                 | Stadion: Amsterdam ArenA, Amsterdam Toeschouwers: 49.544 Scheidsrechter: Gözübüyük |
|                        |                                                |         |                 |                                                                                    |

## Speelronde 25
|                    |                          |         |                           |                                                                                            |
| 3 maart 2017 20:00 | sc Heerenveen            | 2 – 2   | Go Ahead Eagles           | Stadion: Abe Lenstra Stadion, Heerenveen Toeschouwers: 21.450 Scheidsrechter: Van de Graaf |
| 3 maart 2017 20:00 | Veerman 65' Slagveer 70' | Verslag | 32' Hendriks 89' De Kogel | Stadion: Abe Lenstra Stadion, Heerenveen Toeschouwers: 21.450 Scheidsrechter: Van de Graaf |
| 3 maart 2017 20:00 |                          |         |                           | Stadion: Abe Lenstra Stadion, Heerenveen Toeschouwers: 21.450 Scheidsrechter: Van de Graaf |
| 3 maart 2017 20:00 |                          |         |                           | Stadion: Abe Lenstra Stadion, Heerenveen Toeschouwers: 21.450 Scheidsrechter: Van de Graaf |
|                    |                          |         |                           |                                                                                            |

|                    |                             |         |           |                                                                                   |
| 4 maart 2017 18:30 | FC Twente                   | 2 – 1   | Willem II | Stadion: De Grolsch Veste, Enschede Toeschouwers: 25.900 Scheidsrechter: Kamphuis |
| 4 maart 2017 18:30 | Lachman 27' (e.d.) Ünal 42' | Verslag | 70' Croux | Stadion: De Grolsch Veste, Enschede Toeschouwers: 25.900 Scheidsrechter: Kamphuis |
| 4 maart 2017 18:30 |                             |         |           | Stadion: De Grolsch Veste, Enschede Toeschouwers: 25.900 Scheidsrechter: Kamphuis |
| 4 maart 2017 18:30 |                             |         |           | Stadion: De Grolsch Veste, Enschede Toeschouwers: 25.900 Scheidsrechter: Kamphuis |
|                    |                             |         |           |                                                                                   |

|                    |                                            |         |                  |                                                                                  |
| 4 maart 2017 19:45 | PSV                                        | 4 – 0   | Roda JC Kerkrade | Stadion: Philips Stadion, Eindhoven Toeschouwers: 34.000 Scheidsrechter: Janssen |
| 4 maart 2017 19:45 | Moreno 26', 62' S. de Jong 32', 71' (pen.) | Verslag |                  | Stadion: Philips Stadion, Eindhoven Toeschouwers: 34.000 Scheidsrechter: Janssen |
| 4 maart 2017 19:45 |                                            |         |                  | Stadion: Philips Stadion, Eindhoven Toeschouwers: 34.000 Scheidsrechter: Janssen |
| 4 maart 2017 19:45 |                                            |         |                  | Stadion: Philips Stadion, Eindhoven Toeschouwers: 34.000 Scheidsrechter: Janssen |
|                    |                                            |         |                  |                                                                                  |

|                    |                                       |         |                     |                                                                                 |
| 4 maart 2017 20:45 | PEC Zwolle                            | 3 – 1   | Vitesse             | Stadion: MAC³PARK stadion, Zwolle Toeschouwers: 13.000 Scheidsrechter: Lindhout |
| 4 maart 2017 20:45 | Saymak 10' Brock-Madsen 18' Holla 55' | Verslag | 48' Van Wolfswinkel | Stadion: MAC³PARK stadion, Zwolle Toeschouwers: 13.000 Scheidsrechter: Lindhout |
| 4 maart 2017 20:45 |                                       |         |                     | Stadion: MAC³PARK stadion, Zwolle Toeschouwers: 13.000 Scheidsrechter: Lindhout |
| 4 maart 2017 20:45 |                                       |         |                     | Stadion: MAC³PARK stadion, Zwolle Toeschouwers: 13.000 Scheidsrechter: Lindhout |
|                    |                                       |         |                     |                                                                                 |

|                    |                  |         |           |                                                                               |
| 5 maart 2017 12:30 | Sparta Rotterdam | 1 – 0   | Feyenoord | Stadion: Het Kasteel, Rotterdam Toeschouwers: 10.500 Scheidsrechter: Makkelie |
| 5 maart 2017 12:30 | Pogba 1'         | Verslag |           | Stadion: Het Kasteel, Rotterdam Toeschouwers: 10.500 Scheidsrechter: Makkelie |
| 5 maart 2017 12:30 |                  |         |           | Stadion: Het Kasteel, Rotterdam Toeschouwers: 10.500 Scheidsrechter: Makkelie |
| 5 maart 2017 12:30 |                  |         |           | Stadion: Het Kasteel, Rotterdam Toeschouwers: 10.500 Scheidsrechter: Makkelie |
|                    |                  |         |           |                                                                               |

|                    |                |         |                |                                                                             |
| 5 maart 2017 12:30 | AZ             | 1 – 1   | Excelsior      | Stadion: AFAS Stadion, Alkmaar Toeschouwers: 13.863 Scheidsrechter: Kuipers |
| 5 maart 2017 12:30 | Dos Santos 20' | Verslag | 60' Van Duinen | Stadion: AFAS Stadion, Alkmaar Toeschouwers: 13.863 Scheidsrechter: Kuipers |
| 5 maart 2017 12:30 |                |         |                | Stadion: AFAS Stadion, Alkmaar Toeschouwers: 13.863 Scheidsrechter: Kuipers |
| 5 maart 2017 12:30 |                |         |                | Stadion: AFAS Stadion, Alkmaar Toeschouwers: 13.863 Scheidsrechter: Kuipers |
|                    |                |         |                |                                                                             |

|                    |                           |         |              |                                                                           |
| 5 maart 2017 14:30 | FC Groningen              | 1 – 1   | Ajax         | Stadion: Euroborg, Groningen Toeschouwers: 22.312 Scheidsrechter: Nijhuis |
| 5 maart 2017 14:30 | Linssen 56' Memišević 87' | Verslag | 82' Klaassen | Stadion: Euroborg, Groningen Toeschouwers: 22.312 Scheidsrechter: Nijhuis |
| 5 maart 2017 14:30 |                           |         |              | Stadion: Euroborg, Groningen Toeschouwers: 22.312 Scheidsrechter: Nijhuis |
| 5 maart 2017 14:30 |                           |         |              | Stadion: Euroborg, Groningen Toeschouwers: 22.312 Scheidsrechter: Nijhuis |
|                    |                           |         |              |                                                                           |

|                    |              |         |              |                                                                                      |
| 5 maart 2017 14:30 | FC Utrecht   | 1 – 1   | ADO Den Haag | Stadion: Stadion Galgenwaard, Utrecht Toeschouwers: 17.712 Scheidsrechter: Gözübüyük |
| 5 maart 2017 14:30 | Živković 40' | Verslag | 16' Malone   | Stadion: Stadion Galgenwaard, Utrecht Toeschouwers: 17.712 Scheidsrechter: Gözübüyük |
| 5 maart 2017 14:30 |              |         |              | Stadion: Stadion Galgenwaard, Utrecht Toeschouwers: 17.712 Scheidsrechter: Gözübüyük |
| 5 maart 2017 14:30 |              |         |              | Stadion: Stadion Galgenwaard, Utrecht Toeschouwers: 17.712 Scheidsrechter: Gözübüyük |
|                    |              |         |              |                                                                                      |

|                    |                                               |         |                       |                                                                                   |
| 5 maart 2017 16:45 | N.E.C.                                        | 3 – 1   | Heracles Almelo       | Stadion: Goffertstadion, Nijmegen Toeschouwers: 11.700 Scheidsrechter: Van Boekel |
| 5 maart 2017 16:45 | Von Haacke 26' Heinloth 33' Hoogma 69' (e.d.) | Verslag | 14' (pen.) Armenteros | Stadion: Goffertstadion, Nijmegen Toeschouwers: 11.700 Scheidsrechter: Van Boekel |
| 5 maart 2017 16:45 |                                               |         |                       | Stadion: Goffertstadion, Nijmegen Toeschouwers: 11.700 Scheidsrechter: Van Boekel |
| 5 maart 2017 16:45 |                                               |         |                       | Stadion: Goffertstadion, Nijmegen Toeschouwers: 11.700 Scheidsrechter: Van Boekel |
|                    |                                               |         |                       |                                                                                   |

## Speelronde 26
|                     |                                                                   |         |                  |                                                                          |
| 10 maart 2017 20:00 | Vitesse                                                           | 5 – 0   | Sparta Rotterdam | Stadion: GelreDome, Arnhem Toeschouwers: 13.852 Scheidsrechter: Manschot |
| 10 maart 2017 20:00 | Van Wolfswinkel 22' Foor 34' Kruiswijk 40' Nakamba 45' Kasjia 61' | Verslag |                  | Stadion: GelreDome, Arnhem Toeschouwers: 13.852 Scheidsrechter: Manschot |
| 10 maart 2017 20:00 |                                                                   |         |                  | Stadion: GelreDome, Arnhem Toeschouwers: 13.852 Scheidsrechter: Manschot |
| 10 maart 2017 20:00 |                                                                   |         |                  | Stadion: GelreDome, Arnhem Toeschouwers: 13.852 Scheidsrechter: Manschot |
|                     |                                                                   |         |                  |                                                                          |

|                     |              |         |        |                                                                                 |
| 11 maart 2017 18:30 | ADO Den Haag | 1 – 0   | N.E.C. | Stadion: Kyocera Stadion, Den Haag Toeschouwers: 10.256 Scheidsrechter: Nijhuis |
| 11 maart 2017 18:30 | Havenaar 72' | Verslag |        | Stadion: Kyocera Stadion, Den Haag Toeschouwers: 10.256 Scheidsrechter: Nijhuis |
| 11 maart 2017 18:30 |              |         |        | Stadion: Kyocera Stadion, Den Haag Toeschouwers: 10.256 Scheidsrechter: Nijhuis |
| 11 maart 2017 18:30 |              |         |        | Stadion: Kyocera Stadion, Den Haag Toeschouwers: 10.256 Scheidsrechter: Nijhuis |
|                     |              |         |        |                                                                                 |

|                     |                 |         |                                                   |                                                                              |
| 11 maart 2017 19:45 | Go Ahead Eagles | 1 – 3   | PSV                                               | Stadion: De Adelaarshorst, Deventer Toeschouwers: 9.752 Scheidsrechter: Blom |
| 11 maart 2017 19:45 | Manu 48'        | Verslag | 40' (pen.) S. de Jong 61' L. de Jong 85' Guardado | Stadion: De Adelaarshorst, Deventer Toeschouwers: 9.752 Scheidsrechter: Blom |
| 11 maart 2017 19:45 |                 |         |                                                   | Stadion: De Adelaarshorst, Deventer Toeschouwers: 9.752 Scheidsrechter: Blom |
| 11 maart 2017 19:45 |                 |         |                                                   | Stadion: De Adelaarshorst, Deventer Toeschouwers: 9.752 Scheidsrechter: Blom |
|                     |                 |         |                                                   |                                                                              |

|                     |                     |         |            |                                                                               |
| 11 maart 2017 19:45 | Heracles Almelo     | 2 – 1   | FC Utrecht | Stadion: Polman Stadion, Almelo Toeschouwers: 10.829 Scheidsrechter: Kamphuis |
| 11 maart 2017 19:45 | Kuwas 46' Bruns 90' | Verslag | 26' Ayoub  | Stadion: Polman Stadion, Almelo Toeschouwers: 10.829 Scheidsrechter: Kamphuis |
| 11 maart 2017 19:45 |                     |         |            | Stadion: Polman Stadion, Almelo Toeschouwers: 10.829 Scheidsrechter: Kamphuis |
| 11 maart 2017 19:45 |                     |         |            | Stadion: Polman Stadion, Almelo Toeschouwers: 10.829 Scheidsrechter: Kamphuis |
|                     |                     |         |            |                                                                               |

|                     |                                                      |         |               |                                                                                |
| 11 maart 2017 20:45 | Excelsior                                            | 4 – 1   | sc Heerenveen | Stadion: Stadion Woudestein, Rotterdam Toeschouwers: 4.225 Scheidsrechter: Bax |
| 11 maart 2017 20:45 | Elbers 15' Mattheij 42' Massop 48' Hasselbaink 90+2' | Verslag | 77' Slagveer  | Stadion: Stadion Woudestein, Rotterdam Toeschouwers: 4.225 Scheidsrechter: Bax |
| 11 maart 2017 20:45 |                                                      |         |               | Stadion: Stadion Woudestein, Rotterdam Toeschouwers: 4.225 Scheidsrechter: Bax |
| 11 maart 2017 20:45 |                                                      |         |               | Stadion: Stadion Woudestein, Rotterdam Toeschouwers: 4.225 Scheidsrechter: Bax |
|                     |                                                      |         |               |                                                                                |

|                     |                           |         |            |                                                                                         |
| 12 maart 2017 12:30 | Willem II                 | 2 – 0   | PEC Zwolle | Stadion: Koning Willem II-stadion, Tilburg Toeschouwers: 13.500 Scheidsrechter: Kuipers |
| 12 maart 2017 12:30 | Falkenburg 24' Haye 90+1' | Verslag |            | Stadion: Koning Willem II-stadion, Tilburg Toeschouwers: 13.500 Scheidsrechter: Kuipers |
| 12 maart 2017 12:30 |                           |         |            | Stadion: Koning Willem II-stadion, Tilburg Toeschouwers: 13.500 Scheidsrechter: Kuipers |
| 12 maart 2017 12:30 |                           |         |            | Stadion: Koning Willem II-stadion, Tilburg Toeschouwers: 13.500 Scheidsrechter: Kuipers |
|                     |                           |         |            |                                                                                         |

|                     |                                                        |         |                              |                                                                                        |
| 12 maart 2017 14:30 | Feyenoord                                              | 5 – 2   | AZ                           | Stadion: Stadion Feijenoord, Rotterdam Toeschouwers: 47.500 Scheidsrechter: Van Boekel |
| 12 maart 2017 14:30 | Jørgensen 11', 80' (pen.), 82' Toornstra 21' Kuijt 59' | Verslag | 63' Luckassen 90+1' Weghorst | Stadion: Stadion Feijenoord, Rotterdam Toeschouwers: 47.500 Scheidsrechter: Van Boekel |
| 12 maart 2017 14:30 |                                                        |         |                              | Stadion: Stadion Feijenoord, Rotterdam Toeschouwers: 47.500 Scheidsrechter: Van Boekel |
| 12 maart 2017 14:30 |                                                        |         |                              | Stadion: Stadion Feijenoord, Rotterdam Toeschouwers: 47.500 Scheidsrechter: Van Boekel |
|                     |                                                        |         |                              |                                                                                        |

|                     |                                |         |                   |                                                                                                  |
| 12 maart 2017 14:30 | Roda JC Kerkrade               | 3 – 1   | FC Groningen      | Stadion: Parkstad Limburg Stadion, Kerkrade Toeschouwers: 12.870 Scheidsrechter: Van den Kerkhof |
| 12 maart 2017 14:30 | Ajagun 31' Kum 54' Schahin 66' | Verslag | 73' 90+1' Linssen | Stadion: Parkstad Limburg Stadion, Kerkrade Toeschouwers: 12.870 Scheidsrechter: Van den Kerkhof |
| 12 maart 2017 14:30 |                                |         |                   | Stadion: Parkstad Limburg Stadion, Kerkrade Toeschouwers: 12.870 Scheidsrechter: Van den Kerkhof |
| 12 maart 2017 14:30 |                                |         |                   | Stadion: Parkstad Limburg Stadion, Kerkrade Toeschouwers: 12.870 Scheidsrechter: Van den Kerkhof |
|                     |                                |         |                   |                                                                                                  |

|                     |                               |         |           |                                                                                   |
| 12 maart 2017 16:45 | Ajax                          | 3 – 0   | FC Twente | Stadion: Amsterdam ArenA, Amsterdam Toeschouwers: 51.583 Scheidsrechter: Makkelie |
| 12 maart 2017 16:45 | Younes 55' Dolberg 67', 90+1' | Verslag |           | Stadion: Amsterdam ArenA, Amsterdam Toeschouwers: 51.583 Scheidsrechter: Makkelie |
| 12 maart 2017 16:45 |                               |         |           | Stadion: Amsterdam ArenA, Amsterdam Toeschouwers: 51.583 Scheidsrechter: Makkelie |
| 12 maart 2017 16:45 |                               |         |           | Stadion: Amsterdam ArenA, Amsterdam Toeschouwers: 51.583 Scheidsrechter: Makkelie |
|                     |                               |         |           |                                                                                   |

## Speelronde 27
|                     |                  |         |                          |                                                                                      |
| 17 maart 2017 20:00 | Roda JC Kerkrade | 0 – 3   | FC Twente                | Stadion: Parkstad Limburg Stadion, Kerkrade Toeschouwers: 13.221 Scheidsrechter: Bax |
| 17 maart 2017 20:00 |                  | Verslag | 30', 43' Jensen 77' Ünal | Stadion: Parkstad Limburg Stadion, Kerkrade Toeschouwers: 13.221 Scheidsrechter: Bax |
| 17 maart 2017 20:00 |                  |         |                          | Stadion: Parkstad Limburg Stadion, Kerkrade Toeschouwers: 13.221 Scheidsrechter: Bax |
| 17 maart 2017 20:00 |                  |         |                          | Stadion: Parkstad Limburg Stadion, Kerkrade Toeschouwers: 13.221 Scheidsrechter: Bax |
|                     |                  |         |                          |                                                                                      |

|                     |              |         |            |                                                                                |
| 18 maart 2017 18:30 | FC Groningen | 1 – 1   | Willem II  | Stadion: Euroborg, Groningen Toeschouwers: 19.959 Scheidsrechter: Van de Graaf |
| 18 maart 2017 18:30 | Jenssen 49'  | Verslag | 54' Oulare | Stadion: Euroborg, Groningen Toeschouwers: 19.959 Scheidsrechter: Van de Graaf |
| 18 maart 2017 18:30 |              |         |            | Stadion: Euroborg, Groningen Toeschouwers: 19.959 Scheidsrechter: Van de Graaf |
| 18 maart 2017 18:30 |              |         |            | Stadion: Euroborg, Groningen Toeschouwers: 19.959 Scheidsrechter: Van de Graaf |
|                     |              |         |            |                                                                                |

|                     |                |         |         |                                                                                  |
| 18 maart 2017 19:45 | PSV            | 1 – 0   | Vitesse | Stadion: Philips Stadion, Eindhoven Toeschouwers: 33.900 Scheidsrechter: Kuipers |
| 18 maart 2017 19:45 | S. de Jong 50' | Verslag |         | Stadion: Philips Stadion, Eindhoven Toeschouwers: 33.900 Scheidsrechter: Kuipers |
| 18 maart 2017 19:45 |                |         |         | Stadion: Philips Stadion, Eindhoven Toeschouwers: 33.900 Scheidsrechter: Kuipers |
| 18 maart 2017 19:45 |                |         |         | Stadion: Philips Stadion, Eindhoven Toeschouwers: 33.900 Scheidsrechter: Kuipers |
|                     |                |         |         |                                                                                  |

|                     |        |         |                                 |                                                                                  |
| 18 maart 2017 19:45 | N.E.C. | 0 – 3   | FC Utrecht                      | Stadion: Goffertstadion, Nijmegen Toeschouwers: 11.680 Scheidsrechter: S. Mulder |
| 18 maart 2017 19:45 |        | Verslag | 28' Labyad 37' Ayoub 63' Haller | Stadion: Goffertstadion, Nijmegen Toeschouwers: 11.680 Scheidsrechter: S. Mulder |
| 18 maart 2017 19:45 |        |         |                                 | Stadion: Goffertstadion, Nijmegen Toeschouwers: 11.680 Scheidsrechter: S. Mulder |
| 18 maart 2017 19:45 |        |         |                                 | Stadion: Goffertstadion, Nijmegen Toeschouwers: 11.680 Scheidsrechter: S. Mulder |
|                     |        |         |                                 |                                                                                  |

|                     |                           |         |                 |                                                                             |
| 18 maart 2017 20:45 | Sparta Rotterdam          | 3 – 1   | Heracles Almelo | Stadion: Het Kasteel, Rotterdam Toeschouwers: 9.712 Scheidsrechter: Nijhuis |
| 18 maart 2017 20:45 | Sanusi 29' Pušić 53', 73' | Verslag | 89' Pelupessy   | Stadion: Het Kasteel, Rotterdam Toeschouwers: 9.712 Scheidsrechter: Nijhuis |
| 18 maart 2017 20:45 |                           |         |                 | Stadion: Het Kasteel, Rotterdam Toeschouwers: 9.712 Scheidsrechter: Nijhuis |
| 18 maart 2017 20:45 |                           |         |                 | Stadion: Het Kasteel, Rotterdam Toeschouwers: 9.712 Scheidsrechter: Nijhuis |
|                     |                           |         |                 |                                                                             |

|                     |                           |         |                           |                                                                                      |
| 19 maart 2017 12:30 | sc Heerenveen             | 1 – 2   | Feyenoord                 | Stadion: Abe Lenstra Stadion, Heerenveen Toeschouwers: 25.800 Scheidsrechter: Higler |
| 19 maart 2017 12:30 | Ghoochannejhad 18' (pen.) | Verslag | 56' Jørgensen 70' Vilhena | Stadion: Abe Lenstra Stadion, Heerenveen Toeschouwers: 25.800 Scheidsrechter: Higler |
| 19 maart 2017 12:30 |                           |         |                           | Stadion: Abe Lenstra Stadion, Heerenveen Toeschouwers: 25.800 Scheidsrechter: Higler |
| 19 maart 2017 12:30 |                           |         |                           | Stadion: Abe Lenstra Stadion, Heerenveen Toeschouwers: 25.800 Scheidsrechter: Higler |
|                     |                           |         |                           |                                                                                      |

|                     |                 |         |              |                                                                                       |
| 19 maart 2017 14:30 | Excelsior       | 1 – 1   | Ajax         | Stadion: Stadion Woudestein, Rotterdam Toeschouwers: 4.400 Scheidsrechter: Van Boekel |
| 19 maart 2017 14:30 | Tete 26' (e.d.) | Verslag | 32' Kluivert | Stadion: Stadion Woudestein, Rotterdam Toeschouwers: 4.400 Scheidsrechter: Van Boekel |
| 19 maart 2017 14:30 |                 |         |              | Stadion: Stadion Woudestein, Rotterdam Toeschouwers: 4.400 Scheidsrechter: Van Boekel |
| 19 maart 2017 14:30 |                 |         |              | Stadion: Stadion Woudestein, Rotterdam Toeschouwers: 4.400 Scheidsrechter: Van Boekel |
|                     |                 |         |              |                                                                                       |

|                     |                 |         |                                             |                                                                                  |
| 19 maart 2017 14:30 | Go Ahead Eagles | 1 – 3   | PEC Zwolle                                  | Stadion: De Adelaarshorst, Deventer Toeschouwers: 9.752 Scheidsrechter: Makkelie |
| 19 maart 2017 14:30 | Chirivella 3'   | Verslag | 5' Menig 83' Warmerdam 88' (pen.) Van Polen | Stadion: De Adelaarshorst, Deventer Toeschouwers: 9.752 Scheidsrechter: Makkelie |
| 19 maart 2017 14:30 |                 |         |                                             | Stadion: De Adelaarshorst, Deventer Toeschouwers: 9.752 Scheidsrechter: Makkelie |
| 19 maart 2017 14:30 |                 |         |                                             | Stadion: De Adelaarshorst, Deventer Toeschouwers: 9.752 Scheidsrechter: Makkelie |
|                     |                 |         |                                             |                                                                                  |

|                     |                                               |         |              |                                                                             |
| 19 maart 2017 16:45 | AZ                                            | 4 – 0   | ADO Den Haag | Stadion: AFAS Stadion, Alkmaar Toeschouwers: 14.126 Scheidsrechter: Janssen |
| 19 maart 2017 16:45 | Dos Santos 7', 13' Van Overeem 34' Friday 60' | Verslag |              | Stadion: AFAS Stadion, Alkmaar Toeschouwers: 14.126 Scheidsrechter: Janssen |
| 19 maart 2017 16:45 |                                               |         |              | Stadion: AFAS Stadion, Alkmaar Toeschouwers: 14.126 Scheidsrechter: Janssen |
| 19 maart 2017 16:45 |                                               |         |              | Stadion: AFAS Stadion, Alkmaar Toeschouwers: 14.126 Scheidsrechter: Janssen |
|                     |                                               |         |              |                                                                             |

## Speelronde 28
|                    |         |       |              |                                                                          |
| 1 april 2017 18:30 | AZ      | 0 – 0 | FC Groningen | Stadion: AFAS Stadion, Alkmaar Toeschouwers: 14.828 Scheidsrechter: Blom |
| 1 april 2017 18:30 | Verslag |       |              | Stadion: AFAS Stadion, Alkmaar Toeschouwers: 14.828 Scheidsrechter: Blom |
| 1 april 2017 18:30 |         |       |              | Stadion: AFAS Stadion, Alkmaar Toeschouwers: 14.828 Scheidsrechter: Blom |
| 1 april 2017 18:30 |         |       |              | Stadion: AFAS Stadion, Alkmaar Toeschouwers: 14.828 Scheidsrechter: Blom |
|                    |         |       |              |                                                                          |

|                    |               |         |            |                                                                                 |
| 1 april 2017 18:30 | PEC Zwolle    | 1 – 1   | Excelsior  | Stadion: MAC³PARK stadion, Zwolle Toeschouwers: 13.140 Scheidsrechter: Kamphuis |
| 1 april 2017 18:30 | Warmerdam 26' | Verslag | 34' Bruins | Stadion: MAC³PARK stadion, Zwolle Toeschouwers: 13.140 Scheidsrechter: Kamphuis |
| 1 april 2017 18:30 |               |         |            | Stadion: MAC³PARK stadion, Zwolle Toeschouwers: 13.140 Scheidsrechter: Kamphuis |
| 1 april 2017 18:30 |               |         |            | Stadion: MAC³PARK stadion, Zwolle Toeschouwers: 13.140 Scheidsrechter: Kamphuis |
|                    |               |         |            |                                                                                 |

|                    |                  |         |                            |                                                                               |
| 1 april 2017 19:45 | Sparta Rotterdam | 0 – 2   | PSV                        | Stadion: Het Kasteel, Rotterdam Toeschouwers: 10.606 Scheidsrechter: Makkelie |
| 1 april 2017 19:45 |                  | Verslag | 21' Locadia 42' Van Ginkel | Stadion: Het Kasteel, Rotterdam Toeschouwers: 10.606 Scheidsrechter: Makkelie |
| 1 april 2017 19:45 |                  |         |                            | Stadion: Het Kasteel, Rotterdam Toeschouwers: 10.606 Scheidsrechter: Makkelie |
| 1 april 2017 19:45 |                  |         |                            | Stadion: Het Kasteel, Rotterdam Toeschouwers: 10.606 Scheidsrechter: Makkelie |
|                    |                  |         |                            |                                                                               |

|                    |                           |         |           |                                                                                     |
| 1 april 2017 20:45 | FC Utrecht                | 2 – 0   | Willem II | Stadion: Stadion Galgenwaard, Utrecht Toeschouwers: 17.906 Scheidsrechter: Lindhout |
| 1 april 2017 20:45 | Haller 10' Živković 90+3' | Verslag |           | Stadion: Stadion Galgenwaard, Utrecht Toeschouwers: 17.906 Scheidsrechter: Lindhout |
| 1 april 2017 20:45 |                           |         |           | Stadion: Stadion Galgenwaard, Utrecht Toeschouwers: 17.906 Scheidsrechter: Lindhout |
| 1 april 2017 20:45 |                           |         |           | Stadion: Stadion Galgenwaard, Utrecht Toeschouwers: 17.906 Scheidsrechter: Lindhout |
|                    |                           |         |           |                                                                                     |

|                    |                                                    |         |                                             |                                                                                      |
| 1 april 2017 20:45 | Heracles Almelo                                    | 4 – 1   | sc Heerenveen                               | Stadion: Polman Stadion, Almelo Toeschouwers: 10.912 Scheidsrechter: Van den Kerkhof |
| 1 april 2017 20:45 | Niemeijer 9' Armenteros 20' Kuwas 26' Peterson 44' | Verslag | 5' (pen.) Ghoochannejhad 19', 31' St. Juste | Stadion: Polman Stadion, Almelo Toeschouwers: 10.912 Scheidsrechter: Van den Kerkhof |
| 1 april 2017 20:45 |                                                    |         |                                             | Stadion: Polman Stadion, Almelo Toeschouwers: 10.912 Scheidsrechter: Van den Kerkhof |
| 1 april 2017 20:45 |                                                    |         |                                             | Stadion: Polman Stadion, Almelo Toeschouwers: 10.912 Scheidsrechter: Van den Kerkhof |
|                    |                                                    |         |                                             |                                                                                      |

|                    |                                 |         |              |                                                                           |
| 2 april 2017 12:30 | Vitesse                         | 2 – 1   | N.E.C.       | Stadion: GelreDome, Arnhem Toeschouwers: 16.654 Scheidsrechter: Gözübüyük |
| 2 april 2017 12:30 | Van Wolfswinkel 50', 84' (pen.) | Verslag | 66' Kadıoğlu | Stadion: GelreDome, Arnhem Toeschouwers: 16.654 Scheidsrechter: Gözübüyük |
| 2 april 2017 12:30 |                                 |         |              | Stadion: GelreDome, Arnhem Toeschouwers: 16.654 Scheidsrechter: Gözübüyük |
| 2 april 2017 12:30 |                                 |         |              | Stadion: GelreDome, Arnhem Toeschouwers: 16.654 Scheidsrechter: Gözübüyük |
|                    |                                 |         |              |                                                                           |

|                    |                     |         |              |                                                                                  |
| 2 april 2017 14:30 | Ajax                | 2 – 1   | Feyenoord    | Stadion: Amsterdam ArenA, Amsterdam Toeschouwers: 51.181 Scheidsrechter: Kuipers |
| 2 april 2017 14:30 | Schöne 1' Neres 36' | Verslag | 90+1' Kramer | Stadion: Amsterdam ArenA, Amsterdam Toeschouwers: 51.181 Scheidsrechter: Kuipers |
| 2 april 2017 14:30 |                     |         |              | Stadion: Amsterdam ArenA, Amsterdam Toeschouwers: 51.181 Scheidsrechter: Kuipers |
| 2 april 2017 14:30 |                     |         |              | Stadion: Amsterdam ArenA, Amsterdam Toeschouwers: 51.181 Scheidsrechter: Kuipers |
|                    |                     |         |              |                                                                                  |

|                    |                                                            |         |                  |                                                                                |
| 2 april 2017 14:30 | ADO Den Haag                                               | 4 – 1   | Roda JC Kerkrade | Stadion: Kyocera Stadion, Den Haag Toeschouwers: 11.740 Scheidsrechter: Higler |
| 2 april 2017 14:30 | Becker 1' El Khayati 28' (pen.) Havenaar 62' Fernandez 87' | Verslag | 89' El Makrini   | Stadion: Kyocera Stadion, Den Haag Toeschouwers: 11.740 Scheidsrechter: Higler |
| 2 april 2017 14:30 |                                                            |         |                  | Stadion: Kyocera Stadion, Den Haag Toeschouwers: 11.740 Scheidsrechter: Higler |
| 2 april 2017 14:30 |                                                            |         |                  | Stadion: Kyocera Stadion, Den Haag Toeschouwers: 11.740 Scheidsrechter: Higler |
|                    |                                                            |         |                  |                                                                                |

|                    |           |         |                            |                                                                                  |
| 2 april 2017 16:45 | FC Twente | 1 – 2   | Go Ahead Eagles            | Stadion: De Grolsch Veste, Enschede Toeschouwers: 26.500 Scheidsrechter: Janssen |
| 2 april 2017 16:45 | Ünal 45'  | Verslag | 53' Hendriks 66' Ritzmaier | Stadion: De Grolsch Veste, Enschede Toeschouwers: 26.500 Scheidsrechter: Janssen |
| 2 april 2017 16:45 |           |         |                            | Stadion: De Grolsch Veste, Enschede Toeschouwers: 26.500 Scheidsrechter: Janssen |
| 2 april 2017 16:45 |           |         |                            | Stadion: De Grolsch Veste, Enschede Toeschouwers: 26.500 Scheidsrechter: Janssen |
|                    |           |         |                            |                                                                                  |

## Speelronde 29
|                    |               |         |                                                |                                                                                     |
| 4 april 2017 18:30 | Excelsior     | 1 – 3   | FC Utrecht                                     | Stadion: Stadion Woudestein, Rotterdam Toeschouwers: 4.247 Scheidsrechter: Manschot |
| 4 april 2017 18:30 | Van Duinen 5' | Verslag | 39' (pen.) Haller 49' (e.d.) Mattheij 55' Kerk | Stadion: Stadion Woudestein, Rotterdam Toeschouwers: 4.247 Scheidsrechter: Manschot |
| 4 april 2017 18:30 |               |         |                                                | Stadion: Stadion Woudestein, Rotterdam Toeschouwers: 4.247 Scheidsrechter: Manschot |
| 4 april 2017 18:30 |               |         |                                                | Stadion: Stadion Woudestein, Rotterdam Toeschouwers: 4.247 Scheidsrechter: Manschot |
|                    |               |         |                                                |                                                                                     |

|                    |                                                    |         |                  |                                                                                            |
| 4 april 2017 20:45 | sc Heerenveen                                      | 3 – 0   | Sparta Rotterdam | Stadion: Abe Lenstra Stadion, Heerenveen Toeschouwers: 20.800 Scheidsrechter: Van de Graaf |
| 4 april 2017 20:45 | Van Amersfoort 56' Van Aken 72' Ghoochannejhad 81' | Verslag |                  | Stadion: Abe Lenstra Stadion, Heerenveen Toeschouwers: 20.800 Scheidsrechter: Van de Graaf |
| 4 april 2017 20:45 |                                                    |         |                  | Stadion: Abe Lenstra Stadion, Heerenveen Toeschouwers: 20.800 Scheidsrechter: Van de Graaf |
| 4 april 2017 20:45 |                                                    |         |                  | Stadion: Abe Lenstra Stadion, Heerenveen Toeschouwers: 20.800 Scheidsrechter: Van de Graaf |
|                    |                                                    |         |                  |                                                                                            |

|                    |                  |         |                        |                                                                          |
| 5 april 2017 18:30 | Heracles Almelo  | 0 – 1   | Vitesse                | Stadion: Polman Stadion, Almelo Toeschouwers: 10.711 Scheidsrechter: Bax |
| 5 april 2017 18:30 | Pröpper 51', 56' | Verslag | 43' Foor 29', 86' Diks | Stadion: Polman Stadion, Almelo Toeschouwers: 10.711 Scheidsrechter: Bax |
| 5 april 2017 18:30 |                  |         |                        | Stadion: Polman Stadion, Almelo Toeschouwers: 10.711 Scheidsrechter: Bax |
| 5 april 2017 18:30 |                  |         |                        | Stadion: Polman Stadion, Almelo Toeschouwers: 10.711 Scheidsrechter: Bax |
|                    |                  |         |                        |                                                                          |

|                    |                     |         |        |                                                                              |
| 5 april 2017 19:45 | FC Groningen        | 2 – 0   | N.E.C. | Stadion: Euroborg, Groningen Toeschouwers: 18.069 Scheidsrechter: Van Boekel |
| 5 april 2017 19:45 | Mahi 30' Bacuna 67' | Verslag |        | Stadion: Euroborg, Groningen Toeschouwers: 18.069 Scheidsrechter: Van Boekel |
| 5 april 2017 19:45 |                     |         |        | Stadion: Euroborg, Groningen Toeschouwers: 18.069 Scheidsrechter: Van Boekel |
| 5 april 2017 19:45 |                     |         |        | Stadion: Euroborg, Groningen Toeschouwers: 18.069 Scheidsrechter: Van Boekel |
|                    |                     |         |        |                                                                              |

|                    |                                                     |         |              |                                                                                 |
| 5 april 2017 20:45 | Ajax                                                | 4 – 1   | AZ           | Stadion: Amsterdam ArenA, Amsterdam Toeschouwers: 51.959 Scheidsrechter: Higler |
| 5 april 2017 20:45 | Traoré 16' Sánchez 71' Schöne 82' (pen.) Younes 88' | Verslag | 55' Weghorst | Stadion: Amsterdam ArenA, Amsterdam Toeschouwers: 51.959 Scheidsrechter: Higler |
| 5 april 2017 20:45 |                                                     |         |              | Stadion: Amsterdam ArenA, Amsterdam Toeschouwers: 51.959 Scheidsrechter: Higler |
| 5 april 2017 20:45 |                                                     |         |              | Stadion: Amsterdam ArenA, Amsterdam Toeschouwers: 51.959 Scheidsrechter: Higler |
|                    |                                                     |         |              |                                                                                 |

|                    |                                                                                        |         |                 |                                                                                      |
| 5 april 2017 20:45 | Feyenoord                                                                              | 8 – 0   | Go Ahead Eagles | Stadion: Stadion Feijenoord, Rotterdam Toeschouwers: 47.500 Scheidsrechter: Kamphuis |
| 5 april 2017 20:45 | Toornstra 9', 41', 90' Elia 15' Kuijt 30' Van der Heijden 45' Botteghin 50' Kramer 72' | Verslag |                 | Stadion: Stadion Feijenoord, Rotterdam Toeschouwers: 47.500 Scheidsrechter: Kamphuis |
| 5 april 2017 20:45 |                                                                                        |         |                 | Stadion: Stadion Feijenoord, Rotterdam Toeschouwers: 47.500 Scheidsrechter: Kamphuis |
| 5 april 2017 20:45 |                                                                                        |         |                 | Stadion: Stadion Feijenoord, Rotterdam Toeschouwers: 47.500 Scheidsrechter: Kamphuis |
|                    |                                                                                        |         |                 |                                                                                      |

|                    |            |         |                             |                                                                                           |
| 5 april 2017 20:45 | Willem II  | 1 – 2   | ADO Den Haag                | Stadion: Koning Willem II-stadion, Tilburg Toeschouwers: 12.800 Scheidsrechter: S. Mulder |
| 5 april 2017 20:45 | Oulare 25' | Verslag | 21' El Khayati 42' Havenaar | Stadion: Koning Willem II-stadion, Tilburg Toeschouwers: 12.800 Scheidsrechter: S. Mulder |
| 5 april 2017 20:45 |            |         |                             | Stadion: Koning Willem II-stadion, Tilburg Toeschouwers: 12.800 Scheidsrechter: S. Mulder |
| 5 april 2017 20:45 |            |         |                             | Stadion: Koning Willem II-stadion, Tilburg Toeschouwers: 12.800 Scheidsrechter: S. Mulder |
|                    |            |         |                             |                                                                                           |

|                    |                              |         |             |                                                                                          |
| 6 april 2017 18:30 | Roda JC Kerkrade             | 2 – 1   | PEC Zwolle  | Stadion: Parkstad Limburg Stadion, Kerkrade Toeschouwers: 12.074 Scheidsrechter: Janssen |
| 6 april 2017 18:30 | Van Velzen 48' Rosheuvel 89' | Verslag | 40' Mokhtar | Stadion: Parkstad Limburg Stadion, Kerkrade Toeschouwers: 12.074 Scheidsrechter: Janssen |
| 6 april 2017 18:30 |                              |         |             | Stadion: Parkstad Limburg Stadion, Kerkrade Toeschouwers: 12.074 Scheidsrechter: Janssen |
| 6 april 2017 18:30 |                              |         |             | Stadion: Parkstad Limburg Stadion, Kerkrade Toeschouwers: 12.074 Scheidsrechter: Janssen |
|                    |                              |         |             |                                                                                          |

|                    |                      |         |                        |                                                                                    |
| 6 april 2017 20:45 | FC Twente            | 2 – 2   | PSV                    | Stadion: De Grolsch Veste, Enschede Toeschouwers: 25.300 Scheidsrechter: Gözübüyük |
| 6 april 2017 20:45 | Ünal 7' Celina 90+2' | Verslag | 17' Locadia 51' Moreno | Stadion: De Grolsch Veste, Enschede Toeschouwers: 25.300 Scheidsrechter: Gözübüyük |
| 6 april 2017 20:45 |                      |         |                        | Stadion: De Grolsch Veste, Enschede Toeschouwers: 25.300 Scheidsrechter: Gözübüyük |
| 6 april 2017 20:45 |                      |         |                        | Stadion: De Grolsch Veste, Enschede Toeschouwers: 25.300 Scheidsrechter: Gözübüyük |
|                    |                      |         |                        |                                                                                    |

## Speelronde 30
|                    |                               |         |                                 |                                                                               |
| 7 april 2017 20:00 | Sparta Rotterdam              | 2 – 3   | Excelsior                       | Stadion: Het Kasteel, Rotterdam Toeschouwers: 10.606 Scheidsrechter: Lindhout |
| 7 april 2017 20:00 | Koolwijk 10' (e.d.) Pušić 87' | Verslag | 23', 48' Hasselbaink 44' Elbers | Stadion: Het Kasteel, Rotterdam Toeschouwers: 10.606 Scheidsrechter: Lindhout |
| 7 april 2017 20:00 |                               |         |                                 | Stadion: Het Kasteel, Rotterdam Toeschouwers: 10.606 Scheidsrechter: Lindhout |
| 7 april 2017 20:00 |                               |         |                                 | Stadion: Het Kasteel, Rotterdam Toeschouwers: 10.606 Scheidsrechter: Lindhout |
|                    |                               |         |                                 |                                                                               |

|                    |                                       |         |                          |                                                                          |
| 8 april 2017 18:30 | Vitesse                               | 4 – 2   | sc Heerenveen            | Stadion: GelreDome, Arnhem Toeschouwers: 21.128 Scheidsrechter: Kamphuis |
| 8 april 2017 18:30 | Foor 5' Van Wolfswinkel 14', 70', 75' | Verslag | 31' Slagveer 89' Larsson | Stadion: GelreDome, Arnhem Toeschouwers: 21.128 Scheidsrechter: Kamphuis |
| 8 april 2017 18:30 |                                       |         |                          | Stadion: GelreDome, Arnhem Toeschouwers: 21.128 Scheidsrechter: Kamphuis |
| 8 april 2017 18:30 |                                       |         |                          | Stadion: GelreDome, Arnhem Toeschouwers: 21.128 Scheidsrechter: Kamphuis |
|                    |                                       |         |                          |                                                                          |

|                    |              |         |                                                     |                                                                                |
| 8 april 2017 19:45 | N.E.C.       | 1 – 5   | Ajax                                                | Stadion: Goffertstadion, Nijmegen Toeschouwers: 12.500 Scheidsrechter: Nijhuis |
| 8 april 2017 19:45 | Kadıoğlu 54' | Verslag | 4' (e.d.) Golla 8' Neres 32', 60' Traoré 78' Ziyech | Stadion: Goffertstadion, Nijmegen Toeschouwers: 12.500 Scheidsrechter: Nijhuis |
| 8 april 2017 19:45 |              |         |                                                     | Stadion: Goffertstadion, Nijmegen Toeschouwers: 12.500 Scheidsrechter: Nijhuis |
| 8 april 2017 19:45 |              |         |                                                     | Stadion: Goffertstadion, Nijmegen Toeschouwers: 12.500 Scheidsrechter: Nijhuis |
|                    |              |         |                                                     |                                                                                |

|                    |                                         |         |                                    |                                                                                  |
| 8 april 2017 19:45 | ADO Den Haag                            | 4 – 3   | FC Groningen                       | Stadion: Kyocera Stadion, Den Haag Toeschouwers: 11.348 Scheidsrechter: Manschot |
| 8 april 2017 19:45 | Bakker 13' Malone 21', 47' Havenaar 23' | Verslag | 52' (pen.) Mahi 64', 90+4' Linssen | Stadion: Kyocera Stadion, Den Haag Toeschouwers: 11.348 Scheidsrechter: Manschot |
| 8 april 2017 19:45 |                                         |         |                                    | Stadion: Kyocera Stadion, Den Haag Toeschouwers: 11.348 Scheidsrechter: Manschot |
| 8 april 2017 19:45 |                                         |         |                                    | Stadion: Kyocera Stadion, Den Haag Toeschouwers: 11.348 Scheidsrechter: Manschot |
|                    |                                         |         |                                    |                                                                                  |

|                    |                      |         |                                                          |                                                                                      |
| 8 april 2017 20:45 | Go Ahead Eagles      | 1 – 4   | Heracles Almelo                                          | Stadion: De Adelaarshorst, Deventer Toeschouwers: 9.116 Scheidsrechter: Van de Graaf |
| 8 april 2017 20:45 | Manu 12' Crowley 22' | Verslag | 13' (pen.) Bruns 16', 43' (pen.) Armenteros 21' Peterson | Stadion: De Adelaarshorst, Deventer Toeschouwers: 9.116 Scheidsrechter: Van de Graaf |
| 8 april 2017 20:45 |                      |         |                                                          | Stadion: De Adelaarshorst, Deventer Toeschouwers: 9.116 Scheidsrechter: Van de Graaf |
| 8 april 2017 20:45 |                      |         |                                                          | Stadion: De Adelaarshorst, Deventer Toeschouwers: 9.116 Scheidsrechter: Van de Graaf |
|                    |                      |         |                                                          |                                                                                      |

|                    |                 |         |                  |                                                                |
| 9 april 2017 12:30 | AZ              | 1 – 1   | Roda JC Kerkrade | Stadion: AFAS Stadion, Alkmaar Scheidsrechter: Van den Kerkhof |
| 9 april 2017 12:30 | Jahanbakhsh 33' | Verslag | 39' Werker       | Stadion: AFAS Stadion, Alkmaar Scheidsrechter: Van den Kerkhof |
| 9 april 2017 12:30 |                 |         |                  | Stadion: AFAS Stadion, Alkmaar Scheidsrechter: Van den Kerkhof |
| 9 april 2017 12:30 |                 |         |                  | Stadion: AFAS Stadion, Alkmaar Scheidsrechter: Van den Kerkhof |
|                    |                 |         |                  |                                                                |

|                    |                        |         |                   |                                                                             |
| 9 april 2017 14:30 | PEC Zwolle             | 2 – 2   | Feyenoord         | Stadion: MAC³PARK stadion, Zwolle Toeschouwers: 13.250 Scheidsrechter: Blom |
| 9 april 2017 14:30 | Menig 3' Van Polen 13' | Verslag | 26', 54' Berghuis | Stadion: MAC³PARK stadion, Zwolle Toeschouwers: 13.250 Scheidsrechter: Blom |
| 9 april 2017 14:30 |                        |         |                   | Stadion: MAC³PARK stadion, Zwolle Toeschouwers: 13.250 Scheidsrechter: Blom |
| 9 april 2017 14:30 |                        |         |                   | Stadion: MAC³PARK stadion, Zwolle Toeschouwers: 13.250 Scheidsrechter: Blom |
|                    |                        |         |                   |                                                                             |

|                    |                                    |         |           |                                                                                     |
| 9 april 2017 14:30 | FC Utrecht                         | 3 – 0   | FC Twente | Stadion: Stadion Galgenwaard, Utrecht Toeschouwers: 22.231 Scheidsrechter: Makkelie |
| 9 april 2017 14:30 | Kerk 62' Barazite 65' Živković 78' | Verslag |           | Stadion: Stadion Galgenwaard, Utrecht Toeschouwers: 22.231 Scheidsrechter: Makkelie |
| 9 april 2017 14:30 |                                    |         |           | Stadion: Stadion Galgenwaard, Utrecht Toeschouwers: 22.231 Scheidsrechter: Makkelie |
| 9 april 2017 14:30 |                                    |         |           | Stadion: Stadion Galgenwaard, Utrecht Toeschouwers: 22.231 Scheidsrechter: Makkelie |
|                    |                                    |         |           |                                                                                     |

|                    |                                                                 |         |           |                                                                                     |
| 9 april 2017 16:45 | PSV                                                             | 5 – 0   | Willem II | Stadion: Philips Stadion, Eindhoven Toeschouwers: 34.800 Scheidsrechter: Van Boekel |
| 9 april 2017 16:45 | Isimat-Mirin 45+2' Van Ginkel 56', 84' Pereiro 76' Guardado 82' | Verslag |           | Stadion: Philips Stadion, Eindhoven Toeschouwers: 34.800 Scheidsrechter: Van Boekel |
| 9 april 2017 16:45 |                                                                 |         |           | Stadion: Philips Stadion, Eindhoven Toeschouwers: 34.800 Scheidsrechter: Van Boekel |
| 9 april 2017 16:45 |                                                                 |         |           | Stadion: Philips Stadion, Eindhoven Toeschouwers: 34.800 Scheidsrechter: Van Boekel |
|                    |                                                                 |         |           |                                                                                     |

## Speelronde 31
|                     |                 |         |                              |                                                                              |
| 14 april 2017 20:00 | Heracles Almelo | 1 – 2   | AZ                           | Stadion: Polman Stadion, Almelo Toeschouwers: 11.198 Scheidsrechter: Kuipers |
| 14 april 2017 20:00 | Kuwas 90+2'     | Verslag | 53' Weghorst 82' Jahanbakhsh | Stadion: Polman Stadion, Almelo Toeschouwers: 11.198 Scheidsrechter: Kuipers |
| 14 april 2017 20:00 |                 |         |                              | Stadion: Polman Stadion, Almelo Toeschouwers: 11.198 Scheidsrechter: Kuipers |
| 14 april 2017 20:00 |                 |         |                              | Stadion: Polman Stadion, Almelo Toeschouwers: 11.198 Scheidsrechter: Kuipers |
|                     |                 |         |                              |                                                                              |

|                     |                               |         |                  |                                                                                            |
| 15 april 2017 18:30 | Roda JC Kerkrade              | 3 – 1   | Sparta Rotterdam | Stadion: Parkstad Limburg Stadion, Kerkrade Toeschouwers: 15.028 Scheidsrechter: Gözübüyük |
| 15 april 2017 18:30 | Ajagun 14', 61' Rosheuvel 89' | Verslag | 77' Verhaar      | Stadion: Parkstad Limburg Stadion, Kerkrade Toeschouwers: 15.028 Scheidsrechter: Gözübüyük |
| 15 april 2017 18:30 |                               |         |                  | Stadion: Parkstad Limburg Stadion, Kerkrade Toeschouwers: 15.028 Scheidsrechter: Gözübüyük |
| 15 april 2017 18:30 |                               |         |                  | Stadion: Parkstad Limburg Stadion, Kerkrade Toeschouwers: 15.028 Scheidsrechter: Gözübüyük |
|                     |                               |         |                  |                                                                                            |

|                     |              |         |            |                                                                                 |
| 15 april 2017 19:45 | ADO Den Haag | 1 – 1   | PSV        | Stadion: Kyocera Stadion, Den Haag Toeschouwers: 13.094 Scheidsrechter: Nijhuis |
| 15 april 2017 19:45 | Havenaar 87' | Verslag | 7' Pröpper | Stadion: Kyocera Stadion, Den Haag Toeschouwers: 13.094 Scheidsrechter: Nijhuis |
| 15 april 2017 19:45 |              |         |            | Stadion: Kyocera Stadion, Den Haag Toeschouwers: 13.094 Scheidsrechter: Nijhuis |
| 15 april 2017 19:45 |              |         |            | Stadion: Kyocera Stadion, Den Haag Toeschouwers: 13.094 Scheidsrechter: Nijhuis |
|                     |              |         |            |                                                                                 |

|                     |                 |         |         |                                                                                    |
| 15 april 2017 19:45 | Excelsior       | 1 – 0   | Vitesse | Stadion: Stadion Woudestein, Rotterdam Toeschouwers: 4.165 Scheidsrechter: Janssen |
| 15 april 2017 19:45 | Hasselbaink 13' | Verslag |         | Stadion: Stadion Woudestein, Rotterdam Toeschouwers: 4.165 Scheidsrechter: Janssen |
| 15 april 2017 19:45 |                 |         |         | Stadion: Stadion Woudestein, Rotterdam Toeschouwers: 4.165 Scheidsrechter: Janssen |
| 15 april 2017 19:45 |                 |         |         | Stadion: Stadion Woudestein, Rotterdam Toeschouwers: 4.165 Scheidsrechter: Janssen |
|                     |                 |         |         |                                                                                    |

|                     |                            |         |        |                                                                               |
| 15 april 2017 20:45 | FC Twente                  | 3 – 0   | N.E.C. | Stadion: De Grolsch Veste, Enschede Toeschouwers: 25.100 Scheidsrechter: Blom |
| 15 april 2017 20:45 | Ünal 12', 90+2' Jensen 58' | Verslag |        | Stadion: De Grolsch Veste, Enschede Toeschouwers: 25.100 Scheidsrechter: Blom |
| 15 april 2017 20:45 |                            |         |        | Stadion: De Grolsch Veste, Enschede Toeschouwers: 25.100 Scheidsrechter: Blom |
| 15 april 2017 20:45 |                            |         |        | Stadion: De Grolsch Veste, Enschede Toeschouwers: 25.100 Scheidsrechter: Blom |
|                     |                            |         |        |                                                                               |

|                     |                       |         |                 |                                                                                          |
| 16 april 2017 12:30 | Willem II             | 2 – 0   | Go Ahead Eagles | Stadion: Koning Willem II-stadion, Tilburg Toeschouwers: 13.100 Scheidsrechter: Manschot |
| 16 april 2017 12:30 | Sol 72' Schuurman 82' | Verslag |                 | Stadion: Koning Willem II-stadion, Tilburg Toeschouwers: 13.100 Scheidsrechter: Manschot |
| 16 april 2017 12:30 |                       |         |                 | Stadion: Koning Willem II-stadion, Tilburg Toeschouwers: 13.100 Scheidsrechter: Manschot |
| 16 april 2017 12:30 |                       |         |                 | Stadion: Koning Willem II-stadion, Tilburg Toeschouwers: 13.100 Scheidsrechter: Manschot |
|                     |                       |         |                 |                                                                                          |

|                     |                        |         |            |                                                                                    |
| 16 april 2017 14:30 | Feyenoord              | 2 – 0   | FC Utrecht | Stadion: Stadion Feijenoord, Rotterdam Toeschouwers: 47.500 Scheidsrechter: Higler |
| 16 april 2017 14:30 | Toornstra 48' Elia 80' | Verslag |            | Stadion: Stadion Feijenoord, Rotterdam Toeschouwers: 47.500 Scheidsrechter: Higler |
| 16 april 2017 14:30 |                        |         |            | Stadion: Stadion Feijenoord, Rotterdam Toeschouwers: 47.500 Scheidsrechter: Higler |
| 16 april 2017 14:30 |                        |         |            | Stadion: Stadion Feijenoord, Rotterdam Toeschouwers: 47.500 Scheidsrechter: Higler |
|                     |                        |         |            |                                                                                    |

|                     |                                            |         |                  |                                                                                   |
| 16 april 2017 14:30 | FC Groningen                               | 5 – 1   | PEC Zwolle       | Stadion: Euroborg, Groningen Toeschouwers: 21.666 Scheidsrechter: Van den Kerkhof |
| 16 april 2017 14:30 | Linssen 14', 38' Mahi 19', 53' Hrustic 88' | Verslag | 46' Brock-Madsen | Stadion: Euroborg, Groningen Toeschouwers: 21.666 Scheidsrechter: Van den Kerkhof |
| 16 april 2017 14:30 |                                            |         |                  | Stadion: Euroborg, Groningen Toeschouwers: 21.666 Scheidsrechter: Van den Kerkhof |
| 16 april 2017 14:30 |                                            |         |                  | Stadion: Euroborg, Groningen Toeschouwers: 21.666 Scheidsrechter: Van den Kerkhof |
|                     |                                            |         |                  |                                                                                   |

|                     |                                                                     |         |                   |                                                                                   |
| 16 april 2017 16:45 | Ajax                                                                | 5 – 1   | sc Heerenveen     | Stadion: Amsterdam ArenA, Amsterdam Toeschouwers: 51.541 Scheidsrechter: Makkelie |
| 16 april 2017 16:45 | Viergever 24' De Ligt 32' Klaassen 42' Dolberg 68' (pen.) Neres 83' | Verslag | 8' Ghoochannejhad | Stadion: Amsterdam ArenA, Amsterdam Toeschouwers: 51.541 Scheidsrechter: Makkelie |
| 16 april 2017 16:45 |                                                                     |         |                   | Stadion: Amsterdam ArenA, Amsterdam Toeschouwers: 51.541 Scheidsrechter: Makkelie |
| 16 april 2017 16:45 |                                                                     |         |                   | Stadion: Amsterdam ArenA, Amsterdam Toeschouwers: 51.541 Scheidsrechter: Makkelie |
|                     |                                                                     |         |                   |                                                                                   |

## Speelronde 32
|                     |               |         |           |                                                                                   |
| 21 april 2017 20:00 | sc Heerenveen | 1 – 0   | Willem II | Stadion: Abe Lenstra Stadion, Heerenveen Toeschouwers: 22.113 Scheidsrechter: Bax |
| 21 april 2017 20:00 | Larsson 40'   | Verslag |           | Stadion: Abe Lenstra Stadion, Heerenveen Toeschouwers: 22.113 Scheidsrechter: Bax |
| 21 april 2017 20:00 |               |         |           | Stadion: Abe Lenstra Stadion, Heerenveen Toeschouwers: 22.113 Scheidsrechter: Bax |
| 21 april 2017 20:00 |               |         |           | Stadion: Abe Lenstra Stadion, Heerenveen Toeschouwers: 22.113 Scheidsrechter: Bax |
|                     |               |         |           |                                                                                   |

|                     |        |         |                |                                                                                |
| 22 april 2017 18:30 | N.E.C. | 0 – 1   | Excelsior      | Stadion: Goffertstadion, Nijmegen Toeschouwers: 12.300 Scheidsrechter: Kuipers |
| 22 april 2017 18:30 |        | Verslag | 58' Van Duinen | Stadion: Goffertstadion, Nijmegen Toeschouwers: 12.300 Scheidsrechter: Kuipers |
| 22 april 2017 18:30 |        |         |                | Stadion: Goffertstadion, Nijmegen Toeschouwers: 12.300 Scheidsrechter: Kuipers |
| 22 april 2017 18:30 |        |         |                | Stadion: Goffertstadion, Nijmegen Toeschouwers: 12.300 Scheidsrechter: Kuipers |
|                     |        |         |                |                                                                                |

|                     |                               |         |                       |                                                                               |
| 22 april 2017 19:45 | AZ                            | 2 – 1   | FC Twente             | Stadion: AFAS Stadion, Alkmaar Toeschouwers: 15.427 Scheidsrechter: S. Mulder |
| 22 april 2017 19:45 | Bijen 81' (e.d.) Friday 90+2' | Verslag | 65' 80', 86' Andersen | Stadion: AFAS Stadion, Alkmaar Toeschouwers: 15.427 Scheidsrechter: S. Mulder |
| 22 april 2017 19:45 |                               |         |                       | Stadion: AFAS Stadion, Alkmaar Toeschouwers: 15.427 Scheidsrechter: S. Mulder |
| 22 april 2017 19:45 |                               |         |                       | Stadion: AFAS Stadion, Alkmaar Toeschouwers: 15.427 Scheidsrechter: S. Mulder |
|                     |                               |         |                       |                                                                               |

|                     |                   |         |                     |                                                                                 |
| 22 april 2017 19:45 | PEC Zwolle        | 1 – 2   | Heracles Almelo     | Stadion: MAC³PARK stadion, Zwolle Toeschouwers: 13.250 Scheidsrechter: Makkelie |
| 22 april 2017 19:45 | Van de Pavert 86' | Verslag | 55', 80' Armenteros | Stadion: MAC³PARK stadion, Zwolle Toeschouwers: 13.250 Scheidsrechter: Makkelie |
| 22 april 2017 19:45 |                   |         |                     | Stadion: MAC³PARK stadion, Zwolle Toeschouwers: 13.250 Scheidsrechter: Makkelie |
| 22 april 2017 19:45 |                   |         |                     | Stadion: MAC³PARK stadion, Zwolle Toeschouwers: 13.250 Scheidsrechter: Makkelie |
|                     |                   |         |                     |                                                                                 |

|                     |                          |         |                           |                                                                                   |
| 22 april 2017 20:45 | Go Ahead Eagles          | 2 – 3   | FC Groningen              | Stadion: De Adelaarshorst, Deventer Toeschouwers: 9.383 Scheidsrechter: Gözübüyük |
| 22 april 2017 20:45 | Hendriks 74' Maatsen 89' | Verslag | 37', 90+3' Mahi 80' Drost | Stadion: De Adelaarshorst, Deventer Toeschouwers: 9.383 Scheidsrechter: Gözübüyük |
| 22 april 2017 20:45 |                          |         |                           | Stadion: De Adelaarshorst, Deventer Toeschouwers: 9.383 Scheidsrechter: Gözübüyük |
| 22 april 2017 20:45 |                          |         |                           | Stadion: De Adelaarshorst, Deventer Toeschouwers: 9.383 Scheidsrechter: Gözübüyük |
|                     |                          |         |                           |                                                                                   |

|                     |            |         |                  |                                                                                     |
| 23 april 2017 12:30 | FC Utrecht | 1 – 0   | Roda JC Kerkrade | Stadion: Stadion Galgenwaard, Utrecht Toeschouwers: 18.876 Scheidsrechter: Kamphuis |
| 23 april 2017 12:30 | Labyad 87' | Verslag |                  | Stadion: Stadion Galgenwaard, Utrecht Toeschouwers: 18.876 Scheidsrechter: Kamphuis |
| 23 april 2017 12:30 |            |         |                  | Stadion: Stadion Galgenwaard, Utrecht Toeschouwers: 18.876 Scheidsrechter: Kamphuis |
| 23 april 2017 12:30 |            |         |                  | Stadion: Stadion Galgenwaard, Utrecht Toeschouwers: 18.876 Scheidsrechter: Kamphuis |
|                     |            |         |                  |                                                                                     |

|                     |         |         |                    |                                                                            |
| 23 april 2017 14:30 | Vitesse | 0 – 2   | Feyenoord          | Stadion: GelreDome, Arnhem Toeschouwers: 17.522 Scheidsrechter: Van Boekel |
| 23 april 2017 14:30 |         | Verslag | 10', 28' Jørgensen | Stadion: GelreDome, Arnhem Toeschouwers: 17.522 Scheidsrechter: Van Boekel |
| 23 april 2017 14:30 |         |         |                    | Stadion: GelreDome, Arnhem Toeschouwers: 17.522 Scheidsrechter: Van Boekel |
| 23 april 2017 14:30 |         |         |                    | Stadion: GelreDome, Arnhem Toeschouwers: 17.522 Scheidsrechter: Van Boekel |
|                     |         |         |                    |                                                                            |

|                     |                  |         |                |                                                                             |
| 23 april 2017 14:30 | Sparta Rotterdam | 0 – 1   | ADO Den Haag   | Stadion: Het Kasteel, Rotterdam Toeschouwers: 10.606 Scheidsrechter: Higler |
| 23 april 2017 14:30 |                  | Verslag | 10' El Khayati | Stadion: Het Kasteel, Rotterdam Toeschouwers: 10.606 Scheidsrechter: Higler |
| 23 april 2017 14:30 |                  |         |                | Stadion: Het Kasteel, Rotterdam Toeschouwers: 10.606 Scheidsrechter: Higler |
| 23 april 2017 14:30 |                  |         |                | Stadion: Het Kasteel, Rotterdam Toeschouwers: 10.606 Scheidsrechter: Higler |
|                     |                  |         |                |                                                                             |

|                     |             |         |      |                                                                               |
| 23 april 2017 16:45 | PSV         | 1 – 0   | Ajax | Stadion: Philips Stadion, Eindhoven Toeschouwers: 35.000 Scheidsrechter: Blom |
| 23 april 2017 16:45 | Locadia 25' | Verslag |      | Stadion: Philips Stadion, Eindhoven Toeschouwers: 35.000 Scheidsrechter: Blom |
| 23 april 2017 16:45 |             |         |      | Stadion: Philips Stadion, Eindhoven Toeschouwers: 35.000 Scheidsrechter: Blom |
| 23 april 2017 16:45 |             |         |      | Stadion: Philips Stadion, Eindhoven Toeschouwers: 35.000 Scheidsrechter: Blom |
|                     |             |         |      |                                                                               |

## Speelronde 33
|                  |                                                       |         |                 |                                                                                     |
| 7 mei 2017 14:30 | Ajax                                                  | 4 – 0   | Go Ahead Eagles | Stadion: Amsterdam ArenA, Amsterdam Toeschouwers: 51.206 Scheidsrechter: Van Boekel |
| 7 mei 2017 14:30 | Kluivert 24' Dolberg 29' F. de Jong 48' Cassierra 71' | Verslag | 80' Ritzmaier   | Stadion: Amsterdam ArenA, Amsterdam Toeschouwers: 51.206 Scheidsrechter: Van Boekel |
| 7 mei 2017 14:30 |                                                       |         |                 | Stadion: Amsterdam ArenA, Amsterdam Toeschouwers: 51.206 Scheidsrechter: Van Boekel |
| 7 mei 2017 14:30 |                                                       |         |                 | Stadion: Amsterdam ArenA, Amsterdam Toeschouwers: 51.206 Scheidsrechter: Van Boekel |
|                  |                                                       |         |                 |                                                                                     |

|                  |                                         |         |           |                                                                                         |
| 7 mei 2017 14:30 | Excelsior                               | 3 – 0   | Feyenoord | Stadion: Van Donge & De Roo Stadion, Rotterdam Toeschouwers: 4.500 Scheidsrechter: Blom |
| 7 mei 2017 14:30 | Hasselbaink 56' Elbers 59' Koolwijk 65' | Verslag |           | Stadion: Van Donge & De Roo Stadion, Rotterdam Toeschouwers: 4.500 Scheidsrechter: Blom |
| 7 mei 2017 14:30 |                                         |         |           | Stadion: Van Donge & De Roo Stadion, Rotterdam Toeschouwers: 4.500 Scheidsrechter: Blom |
| 7 mei 2017 14:30 |                                         |         |           | Stadion: Van Donge & De Roo Stadion, Rotterdam Toeschouwers: 4.500 Scheidsrechter: Blom |
|                  |                                         |         |           |                                                                                         |

|                  |              |         |             |                                                                          |
| 7 mei 2017 14:30 | FC Groningen | 1 – 1   | PSV         | Stadion: Euroborg, Groningen Toeschouwers: 20.791 Scheidsrechter: Higler |
| 7 mei 2017 14:30 | Mahi 11'     | Verslag | 59' Lammers | Stadion: Euroborg, Groningen Toeschouwers: 20.791 Scheidsrechter: Higler |
| 7 mei 2017 14:30 |              |         |             | Stadion: Euroborg, Groningen Toeschouwers: 20.791 Scheidsrechter: Higler |
| 7 mei 2017 14:30 |              |         |             | Stadion: Euroborg, Groningen Toeschouwers: 20.791 Scheidsrechter: Higler |
|                  |              |         |             |                                                                          |

|                  |                                              |         |              |                                                                                |
| 7 mei 2017 14:30 | Heracles Almelo                              | 4 – 0   | ADO Den Haag | Stadion: Polman Stadion, Almelo Toeschouwers: 11.733 Scheidsrechter: Gözübüyük |
| 7 mei 2017 14:30 | Niemeijer 5', 12' Armenteros 71' Bruns 90+6' | Verslag |              | Stadion: Polman Stadion, Almelo Toeschouwers: 11.733 Scheidsrechter: Gözübüyük |
| 7 mei 2017 14:30 |                                              |         |              | Stadion: Polman Stadion, Almelo Toeschouwers: 11.733 Scheidsrechter: Gözübüyük |
| 7 mei 2017 14:30 |                                              |         |              | Stadion: Polman Stadion, Almelo Toeschouwers: 11.733 Scheidsrechter: Gözübüyük |
|                  |                                              |         |              |                                                                                |

|                  |                            |         |                          |                                                                                 |
| 7 mei 2017 14:30 | N.E.C.                     | 2 – 1   | AZ                       | Stadion: Goffertstadion, Nijmegen Toeschouwers: 11.500 Scheidsrechter: Kamphuis |
| 7 mei 2017 14:30 | Von Haacke 30' Awoniyi 88' | Verslag | 43' Jahanbakhsh 60' Haps | Stadion: Goffertstadion, Nijmegen Toeschouwers: 11.500 Scheidsrechter: Kamphuis |
| 7 mei 2017 14:30 |                            |         |                          | Stadion: Goffertstadion, Nijmegen Toeschouwers: 11.500 Scheidsrechter: Kamphuis |
| 7 mei 2017 14:30 |                            |         |                          | Stadion: Goffertstadion, Nijmegen Toeschouwers: 11.500 Scheidsrechter: Kamphuis |
|                  |                            |         |                          |                                                                                 |

|                  |                              |         |                      |                                                                                |
| 7 mei 2017 14:30 | PEC Zwolle                   | 2 – 1   | sc Heerenveen        | Stadion: MAC³PARK stadion, Zwolle Toeschouwers: 13.250 Scheidsrechter: Nijhuis |
| 7 mei 2017 14:30 | Bouy 18' Holla 29' Menig 47' | Verslag | 90+5' Ghoochannejhad | Stadion: MAC³PARK stadion, Zwolle Toeschouwers: 13.250 Scheidsrechter: Nijhuis |
| 7 mei 2017 14:30 |                              |         |                      | Stadion: MAC³PARK stadion, Zwolle Toeschouwers: 13.250 Scheidsrechter: Nijhuis |
| 7 mei 2017 14:30 |                              |         |                      | Stadion: MAC³PARK stadion, Zwolle Toeschouwers: 13.250 Scheidsrechter: Nijhuis |
|                  |                              |         |                      |                                                                                |

|                  |                  |         |           |                                                                                           |
| 7 mei 2017 14:30 | Roda JC Kerkrade | 1 – 0   | Willem II | Stadion: Parkstad Limburg Stadion, Kerkrade Toeschouwers: 17.839 Scheidsrechter: Makkelie |
| 7 mei 2017 14:30 | Ajagun 89'       | Verslag |           | Stadion: Parkstad Limburg Stadion, Kerkrade Toeschouwers: 17.839 Scheidsrechter: Makkelie |
| 7 mei 2017 14:30 |                  |         |           | Stadion: Parkstad Limburg Stadion, Kerkrade Toeschouwers: 17.839 Scheidsrechter: Makkelie |
| 7 mei 2017 14:30 |                  |         |           | Stadion: Parkstad Limburg Stadion, Kerkrade Toeschouwers: 17.839 Scheidsrechter: Makkelie |
|                  |                  |         |           |                                                                                           |

|                  |                  |         |           |                                                                              |
| 7 mei 2017 14:30 | Sparta Rotterdam | 1 – 0   | FC Twente | Stadion: Het Kasteel, Rotterdam Toeschouwers: 10.101 Scheidsrechter: Janssen |
| 7 mei 2017 14:30 | Pušić 66'        | Verslag |           | Stadion: Het Kasteel, Rotterdam Toeschouwers: 10.101 Scheidsrechter: Janssen |
| 7 mei 2017 14:30 |                  |         |           | Stadion: Het Kasteel, Rotterdam Toeschouwers: 10.101 Scheidsrechter: Janssen |
| 7 mei 2017 14:30 |                  |         |           | Stadion: Het Kasteel, Rotterdam Toeschouwers: 10.101 Scheidsrechter: Janssen |
|                  |                  |         |           |                                                                              |

|                  |               |         |         |                                                                                     |
| 7 mei 2017 14:30 | FC Utrecht    | 1 – 0   | Vitesse | Stadion: Stadion Galgenwaard, Utrecht Toeschouwers: 20.686 Scheidsrechter: Lindhout |
| 7 mei 2017 14:30 | Janssen 90+2' | Verslag |         | Stadion: Stadion Galgenwaard, Utrecht Toeschouwers: 20.686 Scheidsrechter: Lindhout |
| 7 mei 2017 14:30 |               |         |         | Stadion: Stadion Galgenwaard, Utrecht Toeschouwers: 20.686 Scheidsrechter: Lindhout |
| 7 mei 2017 14:30 |               |         |         | Stadion: Stadion Galgenwaard, Utrecht Toeschouwers: 20.686 Scheidsrechter: Lindhout |
|                  |               |         |         |                                                                                     |

## Speelronde 34
|                   |                                                 |         |            |                                                                                   |
| 14 mei 2017 14:30 | ADO Den Haag                                    | 4 – 1   | Excelsior  | Stadion: Kyocera Stadion, Den Haag Toeschouwers: 13.257 Scheidsrechter: S. Mulder |
| 14 mei 2017 14:30 | Becker 8' Havenaar 25' El Khayati 33' Kanon 65' | Verslag | 20' Fortes | Stadion: Kyocera Stadion, Den Haag Toeschouwers: 13.257 Scheidsrechter: S. Mulder |
| 14 mei 2017 14:30 |                                                 |         |            | Stadion: Kyocera Stadion, Den Haag Toeschouwers: 13.257 Scheidsrechter: S. Mulder |
| 14 mei 2017 14:30 |                                                 |         |            | Stadion: Kyocera Stadion, Den Haag Toeschouwers: 13.257 Scheidsrechter: S. Mulder |
|                   |                                                 |         |            |                                                                                   |

|                   |                                                        |         |                                      |                                                                                     |
| 14 mei 2017 14:30 | AZ                                                     | 2 – 3   | FC Utrecht                           | Stadion: AFAS Stadion, Alkmaar Toeschouwers: 14.601 Scheidsrechter: Van den Kerkhof |
| 14 mei 2017 14:30 | Svensson 34' Van der Maarel 51' (e.d.) Jahanbakhsh 68' | Verslag | 32' Živković 35' Labyad 53' Barazite | Stadion: AFAS Stadion, Alkmaar Toeschouwers: 14.601 Scheidsrechter: Van den Kerkhof |
| 14 mei 2017 14:30 |                                                        |         |                                      | Stadion: AFAS Stadion, Alkmaar Toeschouwers: 14.601 Scheidsrechter: Van den Kerkhof |
| 14 mei 2017 14:30 |                                                        |         |                                      | Stadion: AFAS Stadion, Alkmaar Toeschouwers: 14.601 Scheidsrechter: Van den Kerkhof |
|                   |                                                        |         |                                      |                                                                                     |

|                   |                           |         |                 |                                                                                    |
| 14 mei 2017 14:30 | Feyenoord                 | 3 – 1   | Heracles Almelo | Stadion: Stadion Feijenoord, Rotterdam Toeschouwers: 47.500 Scheidsrechter: Higler |
| 14 mei 2017 14:30 | Kuijt 1', 12', 84' (pen.) | Verslag | 89' Van Ooijen  | Stadion: Stadion Feijenoord, Rotterdam Toeschouwers: 47.500 Scheidsrechter: Higler |
| 14 mei 2017 14:30 |                           |         |                 | Stadion: Stadion Feijenoord, Rotterdam Toeschouwers: 47.500 Scheidsrechter: Higler |
| 14 mei 2017 14:30 |                           |         |                 | Stadion: Stadion Feijenoord, Rotterdam Toeschouwers: 47.500 Scheidsrechter: Higler |
|                   |                           |         |                 |                                                                                    |

|                   |                 |         |                            |                                                                                  |
| 14 mei 2017 14:30 | Go Ahead Eagles | 1 – 3   | Sparta Rotterdam           | Stadion: De Adelaarshorst, Deventer Toeschouwers: 7.891 Scheidsrechter: Kamphuis |
| 14 mei 2017 14:30 | Maatsen 71'     | Verslag | 57', 80' Pušić 89' Goodwin | Stadion: De Adelaarshorst, Deventer Toeschouwers: 7.891 Scheidsrechter: Kamphuis |
| 14 mei 2017 14:30 |                 |         |                            | Stadion: De Adelaarshorst, Deventer Toeschouwers: 7.891 Scheidsrechter: Kamphuis |
| 14 mei 2017 14:30 |                 |         |                            | Stadion: De Adelaarshorst, Deventer Toeschouwers: 7.891 Scheidsrechter: Kamphuis |
|                   |                 |         |                            |                                                                                  |

|                   |               |         |                            |                                                                                       |
| 14 mei 2017 14:30 | sc Heerenveen | 0 – 2   | N.E.C.                     | Stadion: Abe Lenstra Stadion, Heerenveen Toeschouwers: 22.850 Scheidsrechter: Janssen |
| 14 mei 2017 14:30 |               | Verslag | 23' Groeneveld 64' Awoniyi | Stadion: Abe Lenstra Stadion, Heerenveen Toeschouwers: 22.850 Scheidsrechter: Janssen |
| 14 mei 2017 14:30 |               |         |                            | Stadion: Abe Lenstra Stadion, Heerenveen Toeschouwers: 22.850 Scheidsrechter: Janssen |
| 14 mei 2017 14:30 |               |         |                            | Stadion: Abe Lenstra Stadion, Heerenveen Toeschouwers: 22.850 Scheidsrechter: Janssen |
|                   |               |         |                            |                                                                                       |

|                   |                                                |         |                   |                                                                                   |
| 14 mei 2017 14:30 | PSV                                            | 4 – 1   | PEC Zwolle        | Stadion: Philips Stadion, Eindhoven Toeschouwers: 33.800 Scheidsrechter: Manschot |
| 14 mei 2017 14:30 | Moreno 78' Arias 79' Lammers 85' Ramselaar 88' | Verslag | 29' Van de Pavert | Stadion: Philips Stadion, Eindhoven Toeschouwers: 33.800 Scheidsrechter: Manschot |
| 14 mei 2017 14:30 |                                                |         |                   | Stadion: Philips Stadion, Eindhoven Toeschouwers: 33.800 Scheidsrechter: Manschot |
| 14 mei 2017 14:30 |                                                |         |                   | Stadion: Philips Stadion, Eindhoven Toeschouwers: 33.800 Scheidsrechter: Manschot |
|                   |                                                |         |                   |                                                                                   |

|                   |                                      |         |                                                            |                                                                                     |
| 14 mei 2017 14:30 | FC Twente                            | 3 – 5   | FC Groningen                                               | Stadion: De Grolsch Veste, Enschede Toeschouwers: 26.200 Scheidsrechter: Van Boekel |
| 14 mei 2017 14:30 | George 19' Klich 64' (pen.) Ünal 85' | Verslag | 2' Linssen 25', 29' Idrissi 43' (e.d.) Thesker 66' Sørloth | Stadion: De Grolsch Veste, Enschede Toeschouwers: 26.200 Scheidsrechter: Van Boekel |
| 14 mei 2017 14:30 |                                      |         |                                                            | Stadion: De Grolsch Veste, Enschede Toeschouwers: 26.200 Scheidsrechter: Van Boekel |
| 14 mei 2017 14:30 |                                      |         |                                                            | Stadion: De Grolsch Veste, Enschede Toeschouwers: 26.200 Scheidsrechter: Van Boekel |
|                   |                                      |         |                                                            |                                                                                     |

|                   |                                     |         |                  |                                                                         |
| 14 mei 2017 14:30 | Vitesse                             | 3 – 0   | Roda JC Kerkrade | Stadion: GelreDome, Arnhem Toeschouwers: 19.876 Scheidsrechter: Nijhuis |
| 14 mei 2017 14:30 | Van Wolfswinkel 3', 80' Baker 90+3' | Verslag | 82' Paulissen    | Stadion: GelreDome, Arnhem Toeschouwers: 19.876 Scheidsrechter: Nijhuis |
| 14 mei 2017 14:30 |                                     |         |                  | Stadion: GelreDome, Arnhem Toeschouwers: 19.876 Scheidsrechter: Nijhuis |
| 14 mei 2017 14:30 |                                     |         |                  | Stadion: GelreDome, Arnhem Toeschouwers: 19.876 Scheidsrechter: Nijhuis |
|                   |                                     |         |                  |                                                                         |

|                   |               |         |                                      |                                                                                           |
| 14 mei 2017 14:30 | Willem II     | 1 – 3   | Ajax                                 | Stadion: Koning Willem II-stadion, Tilburg Toeschouwers: 14.500 Scheidsrechter: Gözübüyük |
| 14 mei 2017 14:30 | Schuurman 82' | Verslag | 38' Dolberg 48' Sánchez 66' Klaassen | Stadion: Koning Willem II-stadion, Tilburg Toeschouwers: 14.500 Scheidsrechter: Gözübüyük |
| 14 mei 2017 14:30 |               |         |                                      | Stadion: Koning Willem II-stadion, Tilburg Toeschouwers: 14.500 Scheidsrechter: Gözübüyük |
| 14 mei 2017 14:30 |               |         |                                      | Stadion: Koning Willem II-stadion, Tilburg Toeschouwers: 14.500 Scheidsrechter: Gözübüyük |
|                   |               |         |                                      |                                                                                           |

ADO Den Haag ·
Ajax ·
AZ ·
Excelsior ·
Feyenoord ·
Go Ahead Eagles ·
FC Groningen ·
sc Heerenveen ·
Heracles Almelo ·
N.E.C. ·
PEC Zwolle · 
PSV ·
Roda JC Kerkrade ·
Sparta Rotterdam ·
FC Twente ·
FC Utrecht ·
Vitesse ·
Willem II